# Liste der Kulturdenkmale in der Innenstadt (Zwickau)
Die Liste der Kulturdenkmale in Innenstadt (Zwickau) enthält die in der amtlichen Denkmalliste des Landesamtes für Denkmalpflege Sachsen ausgewiesenen Kulturdenkmale im Zwickauer Stadtteil Innenstadt.

## Legende
- Bild: Bild des Kulturdenkmals, ggf. zusätzlich mit einem Link zu weiteren Fotos des Kulturdenkmals im Medienarchiv Wikimedia Commons. Wenn man auf das Kamerasymbol klickt, können Fotos zu Kulturdenkmalen aus dieser Liste hochgeladen werden:
- Bezeichnung: Denkmalgeschützte Objekte und ggf. Bauwerksname des Kulturdenkmals
- Lage: Straßenname und Hausnummer oder Flurstücknummer des Kulturdenkmals. Die Grundsortierung der Liste erfolgt nach dieser Adresse. Der Link (Karte) führt zu verschiedenen Kartendiensten mit der Position des Kulturdenkmals. Fehlt dieser Link, wurden die Koordinaten noch nicht eingetragen. Sind diese bekannt, können sie über ein Tool mit einer Kartenansicht einfach nachgetragen werden. In dieser Kartenansicht sind Kulturdenkmale ohne Koordinaten mit einem roten bzw. orangen Marker dargestellt und können durch Verschieben auf die richtige Position in der Karte mit Koordinaten versehen werden. Kulturdenkmale ohne Bild sind an einem blauen bzw. roten Marker erkennbar.
- Datierung: Baubeginn, Fertigstellung, Datum der Erstnennung oder grobe zeitliche Einordnung entsprechend des Eintrags in der sächsischen Denkmaldatenbank
- Beschreibung: Kurzcharakteristik des Kulturdenkmals entsprechend des Eintrags in der sächsischen Denkmaldatenbank, ggf. ergänzt durch die dort nur selten veröffentlichten Erfassungstexte oder zusätzliche Informationen
- ID: Vom Landesamt für Denkmalpflege Sachsen vergebene, das Kulturdenkmal eindeutig identifizierende Objekt-Nummer. Der Link führt zum PDF-Denkmaldokument des Landesamtes für Denkmalpflege Sachsen. Bei ehemaligen Kulturdenkmalen können die Objektnummern unbekannt sein und deshalb fehlen bzw. die Links von aus der Datenbank entfernten Objektnummern ins Leere führen. Ein ggf. vorhandenes Icon  führt zu den Angaben des Kulturdenkmals bei Wikidata.

## Innenstadt
| Bild                                    | Bezeichnung | Lage                                       | Datierung                                                | Beschreibung | ID       |
| --------------------------------------- | --- | ------------------------------------------ | -------------------------------------------------------- | --- | -------- |
|                                         | Denkmalschutzgebiet Altstadt Zwickau (Vorschlag) | (Karte)                                    |                                                          | Denkmalschutzgebiet Altstadt Zwickau | 09247517 |
|                                         | Wohnhaus (mit Ausstattung) in geschlossener Bebauung | Alter Steinweg 1 (Karte)                   | 1480 Dendro (Dachstuhl)                                  | Mit Ladeneinbau, spätmittelalterliches Bürgerhaus mit Wendelstein zum Hof, Putzbau mit für Zwickau seltenen Vorhangbogenfenstern in sehr gutem Originalzustand, von großer baugeschichtlicher Bedeutung, hervorragendes Beispiel des repräsentativen bürgerlichen Bauens in Zwickau. Dreigeschossig, vierachsig, Putzfassade, horizontale Gliederung durch schmale Putzgesimse, Erdgeschoss: drei Rundbogenfenster, eine ehemalige Durchfahrt mit Korbbogenportal, dieses mit Schmuckbändern (z. T. Eierstab) und Wappen, ausgeprägter Kämpfer, 1. Obergeschoss: in ihrer Gestaltung eigenwillige Vorhangbogenfenster (2 × 2), teilweise aufgeputzte Fensterumrahmungen mit durchgesteckten Stäben und kugelförmiger Bekrönung, 2. Obergeschoss: einfache Rechteckfenster mit aufgeputzten Gewänden, Dach: Biberschwanzdoppeldeckung, im Zuge der Sanierung Schleppgauben in zwei Ebenen, Dachstuhl 1480 laut dendrochronologischer Untersuchung, auf Grund konstruktiver Zusammenhänge von Dachwerk und Dachdecke sowie gleichartiger durchgängiger Ausbildung der Decken mit Schiffskehlprofilierung ist diese Bauzeit für das gesamte Gebäude anzunehmen, an der Hofseite Türöffnung mit Resten eines Renaissanceportals und angebauter Wendelstein (Sandsteinspindeltreppe mit 50 Steigungen) wohl Ende 16. / Anfang 17. Jh. bis Stufe 30, 1860 aufgestockt, Kellertonne in der südlichen Gebäudehälfte, repräsentative Stube im 1. Obergeschoss südöstlich gelegen mit qualitätvoller Bohlen-Balken-Decke in schwarz-brauner Fassung (auf den Umfassungswänden liegende profilierte Balken, Mittelunterzug mit Schiffskehlenprofilierung, darüber Bohlen-Balken als Decker und Kriecher), steiles Kehlbalkendach mit zwei Kehlbalkenlagen und liegendem Stuhl im 1. Dachgeschoss, neun Gespärreachsen (vier Bindergespärre, davon zwei am Nord- und Südgiebel, dazwischen liegend jeweils zwei und drei Leergespärre), Kehlbalken mittig durch Längsunterzüge unterstützt, die in den beiden mittleren Binderachsen von je einer Hängesäule getragen werden, Hängesäule endet im 1. Dachgeschoss mit einer besonderen konstruktiven Ausbildung unmittelbar am Unterzug, so dass im 1. Dachgeschoss ein stützenfreier Raum entsteht, Sanierung 1996/97. | 09231388 |
| Direkt Bild zu diesem Denkmal hochladen | Betonformstein-Wand | Alter Steinweg 2 (Karte)                   | um 1970                                                  | Vergleichsweise aufwendiges Beispiel für diese Art DDR-typischer künstlerischer Bauausstattung, baugeschichtlich und künstlerisch bedeutend. Die Betonformstein-Wand Alter Steinweg 2 in Zwickau ist ein Kulturdenkmal. Derartige Wände sind charakteristische Zeugnisse der DDR-Architektur mit denen man nach der zeitgenössischen Fachliteratur eine „ästhetisch-künstlerische Umweltgestaltung“ in Plattenbauquartieren und darüber hinaus anstrebte. Sie sind seit den 1970er-Jahren zum Einsatz gekommen. An ihrer Entwicklung waren auch namhafte Künstler beteiligt, in Dresden u. a. Rudolf Sitte und Vinzenz Wanitschke. Bei dem hier zu beurteilenden Beispiel in Zwickau handelt es sich um eine vergleichsweise aufwendige Wand, die in ihrer Ausformung mittlerweile singulär sein dürfte. Die erhaltenen Anlagen in Dresden zeigen andere Muster. Hinzu kommt, dass immer mehr Betonformstein-Wände verloren gehen. Somit haben die überkommenen Wände mittlerweile Seltenheitswert. (LfD/2012.) | 09304534 |
| Direkt Bild zu diesem Denkmal hochladen | Wohnhaus in geschlossener Bebauung und in Ecklage | Alter Steinweg 5 (Karte)                   | 1518                                                     | Ehemals mit Gaststube, im Ursprung gotischer Bau, Zusammenlegung ehemals zweier Einzelgebäude, in der Gründerzeit überformt, sterngewölbter Raum im Erdgeschoss, städtebaulich und baugeschichtlich von Bedeutung. Dreigeschossig, Fensterbänke aus Werkstein, bei der letzten Sanierung völlig überformt in Stil und Materialien, Traufseite elfachsig, Dach: metallverkleidete neue Gauben, im heutigen Hauseingang zweijochiges, spätgotisches Sterngewölbe mit Sandsteinrippen, überdeckt einen 2 m × 5 m großen Raum, ursprünglich vermutlich geschlossene Kammer (evtl. brandsichere „Schatzkammer“), Sanierung 1996/1997. | 09231389 |
| Direkt Bild zu diesem Denkmal hochladen | Villa und Gartenhaus | Am Schwanenteich 4 (Karte)                 | 1924                                                     | Ehemaliges Wohnhaus des Korsettfabrikanten Hermann Meyer, städtebaulich markanter Putzbau von architekturhistorischer Bedeutung. Zweigeschossiger Putzbau über L-förmigem Grundriss mit risalitartigen Erkervorsprüngen an drei Seiten, Fassade vertikal gegliedert durch Lisenen, expressionistische Ornamentik, Mansardwalmdach, die Erker im Dachbereich mit Kupferdeckung, Fenster nicht original, die ursprünglichen Fenster hatten aufwendig gesprosste Oberlichter (achtscheibig, kreuzförmig geteilt), im Inneren kein nennenswerter Originalbestand, Sockel Natursteinmauerwerk Granit, Quadermauerwerk, Gartenhaus: kleines, hölzernes Gartenhaus mit Holzfachwerkkonstruktion und Verbretterung, weit vorkragendem Satteldach mit Biberschwanzdeckung, aus der Zeit um 1905, das Gartenhaus ist älter als die Villa, weil es sich hierbei ursprünglich um ein Gartengrundstück mit Gartenhaus handelte, welches erst 1924 mit dieser Villa bebaut wurde. | 09230960 |
| Weitere Bilder                          | Wohnhaus in offener Bebauung und in Ecklage, mit Einfriedung | Amtsgerichtsstraße 1 (Karte)               | 1888                                                     | Repräsentativer, städtebaulich bedeutsamer Klinkerbau in Ecklage. Ehemalige Kanzlei und Wohnung des Rechtsanwaltes Dr. Chilian. Gebäudebeschreibung: Zweigeschossiger orangefarbiger Klinkerbau über winkelförmigem Grundriss mit polygonaler Eckausbildung, Sockel Polygonmauerwerk, Fenster mit Sandsteineinfassungen, waagerechte Fensterverdachungen sowie Segmentbogenverdachungen, Konsolfries am Kranzgesims, der Eckrisalit des Hauses überhöht, dreigeschossig, dort im 1. Obergeschoss eingeschossiger Erker auf großen, geschweiften Konsolsteinen, die Wandflächen des Erkers durch Pilaster neben den Fenstern gegliedert, der Giebel in Richtung Amtsgerichtsstraße ist als einfacher Putzgiebel ohne jeglichen Zierrat ausgebildet, vermutlich war hier eine anschließende Bebauung geplant, Gebäude abschließend mit Walm- bzw. Mansarddach, Schleppgauben, Ausstattung: originale Haustür erhalten, diese zweiflügelig mit separatem Rundbogenoberlicht, Fenster wurden dem Original nachempfunden (mit Mäanderfries am Kämpfer), im Inneren Ausmalung des Treppenhauses mit schlichter Schablonenmalerei (Versuch einer Analogiedarstellung der 2. Fassung), Treppenhaus mit Tonnengewölbe, durch Rundbögen in verschiedene Bereiche unterteilt, Pilaster der Bögen mit kassettierter, profilierter Holzverkleidung, halbrunde Nische auf dem ersten Treppenabsatz, aufgearbeitete Wohnungseingangstüren, Einfriedung: einfacher Eisenzaun mit Spitzen. Sanierung 1998. | 09230026 |
| Weitere Bilder                          | Mietshaus in Ecklage in offener Bebauung | Amtsgerichtsstraße 5 (Karte)               | 1858                                                     | Nach ursprünglicher Planung aus vier Gebäuden bestehende Häusergruppe, nach Umbau 1929 zur Freimaurerloge gehörend, erbauungszeitlich bemerkenswerte neogotische Fassadengestaltung, heute schlichter Putzbau von geschichtlicher und städtebaulicher Bedeutung (siehe auch Dr.-Friedrichs-Ring 19). Dreigeschossiger Putzbau von vier (Dr.-Friedrichs-Ring) mal neun Fensterachsen (Amtsgerichtsstraße), Eckhaus einer streng symmetrisch angelegten Hausgruppe, die durch die einheitliche Fassadengestaltung als ein großer Baukörper wirkt, heute schmuckloser, stark vereinfachter Bau mit verkröpftem Gurtgesims, Segmentbogen- und Rechteckfenstern, im Inneren zeugen Anlage und Gestaltung des Treppenhauses noch von der Erbauungszeit, ansonsten keine wesentliche Ausstattung erhalten. Wurde 2018 abgerissen. | 09230027 |
| Weitere Bilder                          | Platzanlage | Domhof (Karte)                             | Mitte 13. Jh.                                            | Mittelalterliche Anlage von großer stadtgeschichtlicher und städtebaulicher Bedeutung. Platzanlage in wesentlichen Strukturen bis heute überliefert, begrenzt von verschiedenen Gebäuden u. a. den Priesterhäusern aus der Entstehungszeit, etwa mittig steht der Dom St. Marien, der den Platz maßgeblich prägt, weiterhin begrenzen den Platz die Galerie am Domhof sowie Gründerzeithäuser, zu denen auch das Pfarrhaus gehört. | 09247784 |
| Weitere Bilder                          | Kirche St. Marien | Domhof 1 (Karte)                           | 1175/1180                                                | Spätgotische Stadtpfarrkirche, Hallenkirche mit eingezogenem Chor und Westturm, aufwendige Innenausstattung, reichster Kirchenbau der sächsischen Spätgotik, eines der herausragendsten Gotteshäuser Deutschlands, architektonisch, künstlerisch, städtebaulich und wissenschaftlich (permanent Gegenstand von Forschungen) wertvoll, dabei von überregionaler und nationaler Bedeutung sowie singulär. Als Hauptpfarrkirche der Stadt errichtet, wird die Marienkirche 1192 indirekt als „ecclesia in Zwicowe“ erstmals urkundlich, 1219 namentlich erwähnt. Für 1175/80 ist sie archäologisch nachgewiesen. Sie entwickelte sich von einer der stattlichsten romanischen Saalkirchen des Reichsterritoriums Pleißenland zu einer der bedeutendsten spätgotischen Hallenkirchen Sachsens: Gotischer Westturm (14./15. Jahrhundert), Neubau Hallenchor (1453–1470), Turmumbau (1476–1483, H. u. N. Eichhorn), Neubau Langhaus (1506–1537, P. Heierliß, C. Teicher), Sakristei (1507), Erneuerung der Chorgewölbe und Pfeiler (1563–1565, N. u. Ph. Hofmann), barocker Turmaufsatz (1671/1679, J. Marquard), „Regotisierung“ (1885–1891, O. Mothes). St. Marien verfügt über eine bemerkenswerte Ausstattung und besitzt die einzige komplett erhaltene Doppelwendeltreppe in Sachsen (um 1507). (LfD/UDB, 2011.) Bei dem 1991/92 archäologisch nachgewiesenen Vorgängerbau der Marienkirche (seit 1935 offizielle Bezeichnung Dom St. Marien) handelte es sich um eine stattliche romanische Saalkirche mit eingezogenem Chor, halbkreisförmiger Apsis, breitem Querwestturm und vermutlichem Sandsteinquaderbau (worauf der als unterste Lage des Sichtmauerwerks der Chorsüdwand erhaltene äußere Sandsteinsockel hinweist), dessen Entstehungszeit ist für 1175/80 nachgewiesen. Nach Bränden 1328 und 1383 Wiederaufbau mit deutlicher Erweiterung von Langhaus und nördlichem Seitenschiff über die Fundamente des Vorgängerbaus nach Norden, Bausubstanz dieser Zeit findet sich im Westturm, wohl auch in dem, in seiner Südweststrecke gelegenen Wendelstein. 1453 Beginn des Chorneubaues, 1476–1495 u. a. Umbauten am Turm, Bau der südlichen und nördlichen Vorhalle sowie des Nordgiebels durch die Steinmetzmeister Hans und Nickel Eichhorn, 1506–1536 Erneuerung und abermalige Verbreiterung/Neubau des Langhauses nach Plänen des Steinmetzmeisters Peter Heierliß aus Jena, nach dessen Tod 1507 durch Caspar Teicher, 1537 mit der Vollendung der Westempore vorläufiger Abschluss des großartigen Erweiterungsbaues der Marienkirche. 1563–1565 Erneuerung der Chorgewölbe durch Nickel und Philipp Hoffmann, 1671–1677 erhält der 1650 durch Blitzschlag bis zum Glockenstuhl abgebrannte gotische Turm seine barocke Bekrönung durch Zimmerermeister Joachim Marquardt aus Plauen (gleiche Türme in Hamburg und Riga aus seiner Werkstatt), 1885–1891 umfassende Sanierung und Restaurierung insbesondere am Außenbau sowie Bereicherung durch neogotisches Maßwerk und reichlichen Figurenschmuck unter Leitung des Leipziger Baurates Oskar Mothes – Umstilisierung zum Hochgotischen. Die Figuren des Brautportals und die Figurengruppe am Giebel stammen von dem Düsseldorfer Bildhauer Leo Münch. Die Figur des Stephan Roth stammt von dem Zwickauer Bildhauer Karl Rudolf Mosebach. 1954–1957 Wiederherstellung der 1945 durch Kriegsschäden zerstörten Bereiche der Südseite des Langhauses. Vom Ende des 19. Jh. bis 1976 senkte sich der Dom besonders in Folge des Bergbaus um 3,68 m. Derzeitige gründliche Instandsetzung und Restaurierung, verbunden mit einer Stabilisierung des Baugrundes, mit dem Ziel der schrittweisen Wiederherstellung dieses großartigen Zeugnisses spätgotischer obersächsischer Sakralbaukunst. Von der reichen und kostbaren mittelalterlichen Innenausstattung noch erhalten: der Hochaltar (1479) aus der Werkstatt des Nürnberger Malers Michael Wolgemut (neben Wolgemut selbst die Mitarbeit von Wilhelm Pleydenwurff an den Bildtafeln belegt) mit Figurenschmuck eines unbekannten Meisters bzw. werden einige Figuren Veit Stoß zugeschrieben – der Altar zählt zu den hervorragendsten Schöpfungen seiner Art im 15. Jh.: die Pieta „Beweinung Christi“ (um 1502), Hauptwerk des Zwickauer Bildschnitzers Peter Breuer, das Heilige Grab (1507), Schnitzwerk von Michael Heuffner aus Eger, Reste des Chorgestühls (1469), die Römerkapelle mit Grabplatten und Bronzewappen derer von Römer (1483, 1493). Aus nachreformatorischer Zeit Taufstein und Sandsteinkanzel (1538) von Steinmetzmeister Paul Speck, Epitaphien u. a. aus der Werkstatt Lukas Cranachs d. Ä. (1544), von Matthias und Wolfgang Krodel (1559), von Hans Elsässer (1576) und Hans Hesse, schmiedeeisernes Gitter (1678) von Daniel Friedrich Vogel, welches die Grabstätte der Familie Bose (1637) verschließt. Die Orgel der Bautzener Firma Eule (1966), das von dieser Firma gebaute Instrument, gehört zu den bedeutendsten Werken deutscher Orgelbaukunst nach dem Zweiten Weltkrieg. (LfD/2003, bearbeitet 2017.) Im Mai 1520 predigte Müntzer in Vertretung von Johannes Sylvius Egranus in der Marienkirche in Zwickau. Als Egranus zurückkehrte, wechselte Müntzer an die Katharinenkirche. Dort in Zwickau hatte Müntzer jetzt ein großes Forum, das er auch nutzte. Er hatte engen Kontakt zu Nikolaus Storch, einem führenden Mitglied der Zwickauer Propheten. Im Lauf des Jahres bekam Müntzer Schwierigkeiten mit dem Orden der Franziskaner und mit seinem Kollegen Egranus. Als ihn zusätzlich der Stadtrat von Zwickau des Aufruhrs verdächtigte, wurde er 1521 aus der Stadt vertrieben. Seinen letzten Sold quittierte er stolz mit „Thomas Müntzer, qui pro veritate militat in mundo“" („Thomas Müntzer, der für die Wahrheit in der Welt kämpft“). | 09231407 |
| Weitere Bilder                          | Galerie, ehemaliges Kunstvereinsgebäude | Domhof 2 (Karte)                           | 1878                                                     | Repräsentativer, das Platzbild prägender Putzbau in sehr gutem Originalzustand, im Stil des Historismus, baugeschichtlich, künstlerisch und städtebaulich bedeutend. Zweigeschossig, 7 × 5 Achsen, über U-förmigem Grundriss (zwei Flügel und Mittelbau), Westflügel und Mittelbau von 1878, Ostflügel um 1904 angebaut, 1958 Umbau zum Naturkundemuseum mit starker Fassadenvereinfachung, hierbei blieben lediglich die Kubaturen, die Mauerwerksöffnungen, der Sockel und die grobe Gliederung im Obergeschoss erhalten, 1985/86 Restaurierung des Eingangsbereiches und des Treppenhauses, 1998 Dachsanierung einschließlich Wiederherstellung der Oberlichte und Trockenlegung, 2000 Fassade weitestgehend rekonstruiert, Vorgängerbau vom 1479 (Alte Lateinschule). | 09231408 |
| Weitere Bilder                          | Mietshaus in Ecklage in geschlossener Bebauung | Domhof 4 (Karte)                           | 1893                                                     | Mit Laden, markanter Klinkerbau, langgestreckt, von städtebaulicher und baugeschichtlicher Bedeutung. Bei dem Kulturdenkmal handelt es sich um ein zweigeschossiges Wohn- und Geschäftshaus mit ausgebautem Dachgeschoss. Es wurde im Jahre 1892 durch den Zwickauer Baumeister Amadeus Höffner entworfen und im Anschluss unter dessen Leitung errichtet. Die städtebauliche Besonderheit besteht darin, dass das Gebäude zum Kornmarkt hin lediglich eine Breite von ca. 3,50 m aufweist (verbrochene Ecke von ein × eine Achse), sich jedoch entlang des Domhofes auf eine Länge von ca. 33,00 m (zehn Achsen) erstreckt. Das Gebäude besitzt mit dem mittelalterlichen Haus Kornmarkt 4 eine gemeinschaftliche Brandwand und wurde den örtlichen Gegebenheiten angepasst. Die orangerote Klinkerfassade ist geprägt durch entstehungszeittypische Zier- und Gliederungselemente wie Gesimse, Bänder, Fenstergewände und Fensterverdachungen (z. T. als Dreieckgiebel ausgeführt) aus Sandstein. Die Hauptbetonung liegt auf der verbrochenen Ecke an der sich im Erdgeschoss ein sandsteinverkleideter Ladeneingang, im 1. Obergeschoss ein großer Fenstererker auf Konsolen und darüber ein aufwändig gestalteter Dacherker mit Rundbogenfenster und Bekrönung (hier bezeichnet RE) befinden. Als besondere Gestaltungselemente sind die elf im Original erhalten gebliebenen Gauben mit Sandsteingewänden und Rundbogenverdachungen anzusehen. Die originale zweiflügelige Hauseingangstür mit Oberlicht und Ziergittern vor den Glaseinsätzen ist ebenfalls erhalten geblieben. Jetzt durch die Westsächsische Hochschule Zwickau genutzt. | 09231410 |
|                                         | Wohnhaus (mit bauzeitlicher Ausstattung) in halboffener Bebauung | Domhof 5 (Karte)                           | 1405 Dendro                                              | Zweigeschossiger Putzbau von außerordentlich hoher bau- und kulturhistorischer Bedeutung, Teil eines spätmittelalterlichen Hausensembles. Von 1264/65 bis 1466/67 erbaut, gehören die Priesterhäuser zu den ältesten städtischen Wohnbauten Sachsens. Exemplarisch widerspiegeln sie die Entwicklung des mittelalterlichen Hausbaus vom Haustyp mit nur einem Raum je Geschoss zum gegliederten Wohnhaus mit Stube/Studierstube, Kammer und Küche. Das im 13. Jh. entstandene Haus Nummer 7 entspricht dabei – als eines der wenigen noch erhaltenen Beispiele – den „Bauvorschriften“ des „Sachsenspiegels“. Die außerordentliche Bedeutung der Priesterhäuser beruht auf der bewahrten spätmittelalterlichen Baugestalt und Ausstattung. Die Priesterhäuser dienten bis zur Reformation Geistlichen der Marienkirche und danach Bediensteten des Kirchen- und Schulwesens als Wohnung. Zuletzt Mietshäuser, blieben sie seit 1977 ungenutzt. Den eintretenden Verfall konnten Notsicherungen nicht aufhalten. Anfang der 1990er-Jahre waren die Häuser z. T. einsturzgefährdet. 1992/93 gelang es, die Bereitstellung von Mitteln der Stadt Zwickau sowie aus den Förderprogrammen von Bund, Freistaat und Deutscher Stiftung Denkmalschutz für die Sanierung zu erwirken. Die schrittweise vorgenommene Instandsetzung, Konservierung und Restaurierung ist aus denkmalpflegerischer Sicht als beispielhaft zu bezeichnen. Grundlage war eine im Ergebnis bauhistorischer Untersuchungen und Schadensanalysen von den Städtischen Museen Zwickau, dem beauftragten Architekturbüro und dem Landesamt für Denkmalpflege Sachsen erarbeitete Erhaltungs- und Nutzungskonzeption mit dem Ziel, die Priesterhäuser museal der Öffentlichkeit zugänglich zu machen. Zur Bewahrung der einzigartigen Denkmalsubstanz gelang es, die für diese Nutzung erforderlichen Nebenfunktionen in einem Ergänzungsbau unterzubringen. 2003 wurden die Zwickauer Priesterhäuser als Museum für Stadt- und Kulturgeschichte eröffnet. (LfD/2011.) Um 1385: wesentliche Teile des Kellergeschosses – Umfassungsmauern, Kellertonne und aufgehendes Außenwandmauerwerk, nach Brand Wiederaufbau vor 1403 und Erweiterung nach Süden, 1409 lt. dendrochronologischer Untersuchung erneuert – u. a. Dachtragwerk (heute erhalten), Mitte 17. Jh. Reparatur Dachwerk, weitere Baumaßnahmen um 1720: zurückführen Grundrissausdehnung, Fachwerkgiebel Obergeschoss 1717 (d), Veränderung Dachwerk Südgiebel 1722 (d). | 09231411 |
|                                         | Wohnhaus (mit bauzeitlicher Ausstattung) in geschlossener Bebauung | Domhof 6 (Karte)                           | 1385 Dendro                                              | Zweigeschossiger Putzbau von außerordentlich hoher bau- und kulturhistorischer Bedeutung, Teil eines spätmittelalterlichen Hausensembles. Von 1264/65 bis 1466/67 erbaut, gehören die Priesterhäuser zu den ältesten städtischen Wohnbauten Sachsens. Exemplarisch widerspiegeln sie die Entwicklung des mittelalterlichen Hausbaus vom Haustyp mit nur einem Raum je Geschoss zum gegliederten Wohnhaus mit Stube/Studierstube, Kammer und Küche. Das im 13. Jh. entstandene Haus Nummer 7 entspricht dabei – als eines der wenigen noch erhaltenen Beispiele – den „Bauvorschriften“ des „Sachsenspiegels“. Die außerordentliche Bedeutung der Priesterhäuser beruht auf der bewahrten spätmittelalterlichen Baugestalt und Ausstattung. Die Priesterhäuser dienten bis zur Reformation Geistlichen der Marienkirche und danach Bediensteten des Kirchen- und Schulwesens als Wohnung. Zuletzt Mietshäuser, blieben sie seit 1977 ungenutzt. Den eintretenden Verfall konnten Notsicherungen nicht aufhalten. Anfang der 1990er-Jahre waren die Häuser z. T. einsturzgefährdet. 1992/93 gelang es, die Bereitstellung von Mitteln der Stadt Zwickau sowie aus den Förderprogrammen von Bund, Freistaat und Deutscher Stiftung Denkmalschutz für die Sanierung zu erwirken. Die schrittweise vorgenommene Instandsetzung, Konservierung und Restaurierung ist aus denkmalpflegerischer Sicht als beispielhaft zu bezeichnen. Grundlage war eine im Ergebnis bauhistorischer Untersuchungen und Schadensanalysen von den Städtischen Museen Zwickau, dem beauftragten Architekturbüro und dem Landesamt für Denkmalpflege Sachsen erarbeitete Erhaltungs- und Nutzungskonzeption mit dem Ziel, die Priesterhäuser museal der Öffentlichkeit zugänglich zu machen. Zur Bewahrung der einzigartigen Denkmalsubstanz gelang es, die für diese Nutzung erforderlichen Nebenfunktionen in einem Ergänzungsbau unterzubringen. 2003 wurden die Zwickauer Priesterhäuser als Museum für Stadt- und Kulturgeschichte eröffnet. (LfD/2011.) Laut dendrochronologischer Untersuchung 1385 in südlicher Richtung an Domhof 7 angebaut, Anbau des westlichen Hausteils in mehreren Bauphasen, Abschluss dieser Bauperioden laut dendrochronologischer Untersuchung 1457, nordwestlicher Hausteil mit heute noch vorhandener kleinen Kelleranlage laut dendrochronologischer Untersuchung 1408, massive Treppenanlage 1408 (d), Deckenbalken über Erdgeschoss einschließlich Deckenmalerei 1408 (d) bzw. nach Befund. | 09247785 |
|                                         | Wohnhaus in geschlossener Bebauung | Domhof 7 (Karte)                           | 1264 Dendro                                              | Ältestes Haus der spätmittelalterlichen Hausgruppe, von besonderer bau- und kulturhistorischer Bedeutung. Von 1264/65 bis 1466/67 erbaut, gehören die Priesterhäuser zu den ältesten städtischen Wohnbauten Sachsens. Exemplarisch widerspiegeln sie die Entwicklung des mittelalterlichen Hausbaus vom Haustyp mit nur einem Raum je Geschoss zum gegliederten Wohnhaus mit Stube/Studierstube, Kammer und Küche. Das im 13. Jahrhundert entstandene Haus Nummer 7 entspricht dabei – als eines der wenigen noch erhaltenen Beispiele – den „Bauvorschriften“ des „Sachsenspiegels“. Die außerordentliche Bedeutung der Priesterhäuser beruht auf der bewahrten spätmittelalterlichen Baugestalt und Ausstattung. Die Priesterhäuser dienten bis zur Reformation Geistlichen der Marienkirche und danach Bediensteten des Kirchen- und Schulwesens als Wohnung. Zuletzt Mietshäuser, blieben sie seit 1977 ungenutzt. Den eintretenden Verfall konnten Notsicherungen nicht aufhalten. Anfang der 1990er-Jahre waren die Häuser z. T. einsturzgefährdet. 1992/1993 gelang es, die Bereitstellung von Mitteln der Stadt Zwickau sowie aus den Förderprogrammen von Bund, Freistaat und Deutscher Stiftung Denkmalschutz für die Sanierung zu erwirken. Die schrittweise vorgenommene Instandsetzung, Konservierung und Restaurierung ist aus denkmalpflegerischer Sicht als beispielhaft zu bezeichnen. Grundlage war eine im Ergebnis bauhistorischer Untersuchungen und Schadensanalysen von den Städtischen Museen Zwickau, dem beauftragten Architekturbüro und dem Landesamt für Denkmalpflege Sachsen erarbeitete Erhaltungs- und Nutzungskonzeption mit dem Ziel, die Priesterhäuser museal der Öffentlichkeit zugänglich zu machen. Zur Bewahrung der einzigartigen Denkmalsubstanz gelang es, die für diese Nutzung erforderlichen Nebenfunktionen in einem Ergänzungsbau unterzubringen. 2003 wurden die Zwickauer Priesterhäuser als Museum für Stadt- und Kulturgeschichte eröffnet. (LfD/2011.) Ältestes erhaltenes Wohnhaus Zwickaus und Ausgangspunkt der baulichen Entwicklung aller vier noch vorhandenen Priesterhäuser sowie eines der ältesten Wohnhäuser Sachsens, aus Bauperiode 2. Hälfte des 13. Jahrhunderts Untergeschoss, teilweise Erdgeschoss und geringe Reste Obergeschoss erhalten, nach dendrochronologischer Untersuchung 1264, 1466 (d) Dachtragwerk, 1425 Obergeschoss-Wände in rotem Sandstein und Schwarze Küche, Dach und Dachdecke 1403 (d), Neubau westliche Laubengang 1688 (d). | 09247786 |
|                                         | Wohnhaus in halboffener Bebauung und in Ecklage | Domhof 8 (Karte)                           | 1466, lt. Dendro, danach mehrere Umbauten                | Teil einer spätmittelalterlichen Hausgruppe von besonderer kulturhistorischer und baugeschichtlicher Bedeutung. Von 1264/65 bis 1466/67 erbaut, gehören die Priesterhäuser zu den ältesten städtischen Wohnbauten Sachsens. Exemplarisch widerspiegeln sie die Entwicklung des mittelalterlichen Hausbaus vom Haustyp mit nur einem Raum je Geschoss zum gegliederten Wohnhaus mit Stube/Studierstube, Kammer und Küche. Das im 13. Jh. entstandene Haus Nummer 7 entspricht dabei – als eines der wenigen noch erhaltenen Beispiele – den „Bauvorschriften“ des „Sachsenspiegels“. Die außerordentliche Bedeutung der Priesterhäuser beruht auf der bewahrten spätmittelalterlichen Baugestalt und Ausstattung. Die Priesterhäuser dienten bis zur Reformation Geistlichen der Marienkirche und danach Bediensteten des Kirchen- und Schulwesens als Wohnung. Zuletzt Mietshäuser, blieben sie seit 1977 ungenutzt. Den eintretenden Verfall konnten Notsicherungen nicht aufhalten. Anfang der 1990er-Jahre waren die Häuser z. T. einsturzgefährdet. 1992/93 gelang es, die Bereitstellung von Mitteln der Stadt Zwickau sowie aus den Förderprogrammen von Bund, Freistaat und Deutscher Stiftung Denkmalschutz für die Sanierung zu erwirken. Die schrittweise vorgenommene Instandsetzung, Konservierung und Restaurierung ist aus denkmalpflegerischer Sicht als beispielhaft zu bezeichnen. Grundlage war eine im Ergebnis bauhistorischer Untersuchungen und Schadensanalysen von den Städtischen Museen Zwickau, dem beauftragten Architekturbüro und dem Landesamt für Denkmalpflege Sachsen erarbeitete Erhaltungs- und Nutzungskonzeption mit dem Ziel, die Priesterhäuser museal der Öffentlichkeit zugänglich zu machen. Zur Bewahrung der einzigartigen Denkmalsubstanz gelang es, die für diese Nutzung erforderlichen Nebenfunktionen in einem Ergänzungsbau unterzubringen. 2003 wurden die Zwickauer Priesterhäuser als Museum für Stadt- und Kulturgeschichte eröffnet. (LfD/2011.) 1466 (d) erbaut: Außenlängswände, Dachstuhl und die Schwarzküche, um 1500 im Inneren umfangreiche Umbaumaßnahmen: Deckenkonstruktionen über dem Erdgeschoss, Veränderungen der Grundrissstrukturen im Obergeschoss – vermutlich in diesem Zusammenhang Stube mit profilierter Balkendecke und Bohlenwand, seit ca. 1639 Spitalprediger-Haus oder Tertiat-Haus, vor 1880 Einkürzung des Hauses um eine Achse zur Verbreiterung des Schulgässchens und neuer Nordgiebel in Ziegelmauerwerk, 1985 erste Notsicherungsarbeiten an allen vier Gebäuden, 1992 bis 1995 Notsicherung und Vorbereitungsmaßnahmen zur Instandsetzung aller vier Priesterhäuser, seit Juni 1995 bis 2001 Instandsetzung und Restaurierung des Gebäudekomplexes, danach Einrichtung eines Museums und einer Gaststätte mit Hausbrauerei in einem Erweiterungsbau. | 09247787 |
| Weitere Bilder                          | Pfarramt der Nicolaikirchgemeinde und Superintendentur sowie Einfriedungsmauer | Domhof 9; 10; 11 (Karte)                   | 1881                                                     | Historisierender Bau, baugeschichtlich und ortsgeschichtlich bedeutsam. Pfarramt der Nicolaikirchgemeinde, zweigeschossig, über zweifach abgewinkeltem, dem historischen Platzrand folgendem Grundriss, so 5 (Südostgiebel) × 3 × 7 × 3 × 4 (Nordostgiebel) Achsen, symmetrisch angelegt, drei aneinander gebaute Gebäude assoziierend, orangerote Klinkerfassaden, mit Sandsteinelementen und Terrakotten reich dekoriert, portalartige Türeinfassungen, waagerechte Fensterverdachungen, im 1. Obergeschoss zum Teil Dreieckgiebelverdachungen mit Terrakotta-Engelsköpfen in den Füllungen, im 1. Obergeschoss Fensterteilungen aus Sandstein (vier- bzw. sechsflügelig), profiliertes Gurtgesims, Fensterbankgesims im 1. Obergeschoss, Traufgesims mit Sandsteinkonsolen und Terrakotta-Engelsköpfen, zwei Seitenrisalite und ein Mittelrisalit mit aufwändig gestalteten Frontgiebeln und Sandsteinquadereinfassungen im Erdgeschoss, drei im Original erhaltene, zweiflügelige Hauseingangstüren mit sprossengeteiltem Oberlicht, acht Stück originale Walmdachgaupen mit gedrehten Sandsteinsäulen im Frontbereich, im Anschluss an Haus Nummer 11 originale Einfriedungsmauer aus orangeroten Klinkern, zwei gestaltete Felder mit Biberschwanzabdeckung zwischen Klinkersäulen mit Sandsteinabdeckung, dazwischen zweiflügeliges Holztor, Sanierung 1997. | 09231412 |
|                                         | Wohnhaus in halboffener Bebauung | Domhof 12 (Karte)                          | 1528 Dendro                                              | Ursprünglich zur spätmittelalterlichen Platzbebauung gehörendes Wohnhaus (Priesterhaus), heute Gaststätte, von großem kulturhistorischen und baugeschichtlichen Wert. Zweigeschossiges Wohnhaus von fünf Fensterachsen mit steilem ziegelgedeckten Satteldach, ursprünglich in geschlossener Bebauung von zwölf sog. „Priesterhäusern“ gelegen, heute neben den gleichartigen Gebäuden Domhof 5, 6, 7, 8 das fünfte erhalten gebliebene derartige Haus in der Nordecke des Domhofes, schließt mit seinem nördlichen Giebel an die rückwärtige Bebauung der Inneren Plauenschen Straße 7–11 an, nach dendrochronologischen Untersuchungsergebnissen Errichtung 1527/1528, Kernbau vermutlich älter (mindestens 15. Jahrhundert), durch frühere Umbauten und die letzte Baumaßnahme 1999 erhebliche Substanzverluste, erhalten gebliebene denkmalpflegerisch wertvolle Bauteile im Innern: die bauzeitliche Kellertonne, die Balkendecke im Erdgeschoss, Teile der Dachtragkonstruktion, das barocke Stichbogenportal weist auf eine Überformung in der ersten Hälfte des 18. Jahrhunderts hin. Dieses, dem Dom St. Marien gegenüberliegende Haus in unmittelbarer Folge der Priesterhäuser Domhof 5–8 stellt ein wichtiges Zeugnis der städtischen Bebauung des Domviertels im 15./16. Jahrhundert dar. | 09231413 |
| Direkt Bild zu diesem Denkmal hochladen | Sachgesamtheit Parkanlage (Ringgrün) sowie Kastanienallee (in einigen Bereichen fragmentarisch erhalten) um den Altstadtkern (Gartendenkmal), darin August-Bebel-Gedenkstein nahe dem Schloss (Einzeldenkmal – siehe auch Obj. 09231385) | Dr.-Friedrichs-Ring (Karte)                | Ende 19. Jh.                                             | Öffentliche Grünanlage auf zur ehemaligen Stadtbefestigung gehörenden Flächen, im ausgehenden 19. Jahrhundert Privatgärten, nach 1945 öffentliche Grünanlage von großer stadtgeschichtlicher sowie gartenkünstlerischer Bedeutung. 1. Geschichte Abtragung der Stadtbefestigungsanlage, Aufteilung der gewonnenen Flächen in Parzellen und Umwandlung in Gärten sowie Anlage einer ersten Ringpromenade: Nachdem Ende des 18. Jahrhunderts die Stadtbefestigungsanlage immer mehr an Bedeutung verlor und die Stadtentwicklung nach außerhalb der Stadtmauern drängte, begann man 1798 mit deren Abtragung. Die Stadtmauer wurde um vier bis sechs Ellen (reichlich zwei bis vier Meter) abgetragen, zahlreiche Türme und Basteien wurden abgebrochen und bis 1840 die letzten Teile der Zwingermauer geschleift. Bereits 1797 hatte man mit Ausnahme des Abschnitts zwischen Tränktor und Mittelmühle italienische Pappeln gepflanzt, so dass der vor der Stadtbefestigung um die ganze Stadt verlaufende Weg den Charakter einer Promenade erhielt und von den Bewohnern der Stadt Zwickau als beliebter Spazierweg genutzt wurde. Die Pflanzung der Pappel-Reihe markiert die Geburtsstunde der Zwickauer Ringpromenade, die in den folgenden Jahrzehnten immer größere Ausmaße erhielt und damit an Bedeutung gewinnen sollte. 1802/03 teilte man den Zwinger und den zugeschütteten Stadtgraben in Parzellen auf und vergab diese mit dem Vorbehalt des Verkaufs in Erbpacht an Bürger der Stadt. Die Pächter mussten sich verpflichten, innerhalb eines Jahres auf dem Land Gärten anzulegen. So entstand vor der Stadtmauer im Bereich des ehemaligen Zwingers und des Stadtgrabens ein Ring von Bürgergärten, der von einer umlaufenden, von Pappeln bestandenen Straße gesäumt wurde. Von 1835 bis 1844 wurde die Pappeln wieder gefällt, um diese offenbar durch Kastanien und Akazien (Robinien) zu ersetzen. Auf einem Plan von 1836 erkennt man entlang des ehemaligen Stadtgrabens diese Baumreihe. Zeitraum: (1842–1926) Bau von repräsentativen öffentlichen Bauten und Villen im westlichen Ringabschnitt sowie Gestaltung von Villengärten und öffentlichen Grünanlagen. Um 1840 kam es mit dem einsetzenden industriellen Abbau der unmittelbar anstehenden Steinkohle zu einem starken Wachstum der Stadt, so dass der alte Stadtkern innerhalb der ehemaligen Stadtbefestigung endgültig zu eng wurde und bis 1840 die letzten Teile der Zwingermauer abgebrochen wurden. Bald darauf wurden die ersten repräsentativen Gebäude im Bereich des südwestlichen Rings errichtet. So entstand 1842 die Erste Bürgerschule, 1860 die Mädchenschule, 1867/69 das Gymnasium und 1876 das Klassengebäude der mittleren Knabenbürgerschule. Diese Gebäude lagen mit ihren langseitigen Fassaden noch in der Fluchtlinie der ehemaligen Stadtmauer. 1853–1856 wurde auf den freien Flächen direkt an der Promenadenstraße das erste Zwickauer Bezirksgericht (später Amtsgericht) errichtet. Damit begann die zielgerichtete Erschließung der Flächen zwischen Schulgraben und Landwehrbach. Das Terrain hatte sich bis dahin für die Ausdehnung der Stadt nicht besonders günstig gezeigt, da der Expansion durch die Teiche offensichtliche Grenzen gesetzt waren. Weil zudem das Gebiet an Mulde und Mühlgraben von jeher vom Gewerbe bevorzugt wurde, bot sich der Bereich für eine bewusste bürgerliche Gestaltung mit repräsentativen öffentlichen Gebäuden an. 1861 zeigte sich der Bereich der ehemaligen Stadtbefestigung jedoch noch wie folgt: Da wo sich ehemals der Stadtgraben und der Zwinger befunden hatten, reihten sich jetzt private Gärten aneinander. Jeder zeigte eine individuelle Gestaltung. Zum Teil waren die Gärten offenbar sehr einfach und eher aus Gesichtspunkten der Bewirtschaftung angelegt. Andere waren jedoch aufwendig gestaltet, mit einem geometrisch oder landschaftlich angelegten Wegesystem sowie mit Zierbeeten, Wasserläufen oder Wasserbecken ausgestattet. Ein großer Teil der Gärten besaß regelmäßig gepflanzte Bäume, bei denen es sich sicher um Obstgehölze handelte. Gebäude befanden sich noch nicht in diesen Gärten. Im westlichen Abschnitt befand sich entlang der Ringstraße eine Baumreihe, die sich jedoch auf diesen Bereich beschränkte. Schon Mitte der 1860er-Jahre gab es jedoch Überlegungen, auch im Bereich der ehemaligen Fortifikationsanlagen Bebauung zuzulassen. 1866 äußert sich der zu dieser Zeit in Zwickau tätige, bedeutende Gartenkünstler Carl Eduard Petzold in einem an den Vorstand der Parkdeputation gerichteten Gutachten zu einer ihm vorliegenden Planung von Stadtbaumeister Schramm wie folgt: „Diese Gürtelstraße würde nur auf einer der Stadt zu gelegenen Seite in der Weise bebaut werden, daß die Fassaden die Ansicht nach den Ziegel-, Schwanen resp. Melzerteich zu haben, die gegenüberliegende Straßenlinie bleibt unbebaut. Die Bebauung selbst ist in der Weise gedacht, daß die Gebäude nicht eng aneinander schließend, wie in der Stadt, errichtet werden, sondern daß jedes Haus von einer kleinen Gartenanlage umgeben erscheint, daß also die Gebäude nicht unmittelbar an der Straßenlinie vor, sondern zurück gerückt werden, als Entree, also schon Gartenanlagen erhalten. In den neuen Stadttheilen von Leipzig, Dresden, Berlin, Görlitz, Frankfurt a/M. sieht man dergleichen fortlaufende Reihen von Villen häufig.“ Petzold schwebte also eine offene Villenbebauung mit großzügigen Gärten im Bereich der ehemaligen Stadtbefestigung vor. Der Bereich zwischen Straße und Teichen sollte hingegen von Bebauung frei bleiben. In der Bauordnung für die Stadt Zwickau aus dem Jahre 1905 ist unter § 23 festgehalten: „Die für die Grabenpromenade bestehende Gürtelbreite von 45,31 Metern bzw. 56,637 Metern darf auch in Zukunft auf keinen Fall geschmälert werden.“ Die mit dem Bau des Ersten Zwickauer Bezirksgerichts begonnene Entwicklung wurde jedoch mit der Errichtung des sich südlich anschließenden Realgymnasiums 1868–1870 fortgeführt. Neu war, dass sich die Erschließung des Gebäudes nun nicht mehr zum Schulgraben orientierte, sondern nach Süden. Damit erhielt der Ring eine platzartige Erweiterung in westlicher Richtung, die 1876–1879 mit dem Bau des zweiten Landgerichtsgebäudes zu einer Platzanlage umgestaltet wurde. Der nun dreiseitig geschlossene Albertplatz (heute Platz der deutschen Einheit), durch die Erste Bürgerschule im Osten, das Realgymnasium im Norden und das Landgericht südlich, erhielt 1883–1884 durch den Neubau des Kaiserlichen Post- und Telegrafenamtes seinen Abschluss. Ende des 19. Jahrhunderts wurde durch den Bau der Königlichen Gefangenenanstalt 1894–1896 und einiger repräsentativer Villen nördlich der Teichstraße (heute Am Schwanenteich), sowie durch eine Reihe villenartiger Wohn- und Geschäftshäuser südlich der Schumannstraße die Bebauung des Bereichs abgerundet. Die Errichtung der Sächsischen Staatsbank (Schumannstraße 1–3) 1926 stellt die letzte öffentliche Baumaßnahme in diesem Bereich dar. In der zweiten Hälfte des 19. Jahrhunderts entstand nicht nur der Albertplatz. Auch der Wagenplatz, der nach dem Abriss des Weißen Turms im nördlichen Abschnitt des Rings entstanden war, erhielt ein neues Gesicht. 1891 wurden der Platz und die daran grenzenden Grundstücke zu einem Schmuckplatz umgestaltet, der bereits 1875 den Namen Kaiser-Wilhelm-Platz (heute Schumannplatz) erhalten hatte. Seit 1894 kreuzt die Straßenbahn den Platz. Vier Jahre darauf, 1898, erhielt die Anlage ein Bismarck-Denkmal, das im Zentrum des Kaiser-Wilhelm-Platzes errichtet wurde. Ein Situationsplan von 1879 zeigt die aufwendig gestalteten Freiflächen des Gymnasiums, der Mädchen- sowie der Knaben-Bürgerschule. Der gesamte Bereich zeigt eine übergreifende, auf die zentrale Achse des Gymnasiumsgebäudes bezogene Gestaltung. Im Zentrum der Grünanlage ist ein Denkmal dargestellt. Die Anlage ist als öffentlich bezeichnet und damit neben dem Kaiser-Wilhelm-Platz die zweite für die Bevölkerung zugängliche Grünanlage im Ring. Daneben erlaubt der Plan eine Vorstellung über die Gestaltung der Villengärten. Er stellt neben den Freiflächen des Gymnasiums auch die der angrenzenden Villengrundstücke dar. Der Garten der nördlich an die Knaben-Bürgerschule grenzenden Villa besaß eine zeitgemäße, symmetrische Gestaltung mit geschwungenen Wegen in deren Zentrum sich ein prächtiges Zierbeet befand. Der südliche Garten war weniger aufwendig und wurde von landschaftlichen Wegen durchzogen. Entlang der Straße ist noch immer eine Baumreihe verzeichnet, die heutige Allee war offenbar um diese Zeit noch nicht vorhanden. Wann die Allee in ihrem heutigen Erscheinungsbild gepflanzt wurde, ist nicht eindeutig zu klären. Der Stadtplan von 1906–1919 zeigt erstmals eine Allee, deren Bäume im Wechsel angeordnet sind. Diese Ringpromenade zog sich mit Ausnahme des Abschnitts zwischen Heinrichstraße (heute Katharinenstraße) und Dresdner Straße (heute Nikolaistraße) um die gesamte Innenstadt. Zeitraum: (1950er-Jahre) Umwidmung der privaten Gärten an der Ringpromenade in öffentliche Grünflächen durch die Stadt. Nach dem Zweiten Weltkrieg verfolgte die Stadt das Ziel, die bis dahin privaten Gärten im Ring in das öffentliche Grünsystem der Stadt einzubeziehen. Bereits 1945 legte das die Abteilung Park- und Gartenanlagen beim Rat der Stadt Zwickau einen Umgestaltungsvorschlag für die gesamte Ringpromenade vor. Diese sah neben Schmuckpflanzungen auf den öffentlichen Flächen einen Wassergarten auf dem Schumannplatz vor. Die Kastanien-Allee sollte auf eine Reihe reduziert fortbestehen. Diese Planung kam jedoch nicht zur Ausführung. In den 1950er-Jahren wurden die Einfriedungen der einzelnen Gärten entfernt. Eine übergreifende Neugestaltung der Flächen fand jedoch nicht statt. Daher waren die entstandenen Grünflächen vor allem durch großzügige Rasenflächen geprägt, die durch die verbliebenen Gehölze der ehemaligen Gärten gegliedert wurden. Neu gestaltet wurde 1953 der ehemalige Kaiser-Wilhelm-Platz, der nun den Namen Karl-Marx-Platz erhielt. Das im Zentrum des Platzes aufgestellte Bismarck-Denkmal war bereits 1945 nicht mehr erhalten. An dessen ehemaligem Standort wurde der sogenannte Stalin-Pavillon errichtet. Die westliche Seite des Platzes wurde bisher von geschwungenen, die nördlich und südlich angrenzenden Straßen verbindenden Wegen durchzogen. Die neue Gestaltung reduzierte die Zahl der Wege, die nun gerade und parallel zu den Platzkanten verliefen. An den Wegen fanden zahlreiche Bänke ihren Platz. Die Bestandsbäume wurden in die Gestaltung einbezogen. Die östliche Platzseite war bereits 1894 durch die von der Leipziger Straße zur Wilhelmstraße (heute Hauptstraße) verlaufende Straßenbahnlinie vom Rest des Platzes abgetrennt worden. In den 1990er-Jahren wurde dieser Bereich der Straßenbahn geopfert. Gleichzeitig entstand am ehemaligen Standort des Stalin-Pavillons eine Brunnen-Anlage, geschaffen von den Zwickauer Bildhauern Erika und Jo Harbort. Mit der Neuerrichtung eines Internats anstelle der ehemaligen Kreishauptmannschaft 1954 wurden auch die dazugehörigen Freiflächen sowie die Grünflächen der Berg-Ingenieurschule neu gestaltet. Die noch vorhandenen Reste der Einfriedung – Sockel und Pfeiler – wurden entfernt. Das Kriegerdenkmal war entfernt worden. Wie am Karl-Marx-Platz wurde die Wegegestaltung vereinfacht. Lediglich ein breiter Verbindungsweg vom Haupteingang der Bergschule zur Straße durchschnitt die Grünflächen. Die parallel zu den Gebäuden verlaufenden Wege wurden mit polygonal geschnittenen Naturstein-Platten aus Theumaer Schiefer belegt. Auch hier wurden die Bestandsgehölze belassen. Ebenfalls in den 1950er-Jahren legte die Stadt nördlich der Strafanstalt Schloss Osterstein in der Nähe des Kornhauses einen Rosengarten an. Der Garten befand sich dort, wo die Mauer der Strafanstalt nordwestlich des Kornhauses nach Südwesten hin abknickt, um nach wenigen Metern wieder ihren alten Richtungsverlauf aufzunehmen. Der Garten schmiegte sich in die so entstandene Ecke. Die Wegegestaltung nahm Bezug auf den Verlauf der Mauer und folgte ihm parallel. An den offenbar wassergebundenen Wegen reihten sich Holz-Bänke. Die Beete mit Rosenbepflanzung waren als Band ausgebildet und folgten ebenfalls den wenigen Wegen. Die Gestaltung des Rosengartens könnte auf der oben genannten Planung aus dem Jahre 1945 basieren. Obwohl diese Planung offensichtlich nicht umgesetzt wurde, könnte sie aber im Bereich des Kornhauses in reduzierter Form zur Ausführung gelangt sein. Der Rosengarten verschwand im Zusammenhang mit den 1995/96 im Bereich ehem. Zellenhaus/Kornhaus durchgeführten archäologischen Grabungen. Zeitraum: (1970er-Jahre) Zerstörung des südöstlichen Ringabschnitts durch den Abriss des so genannten Mühlenviertels und Neubau von Großplattenbauten, Neugestaltung der Fußwege. Einen weiteren bedeutenden Einschnitt stellt der ab 1971 vorgenommene großflächige Abriss mittelalterlicher Gebäudesubstanz und der Neubau von Großplattenbauten im Osten der Altstadt dar. Mit dieser Neugestaltung des „Mühlenviertels“ ging der südöstliche Bereich der Ringanlage verloren, so dass die einzigartige Birnenform der Zwickauer Innenstadt heute nicht mehr ablesbar ist. Die Straßen erhielten dort einen neuen Verlauf, so dass auch die stadtbildprägende Kastanien-Allee verschwand. Allerdings dokumentieren heute noch einzelne Kastanien im Bereich der Gewandhausstraße den ehem. Straßenverlauf. Die kleinteilige mittelalterliche Bebauung war durch überdimensionierte Großplattenbauten des DDR-Wohnungsbaus ersetzt worden, die Grünflächen waren den neuen Gebäuden und dem jetzigen Straßenverlauf entsprechend umgestaltet worden. In dieser Zeit erhielten auch die Fußwege der Ringpromenade ein neues Gesicht. Änderte sich das Erscheinungsbild des äußeren Bürgersteigs wohl erst später und ungeordnet, erfuhr der innere Bürgersteig in seiner gesamten Länge eine einheitliche Gestaltung: Zur Grünfläche hin befand sich ein schmaler Granit-Bord. Darauf folgten, je nach Breite des Bürgersteigs, zwei oder drei Reihen großformatige Waschbeton-Platten (120 cm × 120 cm). Daran schloss sich ein etwa 120 cm breiter Streifen aus kleinformatigen Beton-Platten (30 cm × 30 cm) an. Innerhalb dieses Streifens befanden sich in regelmäßigen Abständen von ca. 6 m quadratische Baumscheiben (ca. 120 cm × 120 cm), in denen die Ross-Kastanien gepflanzt waren. Die innere Kastanien-Reihe befand sich innerhalb der Grünfläche bzw. bei breiten Bürgersteigen (zwischen Innerer Plauenscher Straße und Schillerstraße) in Baumscheiben in der inneren Reihe der großformatigen Beton-Platten. Zur Straße wurde der Bürgersteig mit Beton-Borden (z. T. mit Granitborden) abgegrenzt. Zeitraum ab 1990 – Neuere Entwicklungen Seit dem Jahr 2000 verfolgt das Garten- und Friedhofsamt der Stadt Zwickau die Neugestaltung der der Stadt zugewandten Fußwege der Ringpromenade. Im Bereich Leipziger Straße und Kreisigstraße (einschließlich Schumannplatz) erhielt der innere Bürgersteig bereits 2000/2001 ein neues Gesicht. Die großformatigen Platten der 1970er-Jahre verschwanden und wurden durch kleinere Betonplatten ersetzt (40 cm × 60 cm), die Flächen zwischen den Baumscheiben mit Granit-Kleinpflaster ausgefüllt. In diesem Zusammenhang wurde auch ein Teil der in diesem Bereich befindlichen Kastanien erneuert und die Bäume standort- und artgerecht ersetzt. Im September 2005 wurde die Umgestaltung zwischen Kreisigstraße und Innerer Plauenscher Straße fortgesetzt. Doch hier sind statt der weißblühenden Rosskastanien (Aesculus hippocastanum) rotblühende Kastanien (Aesculus × carnea) verwendet worden. Seit den 1990er Jahren hat sich das Erscheinungsbild des Rings insbesondere im südwestlichen Bereich noch in anderer Hinsicht verändert. Nach der politischen Wende wurden nach und nach die Gebäude am Dr.-Friedrichs-Ring saniert. Zum Teil wurden die Häuser als Wohnungen, teilweise auch als Gewerbeflächen vermietet. Diese Nutzungen zogen einen steigenden Bedarf an Parkplätzen und anderer Infrastruktur nach sich. So entstanden im Bereich der Ringanlage ungenehmigte Zufahrten, Stellplätze und Schrankenanlagen sowie Werbeanlagen. Ein besonders gravierender Eingriff erfolgte 2005/2006 mit dem Abbruch und Neubau des ehemaligen Hauptzollamtes, Innere Plauensche Straße 33. Mit dem Neubau wurde die alte, durch Ortsgesetze festgesetzte Bauflucht um bis zu fünf Meter nach Westen in den Grünbereich der Ringanlage hinein überschritten. 2. Bedeutung der Anlage Die Ringanlage in Zwickau dokumentiert eine Entwicklung, die seit der Wende vom 18. zum 19. Jahrhundert in vielen deutschen Städten zu verzeichnen war: die Entfestigung der Fortifikationsanlagen, die Anlage großzügiger Ringpromenaden an Stelle der früheren Stadtbefestigung und deren Bebauung mit repräsentativen öffentlichen Bauten. Trotzdem beschritt die Stadt mit der Entscheidung, die gesamten Flächen des ehemaligen Grabens und Zwingers als Privatgrundstücke an Bürger der Stadt zu vergeben, insbesondere in seiner konsequenten Umsetzung einen eigenen Weg. Die Entwicklungen der Nachkriegszeit sorgten dafür, dass dieses Alleinstellungsmerkmal der Zwickauer Ringanlage heute nicht mehr erlebbar ist. Stattdessen sind die Grünflächen des Rings heute öffentlich zugänglich und verschmelzen zu einer zusammenhängenden Gesamtanlage. Dadurch wird eine politisch motivierte Veränderung dokumentiert, die das Erscheinungsbild des Dr.-Friedrichs-Rings in den letzten 50 Jahren nachhaltig geprägt hat. Die Ringanlage Dr.-Friedrichs-Ring Zwickau ist als Kulturdenkmal gemäß § 2 Sächsisches Denkmalschutzgesetz (SächsDSchG) erfasst worden und als solches geschützt. Es handelt sich dabei um eine Sachgesamtheit, deren Erhalt aufgrund seiner geschichtlichen und städtebaulichen Bedeutung im öffentlichen Interesse liegt. Die geschichtliche Bedeutung der Ringanlage liegt in ihrer Entwicklung, die ihren Anfang in der Errichtung der Fortifikationsanlagen im 12. Jahrhundert hatte und mit dem Beginn der Schleifung der Stadtbefestigung 1798 und mit der Anlage von Gärten und dem Bau repräsentativer Bauten im 19. Jahrhundert wichtige Veränderungen erlebte, die zu seinem heutigen Erscheinungsbild führten. Der Dr.-Friedrichs-Ring ist einerseits Zeugnis der mittelalterlichen Stadtbefestigung und Stadtstruktur. Die Ringpromenade zeichnet deutlich den Verlauf der ehemaligen Stadtmauer mit Zwingermauer und Stadtgraben nach und dokumentiert so eindrucksvoll die Größe der Stadt bis zum Ende des 18. Jahrhunderts. Außerdem dokumentiert er eine Entwicklung, die Anfang des 19. Jahrhunderts in vielen deutschen Städten zu verzeichnen war: die Entfestigung der Fortifikationsanlagen, die Anlage großzügiger Grünringe und deren Bebauung mit repräsentativen öffentlichen Bauten. Gleichzeitig zeigen die Verluste der 1950er- und 1970er-Jahre anschaulich die Konsequenzen stadtpolitischer und städtebaulicher Entscheidungen der DDR-Zeit. Neben der geschichtlichen Bedeutung besitzt die Zwickauer Ringanlage große städtebauliche Bedeutung für das Erscheinungsbild der Stadt. Die Befestigungsanlage bildete einst das Zwischenglied zwischen der bebauten Stadt und der freien Landschaft. Heute hat das Wachstum der Stadt und die ständig weiter schreitende Bildung neuer Vorstädte diese Nahtstelle zwischen Stadt und Land verwischt. Nur die Ringanlage macht dem vom Stadtrand Kommenden deutlich, dass er den grünen Gürtel durchquerend die Altstadt betritt. Der Dr.-Friedrichs-Ring markiert in seinem Verlauf nicht nur die Grenzen der heutigen Innenstadt, sondern prägt darüber hinaus durch seinen charakteristischen Aufbau die Altstadt. Er wird durch die Fassaden der angrenzenden Bebauung gefasst. Den zur Innenstadt gelegenen Gebäuden folgen Gärten bzw. Grünanlagen, denen wiederum ein mit Ross-Kastanien bestandener Fußweg folgt. Dann schließt die Ring-Straße an, ein Fußweg und die stadtauswärts gelegene Bebauung. Dass diese großzügige Gestaltung nicht dem Zufall, sondern dem Willen der Stadtväter Rechnung trägt, beweisen die Bauordnung für die Stadt Zwickau von 1905 und das Ortsgesetz von 1924, in welchen der Erhalt der Gürtelbreiten manifestiert ist. Die Zwickauer Ringanlage stellt insbesondere im westlichen Bereich zwischen Leipziger Straße und Teichstraße ein charakteristisches Beispiel für den Bau öffentlicher Einrichtungen als eine wesentliche Bauaufgabe der Gründerzeit dar. Sie zählt neben der Anlage in Zittau zu den bedeutendsten und geschlossensten Ensembles einer Ringbebauung des 19. Jahrhunderts in Sachsen und ist daher überregional bedeutend. | 09231680 |
| Direkt Bild zu diesem Denkmal hochladen | Einzeldenkmal in Sachgesamtheit Parkanlage: August-Bebel-Gedenkstein (siehe auch gleiche Anschrift Sachgesamtheit – Obj. 09231680) | Dr.-Friedrichs-Ring (Karte)                | 1965                                                     | zur Erinnerung an August Bebel (1840–1913), Politiker und Vorsitzender der SPD, Zeugnis der DDR-Gedenkkultur, geschichtlich von Bedeutung | 09231385 |
| Direkt Bild zu diesem Denkmal hochladen | Villa | Dr.-Friedrichs-Ring 2 (Karte)              | 1874                                                     | Leicht überformter Putzbau von bauhistorischer Bedeutung. Heute Sitz des Dekanats und Zahnarztpraxis, zweigeschossig auf annähernd quadratischem Grundriss mit Mansarddach, Lisenengliederung, Putz erneuert, Rundbogen- bzw. Rechteckfenster, Gauben – kleine Dachhäuschen mit Satteldach und Dreieckgiebel – sehr gut erhalten, nachträglicher entstellender Anbau. | 09230160 |
| Weitere Bilder                          | Einzeldenkmal der Sachgesamtheit Westsächsische Hochschule Zwickau: zur Hochschule gehörender Gebäudekomplex, bestehend aus zwei historischen Schulgebäuden (der ehemaligen Bürgerschule, später Stadthaus I und dem Gymnasium, heute Georgius-Agricola-Bau) sowie dem hofseitig anschließendem ehemaligen Rektoratsgebäude der Lateinschule von 1709 (später zum Stadthaus 1 gehörend) – (siehe auch Sachgesamtheit gleiche Anschrift – Obj. 09302854) | Dr.-Friedrichs-Ring 2b (Karte)             | 1869                                                     | Stadtgeschichtlich, baugeschichtlich und städtebaulich bedeutsamer Gebäudekomplex. - Vermutlich ehem. Mädchenschule, später Bürgerschule, danach Stadthaus: traufständig zum Dr.-Friedrichs-Ring stehender, dreigeschossiger Putzbau mit Mittelrisalit. Ursprünglich neunachsiger Bau, der mit seinem Nordgiebel an den ehemaligen Wirtschaftshof des Grünhainer Klosters grenzte. Das alte Stadthaus, welches an den Südgiebel des aus der Klosterzeit stammenden Gebäudetraktes anschloss, war zu klein geworden. Um den gestiegenen Platzbedarf zu decken, wurde in der 1. Hälfte des 20. Jh. die Bürgerschule übernommen und als Stadthaus genutzt. Das alte Stadthaus wurde im Zweiten Weltkrieg zerstört. Nach dem Krieg erfolgte der Wiederaufbau des gesamten Baukomplexes, wobei das Stadthaus am Dr.-Friedrichs-Ring (die ehemalige Bürgerschule) in die Ingenieurschule einbezogen wurde. Im Erdgeschoss ist die Fassade mit Putznutungen versehen, die Obergeschosse sind glatt verputzt, Der Mittelrisalit und die Hausecken werden durch Lisenen betont. Die Fenster im Erdgeschoss wurden als leicht gewölbte Segmentbogenfenster ausgebildet, während in den Obergeschossen Rechteckfenster regelmäßig gereiht angeordnet wurde. Gestalterisch sind diese durch Überschlaggesimse hervorgehoben. Die Horizontale des Gebäudes wird durch ein Gurtgesims und ein Fensterbankgesims betont. Das Kranzgesims ist verziert durch einen Rundbogenfries bzw. Hängeplatten am ehemaligen Mittelrisalit. - Ehemaliges Rektorat der Lateinschule, Dr.-Friedrichs-Ring 2b: 1709 erbaut laut dendrochronologischer Untersuchung. Gebäude schließt im rechten Winkel an das ehemalige Stadthaus und an der anderen Seite giebelständig an den Verbinderbau (Maschinenlabor) aus den 1950er-Jahren zwischen Grünhainer Kapelle und Rektorat an. - Gymnasium, heute Georgius-Agricola-Bau: 1869?, breit lagernder Putzbau mit Mittelrisalit und zwei Seitenrisaliten, regelmäßig angeordneten Segmentbogenfenstern, ähnliche Gestaltung wie Stadthaus, mit diesem durch späteren Zwischenbau verbunden. | 09230161 |
|                                         | Zwei Schulgebäude/Schulkomplex | Dr.-Friedrichs-Ring 2c (Karte)             | 1840–1842 (Bürgerschule)                                 | Ehemalige Bürgerschule als dreigeschossiger repräsentativer Vierflügelbau mit Innenhof, Pendant zu der 1860 entstandenen Mädchenbürgerschule (heute Schillerstraße 4), bedeutendstes klassizistisches Gebäude Zwickaus, dazu südöstlich gelegener Erweiterungsbau, neogotischen Gestaltungsauffassungen folgend, Anlage wichtiger Bestandteil der Zwickauer Ringbebauung, von baugeschichtlicher und stadtgeschichtlicher sowie künstlerischer Bedeutung. Grundsteinlegung 25. Mai 1840, Einweihung 15. August 1842, erste Knabenbürgerschule Zwickaus, von 1845 bis 1951 Durchführung von Stadtverordnetensitzungen in der Aula, 1924–1948 Berufsschule für Mädchen, ab 1949 allgemeine Berufsschule, quadratischer Vier-Flügel-Bau um einen Innenhof, Gebäude mit Putzfassaden, Fenster zum Innenhof belichten die Flure, Zimmer und Aula haben die Fenster an der Außenseite, im Erdgeschoss Putzquaderung, Pilaster an den Ecken, Mittelrisalite zum Dr.-Friedrichs-Ring vierachsig mit je einem Pilaster eingefasst und zur Peter-Breuer-Straße fünfachsig mit je zwei Pilastern eingefasst, mit guter Innenausstattung wie z. B. Türen, Ofennischen, Treppenhäuser, Eingangshalle und Aula, diese zweigeschossig, in der Aula Emporen, Kassettendecke, Säulen und Pilaster, bedeutendstes klassizistisches Bauwerk Zwickaus, bereits 1936 als Denkmal erfasst (Die Unterschutzstellung erfolgte mit Schreiben der Amtshauptmannschaft Zwickau vom 21. Dezember 1936 an den Oberbürgermeister der Stadt Zwickau. Sie wird begründet mit § 9 Abs. 2 des Heimatschutzgesetzes vom 13. Januar 1934 und wurde mit dem Landesdenkmalpfleger abgestimmt.). | 09230785 |
| Weitere Bilder                          | Villa mit Nebengebäude | Dr.-Friedrichs-Ring 4; 4a (Karte)          | 1868–1869                                                | Bemerkenswertes neogotisches Gebäude mit Sandsteinverkleidung und gut erhaltener Innenausstattung, von künstlerischer Bedeutung. Von Möckel entworfenes Gebäude sowie Nebengebäude, aufwändiger neogotischer Bau mit den entsprechenden Zierelementen: Säulen, Gesimsen, Friesen, Sandsteinverkleidung, gekoppelten Fenstern, aufwändigen Dachhäuschen mit Dreipass, Spitzbögen, spitzen Giebeln mit entsprechender Ornamentik, in gleicher Weise das kleinere eingeschossige Nebengebäude gestaltet, verschiedene Erker sowie Vor- und Rücksprünge der Fassade, der Bauherr List war Kohlefabrikant. | 09230163 |
| Weitere Bilder                          | Villa mit Terrasse | Dr.-Friedrichs-Ring 6 (Karte)              | 1868                                                     | Architektonisch anspruchsvoller Putzbau, von baugeschichtlicher und künstlerischer Bedeutung. Breit gelagerter, nachträglich erweiterter Putzbau, zweigeschossig, Fenster ursprünglich mit Sprossenteilung in den Oberlichtern, heute erneuert in gleicher Weise, Lisenengliederung und Putzstuck-Reliefs unter den Fenstern, sehr schöne originale Haustür, im unteren Bereich mit Blechbeschlag, Oberlicht mit Laterne. Wird heute als Kindertagesstätte genutzt. | 09230165 |
| Weitere Bilder                          | Villa | Dr.-Friedrichs-Ring 8 (Karte)              | 1868                                                     | Qualitätvoll gestalteter Neorenaissancebau mit bemerkenswertem Wintergarten in sehr gutem Originalzustand. Wohnvilla des Kohlewerksbesitzers August Armin Kästner, zweigeschossiger Bau auf annähernd quadratischem Grundriss mit originalem Wintergarten im Obergeschoss – Holzkonstruktion mit Farbglasfenstern, Villa zweigeschossig, vier Achsen zur Straße, Fensterverdachungen im Obergeschoss, im Erdgeschoss Einfassung der Fenster durch Natursteingewände mit Nutung bzw. Profilierung, Mittelrisalit, Walmdach, Freitreppe zum Garten, dort Terrasse mit Balustrade. | 09230167 |
| Direkt Bild zu diesem Denkmal hochladen | Hälfte eines Doppelwohn- und Geschäftshauses (zugehörig zu Innere Plauensche Straße 22) | Dr.-Friedrichs-Ring 10 (Karte)             | 1908                                                     | Repräsentativer straßenbildprägender Putzbau. | 09230169 |
| Weitere Bilder                          | Mietshaus in offener Bebauung | Dr.-Friedrichs-Ring 12 (Karte)             | 1909                                                     | Zeittypischer Putzbau mit bemerkenswerten Mosaiken am Erker und Bleiglasfenster am Treppenhaus, von baugeschichtlichem Wert. | 09230171 |
| Weitere Bilder                          | Hälfte eines Doppelmietshauses (zugehörig Nr. 16) | Dr.-Friedrichs-Ring 14 (Karte)             | 1871                                                     | Architektonisch anspruchsvoller Klinkerbau von baugeschichtlichem und baukünstlerischem Wert. Dreigeschossiger Bau, der mit dem Nachbarhaus auf Grund gleicher Gestaltung als ein Gebäude wahrgenommen wird, durch Lage und Kubatur ortsbildprägend, auch die seitliche Fassade hat ein repräsentatives Erscheinungsbild, insbesondere auf Grund des aufwändig gestalteten Mittelrisalits, Fassade dekoriert mit glasierten Ziegeln – u. a. Gesimse, Bänder und Fenstereinfassungen, aufwändig gestalteter Erker im 1. Obergeschoss, darüber Balkon mit Eisengeländer. | 09230172 |
| Weitere Bilder                          | Hälfte eines Doppelmietshauses (zugehörig Nr. 14) | Dr.-Friedrichs-Ring 16 (Karte)             | 1871                                                     | Architektonisch anspruchsvoller Klinkerbau, von baugeschichtlichem und künstlerischem Wert. Gleiche Gestaltung wie Nummer 14, mit diesem Haus ein einheitlich gestaltetes, das Straßenbild maßgeblich prägendes Gebäude bildend. | 09230174 |
|                                         | Villa, ehemalige Wohnvilla des Landesgerichtspräsidenten, heute Freigängerhaus der Justizvollzugsanstalt | Dr.-Friedrichs-Ring 17 (Karte)             | 1872                                                     | Baulich vereinfachter Putzbau von personengeschichtlichem Wert. Ursprünglich erbaut vom Kohlebergwerksbesitzer Ebert, dann Wohnung des Präsidenten der Justizvollzugsanstalt, heute als Freigängerhaus genutzt, auf annähernd quadratischem Grundriss erbauter zweigeschossiger Putzbau mit Mittelrisalit, sowohl die Fassade als auch der Dachbereich baulich vereinfacht. | 09230175 |
| Direkt Bild zu diesem Denkmal hochladen | Gebäude der ehemaligen Freimaurerloge, zeitweise Gasthaus »Zum Greifen«, heute Stadtbibliothek Wurde 2018 abgerissen. | Dr.-Friedrichs-Ring 19 (Karte)             | 1858                                                     | Schmuckloser, baulich vereinfachter Putzbau, von stadtgeschichtlicher Bedeutung (siehe auch Amtsgerichtsstraße 5). Dreigeschossiger Putzbau in offener Bebauung, Teil (zehn Fensterachsen am Dr.-Friedrichs-Ring) einer streng symmetrisch geplanten und damit als ein Baukörper wirkenden Hausgruppe, erbauungszeitlich bemerkenswerte neogotische Fassadengestaltung, spätere Umbauten im Stil der Reformarchitektur, heute schmuckloser, nur in der Gebäudeproportion erhaltener Bau mit verkröpftem Gurtgesims, Segmentbogen- und Rechteckfenstern, im Innern großes Haupttreppenhaus mit schmiedeeisernen Treppengeländern und Handlaufhalterungen wohl aus der Umbauphase von 1911, im 2. Obergeschoss Vorhalle und ehem. Festsaal, dieser mit vier großen bleiverglasten Fenstern, Holzvertäfelungen, Parkett, im Dachgeschoss des hofseitigen Hausteils ehemaliger Meistersaal der Freimaurerloge mit am Dachstuhl abgehängtem Rabitztonnengewölbe (1911), dessen Befundlage ließe die Rekonstruktion der Originalfarbigkeit zu, Einrichtungsgegenstände jedoch nicht mehr vorhanden, Nutzungen: ab 1863 Sitz der Freimaurerloge Bruderkette zu den drei Schwanen mit Restaurant „Gambrinus“, umbenannt ab 1912 Restaurant „Zum Greif“, Stadtbücherei (1939–2011), Puppentheater (1952–1987), Schulhort und Schulspeisung (1958–1977), (siehe auch Amtsgerichtsstraße 5) Wurde 2018 abgerissen | 09230176 |
|                                         | Villa mit Einfriedung, später Wohnhaus mit Gaststätte | Dr.-Friedrichs-Ring 20 (Karte)             | 1889                                                     | Architektonisch anspruchsvoller und aufwändig gegliederter neobarocker Putzbau, im Erdgeschoss 1928 erweitert. Neobarocker Putzbau mit Pilastergliederung, Ecken rund ausgebildet und mit Nutung versehen, Rundbogen- und Rechteckfenster mit aufwändigen, teilweise gesprengte Segmentbogen- bzw. Dreieckgiebel mit Kartuschen und Wappen versehen, Putz-Stuck-Dekoration, aufwändige Dachgestaltung mit Dachhäuschen mit aufwändig gegliederten Verblendungen, ebenfalls mit Putzstuckreliefs dekoriert, Erdgeschoss überformt in sachlicher Gestaltung – Glattputz mit strenger Pilastergliederung, Verbundfenster, Anbau mit den typischen Putz-Stuck-Dekorationen der 1920er-Jahre, im Anbau Tür aus der Überbauphase, zeitweise Gaststätte „Pensler“, in den 1950er-Jahren als Wismutcasino genutzt. | 09230177 |
| Weitere Bilder                          | Ehemaliges Amtsgericht, | Dr.-Friedrichs-Ring 21 (Karte)             | 1853–1856                                                | Repräsentatives Amtsgebäude in sehr gutem Originalzustand, von künstlerischem und baugeschichtlichem Wert. Im Inneren des Gebäudes an einem kleinen Pfeiler ein kleines Schild aus Granit: „A. D. Fichtelgebirg v. Epprechtstein i. K. Baiern b. Kleinkirchenlamitz A. … Mai 18... L. W. Grimm Maurer R. Steinmetz Mstr.,“ gut erhaltene Innenausstattung: Türen, Treppen, restliche Ausmalung, Gewölbe, Bauwerk in zwei Phasen errichtet, älterer Teil auf U-förmigem Grundriss, Anbau auf L-förmigem Grundriss, Gebäude gruppieren sich um einen Innenhof, dreigeschossig, Mittel- bzw. Seitenrisalite, Rundbogenfenster, in gleichmäßigen Abständen, Hauseingänge Rundbogentüren aus Holz mit sprossengeteilten Oberlichtern, über alle Stockwerke Rustikagliederung, Sockel mit Porphyrtuff verkleidet, Drempelgeschoss teilweise mit kleinen quadratischen Fensteröffnungen bzw. Porphyrfelder mit Vierpass, Satteldach. | 09230178 |
| Weitere Bilder                          | Hauptmarkt: mittelalterliche Platzfolge aus drei ineinander übergehenden Platzräumen (denkmalgeschützte Gebäude siehe unter Hauptmarkt in der Denkmalliste) | Hauptmarkt (Karte)                         |                                                          | mittelalterliche Platzfolge aus drei ineinander übergehenden Platzräumen, von stadtgeschichtlicher und städtebaulicher Bedeutung | 09230450 |
| Weitere Bilder                          | Robert-Schumann-Denkmal | Hauptmarkt (Karte)                         | 1900 entworfen, 1901 gegossen                            | Bronzeplastik auf Granitsockel von personen- und stadtgeschichtlicher Bedeutung. Der Zwickauer Komponist Robert Schumann in nachdenklicher Pose auf einem Stuhl sitzend. Auf dem Sockel die Inschrift: „Robert Schumann“ Es wurde 1945 durch Bomben- und Granatsplitter beschädigt. 1985 erfolgte eine Restaurierung durch Detlef Liebel. | 09231462 |
| Weitere Bilder                          | Brunnen (Kinderbrunnen) | Hauptmarkt (Karte)                         | 1968 (Brunnen)                                           | Handwerklich solide Brunnenanlage mit Brunnenbecken aus Muschelkalk und tanzender Kindergruppe aus Bronze, charakteristisches Beispiel der DDR-Kunst. In einem runden Wasserbecken aus Muschelkalk befindet sich in der Mitte ein Sockel, auf dem fünf Kinder (aus Bronze) um eine Fontäne tanzen. | 09231448 |
| Weitere Bilder                          | Rathaus mit Jakobskapelle, Fassade zur Inneren Schneeberger Straße und zwei Zellen der Ratsfronfeste im anschließenden Neubau an der Gewandhausstraße sowie Innenausstattung | Hauptmarkt 1 (Karte)                       | im Kern 1679 und älter                                   | Bemerkenswerter, den Platz maßgeblich prägender Putzbau mit neogotischer Fassade, im Kern gotischer Bau mit Überformungen, großes Bleiglasfenster, bau- und ortsgeschichtlich, künstlerisch sowie städtebaulich bedeutend. Rathaus (tiefgreifender Umbau 1839, vom mittelalterlichen Bau nur Kapelle erhalten): Das Rathaus befindet sich in beherrschender Lage am Hauptmarkt. Das im Kern aus dem beginnenden 15. Jahrhundert stammende und 1679 umgebaute Haus, wurde 1866 entsprechend der enorm gestiegenen städtischen Wirtschaftskraft im neugotischen Stil aufwendig umgestaltet. Die Wertigkeit des Denkmals beruht neben dem Baualter nicht zuletzt in der herausragenden architektonischen Lösung und in der für den westsächsischen Bereich frühen Anwendung der neogotischen Formensprache. Innen großes Glasfenster zum Hof, Sockelgeschoss und zwei Obergeschosse, horizontal mit Lisenen gegliedert (alle zwei Fenster), vierachsig, nicht rustiziert, überhöhter Mittelrisalit mit Balkon im 1. Obergeschoss, darüber Stadtwappen (plastisch), darüber Uhr und vier kleine Medaillons (zwei Wappen, zwei Blumen in Stein) und zwei große Stadtansichten, bemaltes Relief, zwischen 1. und 2. Obergeschoss Zusammenfassung der Fenster durch aufgesetzte Drillingsspitzbögen mit Blütenfeldern, umlaufender Zinnenkranz, überformter Haupteingang. Jacobskapelle: Ältester erhaltener Teil des historischen Rathauses mit Kreuzrippengewölbe, welches mit einfachen Schlusssteinen versehen ist, drei Joche mit abgeschiedener Apsis mit drei Spitzbogenfenstern (Rippengewölbe mit Konsolen), erkerartigem Chor und Portal von Paul Speck von 1538, Gewölbe mit Malerei (Grotesken, florale Motive, Kelche), Portal mit Gewände und ineinander gesteckten Stäben, Ratsherrendarstellung in Lünette, farbig gefasst. Stifter war Ritter Hans von Mergenthal (kurfürstlicher Landrentmeister und bis 1478 Besitzer des Rittergutes Marienthal). Die Kapelle wurde bis 1527 für Gottesdienste genutzt. 1537 wurde sie offiziell in eine Ratstrinkstube umgewandelt. 1614 Ausmalung der Kapelle von David Redel und zwei Seitenflügeln, nach mehrfacher Umnutzung heute repräsentativer Empfangsraum. | 09230195 |
| Weitere Bilder                          | Wohn- und Geschäftshaus in Ecklage sowie Wohnhaus mit Seitenflügel in der Inneren Schneeberger Straße | Hauptmarkt 2 (Karte)                       | um 1500                                                  | Aus drei spätmittelalterlichen Bürgerhäusern hervorgegangener Bau, Kopfbau neogotisch überformt, das Platzbild maßgeblich prägend, von großer baugeschichtlicher und personengeschichtlicher Bedeutung (als Wohnhaus des ehemaligen Stadtschreibers von Zwickau und Rektor der Lateinschule Stephan Roth). Wohnhaus Stephan Roths bis 1546. Stephan Roth: Ein Sohn der Stadt, von 1517–1520 Rektor der Lateinschule, Stadtschreiber und Stifter vieler tausender Bände für die Ratsschulbibliothek. Bei der Entfernung des Außenputzes 1996 im Rahmen von Sanierungsmaßnahmen wurden die originalen gotischen Kreuzstabgewände freigelegt und restauriert. | 09230197 |
| Weitere Bilder                          | Wohn- und Geschäftshaus in geschlossener Bebauung | Hauptmarkt 3 (Karte)                       | 1891                                                     | Repräsentativer Bau in Klinkermischbauweise, von platzbildprägender und baugeschichtlicher Bedeutung. Viergeschossig, ausgebautes, schiefergedecktes Mansarddach, plastische Fassadengestaltung (ausgeprägter Konsolfries am Kranzgesims), siebenachsig, Klinkerfassade, zentrale Achse stark betont: Balkone, überreicher plastischer Schmuck, mittig Dacherker, verbunden mit vorgesetztem gesprengtem Giebel, zwei Geschäftsetagen, vollständig umgebaut zu Kaufhaus, Portal nach innen verlagert, davor zwei Pfeiler, Schaufenster sind gebogen, 2. Geschäftsetage: identisch mit der im Erdgeschoss, beide Etagen mit Sandstein bzw. Putz, die Wohnetagen gelber Klinker mit Sandsteinfenstergewänden und Fensterverdachungen (waagerecht), Fensterbrüstungen teilweise mit eingestellten Balustern. | 09230198 |
| Weitere Bilder                          | Wohn- und Geschäftshaus | Hauptmarkt 4 (Karte)                       | 1885                                                     | Repräsentativer Bau in Klinkermischbauweise von platzbildprägender Bedeutung. Sehr wertvolles Treppenhaus mit Bleiglasfenstern, Spezialhaus für Damen- und Mädchenkonfektion, originaler Tresorraum im Keller, originale Treppenanlage im Ladenbereich zwischen Erdgeschoss und 1. Obergeschoss, viergeschossig, achtachsig, ausgebautes schiefergedecktes Dach, Sandsteingewände, zwei verzierte Gauben und ein Ziergiebel, bekrönt mit metallener Werbeschrift (original?), Erdgeschoss: Schaufenster und Portal, 1. Obergeschoss: Glattputz mit Sandsteinbändern, 2. Obergeschoss: verklinkert, 3. Obergeschoss: Glattputz, Obergeschoss-Fenster: Kreuzstockfenster, außer 3. Obergeschoss, da Zwillingsfenster, Dekoration: Nachempfindung des Manierismus der nördlichen Länder, Klinkermischbauweise. | 09230199 |
| Weitere Bilder                          | Museumsgebäude | Hauptmarkt 5 (Karte)                       | ursprünglich im Kern 15. Jh.                             | Kopie/Rekonstruktion des Geburtshauses des Komponisten Robert Schumann, erbaut als nationale Gedenkstätte und Schumann-Museum, mit Ausstattung aus der Erbauungszeit (als Museum ?), äußerlich schlichter Putzbau, der Altbau / das Geburtshaus wurde 1955/1956 wegen Baufälligkeit abgebrochen, Kopie/Rekonstruktion eines klassizistischen (spätmittelalterlichen ?), bürgerlichen Wohnhauses, von stadtgeschichtlicher und personengeschichtlicher Bedeutung. Ursprung um 1500, Kopie 1955–1956, ortsbildprägend, saniert, zweigeschossig, typische biedermeierlich schlichte Ausführung, Ostseite: Dreiachsig, drei Dachgauben, holzverkleidet, im Erdgeschoss braune Lamellenfensterläden, Fenster: Kreuzstock, achtteilig, Obergeschoss sechsteilig T-Stockfenster, einfaches Portal mit Inschriftfeld „Robert-Schumann-Haus“ und Gesims darüber, Nordseite: sechsachsig, im Erdgeschoss achtteilige Kreuzstockfenster mit Fensterläden, im Obergeschoss sechsteilige Fenster, zentral Schumannmedaillon, zweistöckiges Dach mit fünf (drei großen, zwei kleinen) holzverkleideten Gauben. Ursprünglich war das Haus wohl „Stadtwohnung“ (1455–1478) des Johann von Mergenthal (kurfürstlicher Kanzler, Landrentmeister, Besitzer des Rittergutes Marienthal). Es befand sich ab 1480 u. a. im Besitz von Hans Römer (Neffe Martin Römers). Als Geburtshaus Robert Schumanns wurde es bereits 1936 im Sinne des § 1 Heimatschutzgesetz zum Denkmal erklärt. Das vormals spätgotische Bürgerhaus wurde mehrfach umgebaut. Der dann klassizistische Bau wurde 1955 wegen Baufälligkeit abgebrochen und im Äußeren als originalgetreue Kopie wieder errichtet. Am 22. Juli 1956 wurde es als „Nationale Gedenkstätte Robert-Schumann-Haus“ eröffnet und gilt als erster Museumsneubau in der damaligen DDR. Bemerkenswert ist neben der handwerklich qualitätvollen Rekonstruktion auch die weitestgehend erhaltene Innenarchitektur bzw. Ausstattung im Zeitgeist der 1950er-Jahre. | 09231066 |
| Weitere Bilder                          | Wohnhaus (mit Ausstattung) in geschlossener Bebauung | Hauptmarkt 6 (Karte)                       | um 1470 erbaut                                           | Im Kern spätmittelalterliches Bürgerhaus, zeitweise mit Gaststätte Centralhalle, mit teilweise erhaltener spätmittelalterlicher Ausstattung, durch die Umbauphase geprägter Putzbau von baugeschichtlicher Bedeutung, Holzbalkendecke mit Bemalung im ersten Obergeschoss, Fassade 1926 überformt. Bei einer Befunduntersuchung 1994 wurde im Eingangsbereich eine originale Bemalung aus dem Jahre 1926 gefunden, dreigeschossig, ausgebautes Mansarddach (Dachgaube) mit vier Gauben (die zwei äußeren doppelt) mit Steingewände, Erdgeschoss sechsachsig (unregelmäßig), Portal (links) mit Werbeschrift im Oberlicht, Supraporte mit Medaillon mit Biertrinker und Schrift „Vereins-Biere“, Kreuz-Stock-Fenster mit kleinteiliger Sprossung, Obergeschosse: sechs regelmäßige Achsen mit T-Stockfenstern, unter Abschlussgesims: Dekorband mit zwölf Einzelelementen: vier Blüten, zwei Gesichter, ein Fisch, eine Ente, Krug, Löwe, Kristall, Im Kern spätmittelalterliches Zwickauer Bürgerhaus mit Kellertonne, bauzeitlich erhaltenen Raumstrukturen, profilierten Holzbalkendecken, Renaissancesäulen, Sandsteinfenstergewänden im 1. Obergeschoss, im Erdgeschoss gut erhaltene Ausstattung der Umbauphase von 1926: Gaststättenausstattung, massiver Ziegelbau verputzt, Dachtragwerk um die Jahrhundertwende neu aufgesetzt, erste Erwähnung als Gastwirtschaft 1860 im Adressbuch der Stadt Zwickau. | 09230200 |
| Weitere Bilder                          | Wohn- und Geschäftshaus sowie Hintergebäude, ehemaliges Bankgebäude | Hauptmarkt 7 (Karte)                       | 1926 Umbau unter Einbeziehung älteren Vorgängerbaus      | Repräsentativer Putzbau durch expressionistische Stilelemente geprägt mit markantem Stufengiebel, das Platzbild prägend, nach Entwurf des bedeutenden Zwickauer Architekten Gustav Hacault. Viergeschossig, ausgebautes Dach mit zwei Doppelgauben, teilweise trauf- und giebelständig, Erdgeschoss: sechsachsig mit Portal, vergitterte Fenster, schmiedeeiserne Gitter, 1. und 2. Obergeschoss fünfachsig, über beide Geschosse ein Erker mit floralem Dekor, 3. Obergeschoss elfachsig, Fenster mit Kielbögen abschließend, Neubau der Filiale der Sächsischen Bank Dresden in Zwickau unter Einbeziehung eines Vorgängerbaus durch Gustav Hacault. 1925 | 09230201 |
| Weitere Bilder                          | Wohnhaus (zwei Hausteile) in geschlossener Bebauung und in Ecklage | Hauptmarkt 8 (Karte)                       | 1479 (Bürgerhaus/Lagerhaus)                              | Spätgotisches Bürgerhaus/Lagerhaus, später Geschäftshaus E. Meitzner, spätmittelalterlicher Putzbau, hausgeschichtlich von großer Bedeutung. Als Wohnhaus Martin Römers erbaut. Familienwappen derer von Römer/Tretwein an der Fassade. Um 1900 Geschäftshaus der Kaffeerösterei E. Meitzner und wurde auch nach diesem Geschäftsmann benannt. 1995–1996 Gesamtsanierung, Nachweis eines ehemals vorhandenen Staffelgiebels, dreigeschossig, spätgotisch, Dach Biberschwanz doppelt gedeckt, Sandsteingewände (19. Jh.), saniert, Ostseite: fünf unregelmäßige Achsen, im Erdgeschoss rechteckiges Kopplungsfenster, Nordseite: fünfachsig, unregelmäßige Eckquaderung bzw. im Erdgeschoss Ecksäulen mit Würfelkapitell, Oberlicht überstehend, ruhen auf Bogenreihe, dessen funktional am meisten belastete Stellen mit Gesichtern verziert sind, Schleppgauben, Ostseite: vierachsig, Erdgeschoss mit Tür und Schaufenstern (19. Jh.?), dreigeschossiger Giebel, im 1. Obergeschoss zwei Wappen mit Inschrift, originales Dachtragwerk, Bürgerhaus an der Westseite des Hauptmarktes gelegen, Martin Römer war wohl einer der reichsten Kaufmänner Sachsens und enger Vertrauter des sächsischen Kurfürsten, ab 1479 ließ er das Gebäude als eigenes Wohnhaus errichten, Familienwappen Römers und seiner Gattin Katharina Tretwein mit der Inschrift: „märten romer 1479“, zeugt noch heute vom einstigen Besitzer, bemerkenswert sind vor allem für das frühere und für das sächsische Bürgerhaus das bedeutende Konstruktionsprinzip des ausschließlich hölzernen inneren Tragsystems sowie die Fassadengestaltung mit dem marktseitigen Treppengiebel (der Giebel ist für Freiberg, Zwickau und andere sächsische Städte einer der letzten, der bis in die Gegenwart in seiner Originalsubstanz bis zu 2/3 erhalten geblieben ist). | 09230202 |
| Weitere Bilder                          | Wohn- und Geschäftshaus in Ecklage | Hauptmarkt 9; 10 (Karte)                   | 1895                                                     | Aufwendige Sandsteinfassade im Stil des Neobarock, Eckbetonung mit Kupferkuppel, reiche Innenausstattung. Viergeschossig, Sandsteinverkleidung, saniert, ortsbildprägend, aufwendiger Fassadenschmuck, zwei Sockelgeschosse für Ladennutzung, große abgerundete Schaufenster, bossierte Pfeiler, 1. Obergeschoss: Drei Erker, ein Balkon, zwölf Achsen, Überleitung zum Dach mit vielen Ziergiebeln, Ochsenaugen, Mansarddach mit Schieferdeckung, kupfergedeckter Eckturm, Dachgartenzaun mit Werbeschrift für Kaufhaus. | 09230203 |
| Weitere Bilder                          | Wohnhaus (zwei Hausteile) in Ecklage und in geschlossener Bebauung | Hauptmarkt 13 (Karte)                      | um 1500                                                  | Spätgotisches Bürgerhaus, schlichter Putzbau mit spätgotischen, profilierten Fenstergewänden, im Erdgeschoss komplett umgebaut, von großer städtebaulicher und hausgeschichtlicher Bedeutung. Traufständig mit wahrscheinlich später eingefügten abgewalmten Giebel zum Hauptmarkt, sonst fünf Schleppgauben (eine doppelt), schieferverkleidet, abgerundete Fenster, Biberschwänze doppelt, Fenster im Erdgeschoss und Türen völlig verändert, im Obergeschoss originale Gewände mit eingelegten Stäben, rot gefasst (Material: Sandstein oder Porphyrtuff?), Südseite: unregelmäßige Achsen, Westseite vier und drei regelmäßige Achsen, am Giebel drei Achsen, die von vier Blindfenstern umgeben sind. | 09231067 |
| Weitere Bilder                          | Wohn- und Geschäftshaus, in Ecklage in geschlossener Bebauung | Hauptmarkt 14 (Karte)                      | 1889                                                     | Um 1930 überformter Putzbau mit Sandsteinverkleidung und Fenstergewänden, von städtebaulicher Bedeutung. Viergeschossig, zwei Erker über die drei Obergeschosse mit Steinsprossung, Dach schiefergedeckt, 1. Obergeschoss Rechteckfenster, 3. Obergeschoss Rundbogenfenster, Erdgeschoss sandsteinverkleidet, im unteren Teil genutet, große abgerundete Ladenfenster, Portal an Ecke, 1. und 2. Obergeschoss zusammengefasst: Glattputz, abgetrennt mit Gesimsen, 2. Obergeschoss Rundbogendrillingsfenster, 3. Obergeschoss vierfachgekoppelte Rundbogenfenster, Eckerker: vollständig sandsteinverleidet, 1. Obergeschoss Rechteckfenster, 2. Obergeschoss: Zwillingsrundbogenfenster, 3. Obergeschoss: pavillonartige Ecktürmchen mit Vorhangfenstern. | 09230204 |
| Weitere Bilder                          | Wohn- und Geschäftshaus, Teil eines Doppelhauses in geschlossener Bebauung | Hauptmarkt 15 (Karte)                      | 1885                                                     | Repräsentativer Bau in Klinkermischbauweise von platzbildprägender Bedeutung (zugehörig Nummer 16). Erdgeschoss: Sandsteinverkleidung und Gesims mit Masken, genutet, Obergeschoss: Klinker (rötlich), dreigeschossig, ausgebautes Dach, schiefergedeckter Erker, im pavillonartig zu vergleichenden Türmchen auslaufend, Ziergiebel im Dachgeschoss mit Fenster, geschmückt mit Voluten, Gesims, 2. Obergeschoss: ein Drillingsrundbogenfenster bzw. kreisförmige Oberlichter, Steinsprossung: im 1. Obergeschoss: Steinsprossung, aufwendige Fenstergewände. | 09230205 |
| Weitere Bilder                          | Wohn- und Geschäftshaus, Teil eines Doppelhauses in geschlossener Bebauung, repräsentativer Bau in Klinkermischbauweise von platzbildprägender Bedeutung, (zugehörig Nr. 15) | Hauptmarkt 16 (Karte)                      | 1885                                                     | | 09230206 |
| Weitere Bilder                          | Wohnhaus (ursprünglich mit Apotheke) in geschlossener Bebauung, mit Ausstattung | Hauptmarkt 17 (Karte)                      | 1474/1476 d (Dachstuhl)                                  | Spätgotisches Bürgerhaus, die Apotheke, die sich bis um 1990 im Haus befand, gilt als zweitälteste Apotheke Sachsens und eine der ältesten Apotheken Deutschlands und ist daher von großer geschichtlicher Bedeutung. Ecklage zum Markt zweiachsiger traufständiger Teil, zum Steinweg giebelständig, Achsen unregelmäßig, Giebelfelder plastisch strukturiert (horizontal gestuft), vertikal mit Pfeilern, Rundbogen(blind)fenster, sehr steiles Dach (gemeinsames), dreigeschossig, Laden im Erdgeschoss, drei Portale (zu Läden), Fenster und Türgewände wahrscheinlich aus 19. Jh., Fenster vergrößert, Dach in Biberschwanz doppelt gedeckt, Glattputz, Nummer 17: vierachsig, regelmäßige Achsen, Nummer 18: zum Markt dreiachsig im 2. Obergeschoss, im 1. Obergeschoss vierachsig, fünfachsig zum Steinweg, bemalte Holzdecken. | 09230207 |
| Weitere Bilder                          | Wohnhaus (mit Ausstattung) in Ecklage und in geschlossener Bebauung | Hauptmarkt 18 (Karte)                      | um 1500                                                  | Spätgotisches Bürgerhaus mit Resten der bauzeitlichen Ausstattung, darunter einer bemerkenswerten Balkendecke, platzbildprägender repräsentativer Bau mit Resten des Stufengiebels, bemerkenswertes Zeugnis mittelalterlicher Architektur, baugeschichtlich und künstlerisch bedeutend. Ecklage zum Markt zweiachsiger traufständiger Teil, zum Steinweg giebelständig, Achsen unregelmäßig, Giebelfelder plastisch strukturiert (horizontal gestuft), vertikal mit Pfeilern, Rundbogen(blind)fenster, sehr steiles Dach (gemeinsames), dreigeschossig, Laden im Erdgeschoss, drei Portale (zu Läden), Fenster und Türgewände wahrscheinlich aus 19. Jh., Fenster vergrößert, Dach in Biberschwanz doppelt gedeckt, Glattputz, Nummer 17: vierachsig, regelmäßige Achsen, Nummer 18: zum Markt dreiachsig im 2. Obergeschoss, im 1. Obergeschoss vierachsig, fünfachsig zum Steinweg, bemalte Holzdecken und originaler Dachstuhl. | 09231648 |
|                                         | Wohnhaus in geschlossener Bebauung | Hauptmarkt 19 (Karte)                      | 1567–1568                                                | Bürgerhaus der Renaissance mit Wendelstein zum Hof und restauriertem Tanzsaal im 1. Obergeschoss, hausgeschichtlich bedeutender Bau, auch von städtebaulicher Bedeutung. Wendelstein vermutlich von 1633, Datierung des Dachstuhls nach Dendrochronologie 1567/1568 (1995 abgebrochen wegen des schlechten Zustandes) 1995–1997 Gesamtsanierung mit Restaurierung des Tanzsaales von Fa. Müller/Plauen, dreigeschossig, fünfachsig, saniert, Erdgeschoss zwei große Ladenfenster, Sandsteingewände, Obergeschoss: farbig gefasstes (rot) Gewände aus Werkstein, achtteilige Fenster, gleichmäßig unterteilt, Dach: mit Biberschwanz gedeckt, doppelt, sehr steiler Dachstuhl, dreigeschossige Schleppgauben, historischer Tanz- und Festsaal im 1. Obergeschoss: von 1567/68 mit liebevoll restaurierten Details u. a. Tanzdarstellungen und Schriftzüge, am Türportal des Wendelsteins bezeichnet „HANS. 1633 VOLLSTÄDT SHV“ | 09230208 |
|                                         | Wohn- und Geschäftshaus mit Erinnerungstafel für Martin Luther | Hauptmarkt 22; 23 (Karte)                  | 1946                                                     | Städtebaulich wichtiger Putzbau, Gedenktafel von Vorgängerbau. Inschrift: „Hier wohnte Dr. Martin Luther vom 28. April – 3. Mai 1522“, dreigeschossig, Glattputz in gelb, Erdgeschoss: vierachsig, drei Fenster (gestauchter Rundbogen), eine Durchfahrt, 1. Obergeschoss: sechsachsig, drei mittlere Achsen zusammengefasst mit Gesimsen, 2. Obergeschoss siebenachsig, über beide Obergeschoss dreifenstiger Erker mit Aufschrift (Name des Ladeninhabers), Dach: schiefergedeckt, vierachsig, drei Doppelgauben (schiefergedeckt) und ein Balkon. | 09230209 |
|                                         | Wohn- und Geschäftshaus, heute mit Gaststätte, das Platzbild prägender zeittypischer Putzbau | Hauptmarkt 24; 25 (Karte)                  | 1947                                                     | | 09230210 |
| Direkt Bild zu diesem Denkmal hochladen | Keller eines Wohnhauses | Hauptmarkt 26 (Karte)                      | 1480                                                     | Keller des Vorgängerbaues »Goldner Anker« aus dem 15. Jahrhundert mit Teilbereichen aus dem 19. Jahrhundert | 09299967 |
|                                         | Wohnhaus in geschlossener Bebauung | Hauptstraße 1 (Karte)                      | um 1500                                                  | Im Kern spätmittelalterliches Bürgerhaus, von baugeschichtlichem Wert. Dreigeschossig, vierachsig, T-Stock-Fenster, Werksteingewände, traufständig, symmetrisch, Erdgeschoss: ein einfaches Fenster, ein Zwillingsfenster mit eingestellter Säule mit Kapitell mit Voluten und Eichenblatt und Kämpferplatte und Basis, Portal: Werksteingewände, oben mit Voluten hervorgehobenen Schlussstein. | 09230361 |
|                                         | Wohn- und Geschäftshaus in geschlossener Bebauung | Hauptstraße 2 (Karte)                      | 1890                                                     | Klinkermischbauweise, markanter Bau von städtebaulicher Bedeutung. Viergeschossig (außer Erdgeschoss), Backsteinverkleidung, sechsachsig, einachsiger Erker über Obergeschoss, Erdgeschoss: vier große Schaufenster und zwei kleine Originalportale mit durch Gesims getrennten Oberlichtern (Rundbogen- oder Zwillingsfenster), Putznutung, Obergeschoss: Sandsteingewände mit Konsolen, verziert, Fenstersprossung teilweise Sandstein, Portalachse Glattputz, Dach: Schiefer, fünf Gauben (schieferverkleidet), Ziergiebel, reich dekoriert. | 09231163 |
|                                         | Wohnhaus in geschlossener Bebauung | Hauptstraße 3 (Karte)                      | 2. H. 19. Jh.                                            | Mit Laden, gründerzeitlich überformtes, spätmittelalterliches Bürgerhaus, baugeschichtlich von Bedeutung. Zweigeschossig, sechsachsig, gegliederte Werksteingewände mit Fensterbänken, Erdgeschoss: Ladeneinbau, z. T. mit Nachbarhaus, abgeschlossen mit Gesims, das sich in der Fassade des Nachbarhauses fortsetzt (Nummer 5), Dach: Biberschwanz doppelt, drei Gauben: Holz mit seitlichen Voluten und Segmentbogenbekrönung, original. | 09231164 |
|                                         | Mietshaus in geschlossener Bebauung | Hauptstraße 4 (Karte)                      | 1889                                                     | Mit Laden, zeittypischer Klinkerbau mit veränderter Ladenfront, baugeschichtlich von Bedeutung. Dekoration, Form, Struktur wie Nummer 2, viergeschossig, dreiachsig, Erdgeschoss: Ladeneinbau, Werksteinumrandung, gekehltes, in den 1930er-Jahren geteiltes großes Schaufenster mit Portal und Oberlicht (original 1930er-Jahre), Obergeschoss: Backstein, Sandsteingewände, Konsolen, Dach: Drei liegende Fenster, Deckung aus Dachpappe. | 09231165 |
|                                         | Wohnhaus in geschlossener Bebauung | Hauptstraße 5 (Karte)                      | nach 1871                                                | Mit Laden, wertvoller Gründerzeitbau mit originaler Haustür, baugeschichtlich und ortsentwicklungsgeschichtlich von Bedeutung. Dreigeschossig, Erdgeschoss: Ladeneinbau (zusammen mit Nummer 3), Portal original, mit Gesims als Abschluss (siehe Nummer 3), Obergeschoss: T-Stock-Fenster mit Fensterbänken und verzierten Konsolen, Dach: zwei doppelte, reich verzierte Dachgauben mit Segmentgiebel. | 09231166 |
|                                         | Wohnhaus in geschlossener Bebauung | Hauptstraße 6 (Karte)                      | 2. Hälfte 16. Jh.                                        | Ehemaliges zweistöckiges Bürgerhaus, im Kern bis zum ersten Obergeschoss wohl zweite Hälfte 16. Jahrhundert, 1852 und 1880 überformt, vergleichsweise schlichter Putzbau mit Eckbalkon, baugeschichtlich und ortsentwicklungsgeschichtlich von Bedeutung. Bei der Hauptstraße 6 in Zwickau handelt es sich um ein ehemaliges zweigeschossiges Bürgerhaus, das im Kern bis auf Höhe des ersten Obergeschosses vermutlich aus der zweiten Hälfte des 16. Jahrhunderts stammt. Im Jahre 1852 erfolgte im Erdgeschoss ein Ladeneinbau, 1880 kamen das zweite Obergeschoss und die vierstöckige turmartige Eckausbildung hinzu. In dieser Zeit wurden wohl auch der auf Konsolen mit Zahnschnittfries ruhende Balkon und die neogotischen Aufkröpfungen (Traufleisten) als Fensterbekrönungen angebracht sowie das Portal gestaltet. Die Denkmaleigenschaft ergibt sich aus der baugeschichtlichen und ortsentwicklungsgeschichtlichen Bedeutung. Trotz seiner Schlichtheit dokumentiert das Wohnhaus Hauptstraße 6 die Architekturentwicklung von zwei, wenn nicht gar drei Jahrhunderten. Die Gestaltungselemente der Überformung von 1880, vermutlich nur zum Teil erhalten, sind aussagekräftig und ästhetisch anspruchsvoll ausgeführt. Darüber hinaus gehört das Eckgebäude zu den wenigen Häusern an der Hauptstraße, deren Substanz zum Großteil auf die ältere Neuzeit zurückgeht. (LfD/2017.) im Eckbereich viergeschossig, ansonsten dreigeschossig, Erdgeschoss: Ladeneinbau (modern), Portal in zentraler Achse mit Kehlungen mit eingestelltem Randpfeiler, Abschluss mit Gesims, Obergeschosse: Werksteingewände, architraviert, dreiteilige Fenster (neu), an der Ecke Aufkröpfungen als Fensterbekrönungen, Balkon an der Ecke auf zwei gestalterisch markanten Konsolen u. a. mit Zahnschnittfriesen. | 09231167 |
| Weitere Bilder                          | Kaufhaus (Anschrift: Hauptstraße 7/9 und Marienplatz 6/8) | Hauptstraße 7; 9 (Karte)                   | 1922–1924 Fassade Hauptstraße                            | Mit zwei verschiedenen Hauptfassaden in zwei unterschiedlichen Stilrichtungen, klar gegliederter, repräsentativer Geschäftsbau in sehr gutem Originalzustand, baugeschichtlich und ortsgeschichtlich von Bedeutung. Fassade zur Hauptstraße von 1922 bis 1924 in Sandstein und Travertin, Fassade zum Marienplatz von 1932 in Stahlbeton und Glas, Ansicht Hauptstraße: Viergeschossig, 18-achsig, Erdgeschoss neun Schaufenster, dazu zwei Durchgänge Abschluss mit Gesims, 1. u. 2. Obergeschoss: 20-teilige Fenster, original, verbunden mit schlichten Kolossalpilastern, Abschluss mit gezacktem Dekorband und Gesims mit Dreiecksprofil, 3. Obergeschoss: vierteilige Fenster, original, dazwischen Fortsetzung der Pilaster, Dach: acht Dachgauben mit Dreiecksabschluss, in 3. und 4. Achse links Aufzugsaufbau, Ansicht Marienstraße: viereinhalbgeschossig (mit Mezzanin), sechsachsig, Erdgeschoss: Werksteinverkleidung, abgeschlossen mit Gesims, sechs große Tür- und Fensteröffnungen, Obergeschoss: Travertinverkleidung, querrechteckige Fenster mit symmetrischer Teilung an rechter Achse, Signet (Werbung) aus blauen Dreiecken mit Leuchtreklame, Mezzanin: Zwei Fenster pro Achse. | 09231168 |
|                                         | Ehemaliges Kaufhaus | Hauptstraße 8 (Karte)                      | 1874                                                     | Gestalterisch auffälliges Zwickauer Geschäftshaus, Fassade im Sinne der versachlichten Architektur/Reformbaukunst nach 1900, von baugeschichtlicher und städtebaulicher Bedeutung. Das Kaufhaus Hauptstraße 8 in Zwickau geht mit seiner heutigen Gestalt vor allem auf den Umbau von 1910 zurück. Damals wurde ein 1874 nach Plänen von Baumeister Friedrich Hugo Frey errichtetes Wohn- und Geschäftshaus, Bauherr war der Kaufmann Ernst Theobald Glöckner, zu einem Kaufhaus umgebaut. Die Entwürfe für den Umbau zum Kaufhaus stammen von August Hennig, einem Architekten aus Zwickau. Die Ausführung lag in den Händen des Baugeschäftes Max Schündler, ebenfalls aus Zwickau. Bauherr des Umbaus war der Kaufmann Eduard Arno Eger. Im Jahre 1919 kam ein Lichtspielhaus im Hof hinzu, dass aber wieder abgebrochen wurde. Von Belang war noch der Umbau von 1927 zum Palast-Theater und (mit) Kellerrestaurant. Entwurf und Ausführung dieser Veränderung oblagen dem Zwickauer Architekten Otto Häuberer mit seinem Baugeschäft. Seit 1919 war Arthur Schindler der Eigentümer des Anwesens. | 09231169 |
|                                         | Wohn- und Geschäftshaus, in Ecklage in geschlossener Bebauung (1913 Verschmelzung beider Gebäude und Überformung der Fassade) | Hauptstraße 10; 12 (Karte)                 | 1874 Nr. 10                                              | Repräsentativer, historistischer Putzbau von baugeschichtlicher und städtebaulicher Bedeutung. Viergeschossig, dreiachsiger Gebäudeteil (zweigeschossig), abgerundete Ecke neunachsig, Geschossgliederung (vertikal) durch Gesimse, Erdgeschoss: Ladeneinbau, Obergeschoss: zusammengefasst in vierter Achse rechts bekrönt mit Dreiecksgiebel mit Kartusche, 1. Obergeschoss: Konsolen, 2. Obergeschoss: Pilaster zwischen Achsen mit genutetem oberen Drittel, 3. Obergeschoss: Pilaster zwischen Achsen mit schmuckarmen Kapitell. | 09231170 |
|                                         | Wohnhaus in Ecklage in geschlossener Bebauung (zum Kaufhaus Nr. 7 und 9 gehörig) | Hauptstraße 11 (Karte)                     | 15. Jh.                                                  | Mit Laden, Putzbau, Überschlaggesimse und betontes Mittelteil, veränderte Ladenfront, baugeschichtlich bedeutend. Haus in Ecklage, sechs regelmäßige Achsen, Erdgeschoss: Ladeneinbau, 1. Obergeschoss Fensterbekrönung, die zwei zentralen Achsen sind über beide Obergeschosse hinweg durch Umrahmungen mit genuteten Pilastern beidseitig und je zwei Halbsäulen, zentrale Fenster im 1. Obergeschoss mit Dreipassbekrönung, Seitenansicht: Erdgeschoss: fünf große Ladenfenster und Tür, 1. Obergeschoss: neun Achsen, zwei Vorhangbekrönungen, hinterer Gebäudeteil mit den letzten fünf Achsen nur zweigeschossig. | 09231171 |
|                                         | Mietshaus mit Café, in Ecklage in geschlossener Bebauung | Hauptstraße 14; 16 (Karte)                 | 1877 erbaut                                              | Qualitätvolle Fassade mit Putz-Stuck-Dekoration. Ecklage, zur DDR-Zeit saniert, neunachsig, viergeschossig, hinterer Gebäudeteil: fünfachsig, dreigeschossig, Erdgeschoss: Ladeneinbau, neun große regelmäßige Fenster, Aufschrift: „Kaffee“ im Attikateil, Gesims über Attika als Dreiecksgiebel ausgeprägt, 1. und 2. Obergeschoss gegliedertes Sandsteingewände, T- und Kreuzstockfenster, vertikale Verbindungen durch Relieftafeln, floraler Schmuck im Stil der Art Deco, Putzstrukturierungen (wie Lisenen). | 09231172 |
| Weitere Bilder                          | Kaufhaus | Hauptstraße 15; 17; 21 (Karte)             | 1908                                                     | Reich gegliederter, architektonisch anspruchsvoll gestalteter Geschäftsbau von großer baukünstlerischer, baugeschichtlicher und städtebaulicher sowie auch stadtgeschichtlicher Bedeutung (siehe auch Marienstraße 16/20). Viergeschossiges Warenhaus mit aufwändiger Fassadengestaltung, Erdgeschoss mit durchgehender Schaufensterfront, durch Gesims von den anderen Geschäftsetagen getrennt, die oberen Etagen bilden durch die verschiedenen Architekturelemente eine Einheit, die Fenster wurden gruppiert durch Säulen und mehrfach profilierte Lisenen mit Blendbögen, unterschiedliche Fensterformen und -formate, 1. Obergeschoss Rundbogenfenster, Zwillingsfenster mit eingestellten Säulen, 2. Obergeschoss Rechteckfenster hinter Blendarkaden und Säulen, 3. Obergeschoss Rundfenster sowie Fenstererker, vorkragendes Dach auf plastisch ausgebildeten Konsolsteinen, wichtig für Erscheinungsbild ist der Wechsel der Farben und Materialien: Sandstein, rote Granitsäulen usw. | 09231173 |
|                                         | Ehemaliges Bankgebäude | Hauptstraße 18; 20 (Karte)                 | 1911–1912                                                | Heute Postamt, mit aufwendiger Fassade und originalen Eingangstüren, Mittenbetonung durch Pilastergliederung, Marmorverkleidung in ehemaliger Schalterhalle, charakteristisches und gestalterisch anspruchsvolles Beispiel für die Bauaufgabe Bank, zudem von exemplarischer Bedeutung. Für die versachlichte, hier vor allem neoklassizistisch geprägte Architektur nach 1900, baugeschichtlich, ortsgeschichtlich und künstlerisch von Bedeutung. Siebenachsig, dreigeschossig, Erdgeschoss und 1. Obergeschoss: vertikal gegliedert durch Kolossalpilaster, dreiachsiger Mittelrisalit, hervorgehoben durch Fensterbekrönungen, einbegriffenen Schlussstein, Büste in zentraler Lünette, in Außenachsen Portale mit gesprengtem abgerundetem Giebel mit Kartusche im Sturz, Tür original, Gewände strukturiert (bossiert und glatt), Abschluss: verkröpftes Gesims, 2. Obergeschoss: zurückspringende Seitenrisalite mit Balkon und Gitter, Walmdach, Biberschwanzdoppeldeckung und drei Fledermausgauben (original). | 09231174 |
|                                         | Wohnhaus in geschlossener Bebauung | Hauptstraße 22 (Karte)                     | um 1800                                                  | Mit Laden, Putzbau in zeittypischer Gestaltung, städtebaulich und baugeschichtlich von Bedeutung. Dreiachsig, dreigeschossig, Werksteingewände farbig gefasst (dunkelrot), vertikale Verbindung der Achsen im Obergeschoss, Erdgeschoss: Tür und zwei Fenster mit gewellter Bekrönung, Gesimsband, 2. Obergeschoss: vierteilig, Kreuzstockfenster (neu), gleiche Bekrönung wie Erdgeschoss, Schmuck dazwischen (Blumenwerk mit floralen Elementen und herabhängenden Voluten), 2. Obergeschoss: gleiche Fenster wie Erdgeschoss und Obergeschoss mit kleinen Schmuckdetails bekrönt, Abschlussgesims, Dach gedeckt mit Dachpappe, drei liegende Fenster. | 09231175 |
|                                         | Wohn- und Geschäftshaus in geschlossener Bebauung | Hauptstraße 23 (Karte)                     | 1911                                                     | Repräsentatives Geschäftshaus von baugeschichtlicher und städtebaulicher Bedeutung. Mit sandsteinverkleideter Fassade, Erker und schmiedeeisernen Fahnenhaltern. | 09233529 |
|                                         | Wohnhaus in geschlossener Bebauung | Hauptstraße 24 (Karte)                     | 1904                                                     | Mit Laden und Erker, zeittypischer Putzbau mit baugeschichtlicher und städtebaulicher Bedeutung. | 09231176 |
|                                         | Wohn- und Geschäftshaus in geschlossener Bebauung | Hauptstraße 25 (Karte)                     | bez. 1879                                                | Mit markanter Neorenaissancefassade in gutem Originalzustand von künstlerischer, baugeschichtlicher und städtebaulicher Bedeutung. Besonders reich gestaltete Fassade, viergeschossig, an Renaissancepaläste erinnerndes Geschäftshaus, wesentlich geprägt durch die in ihrer Größe gestaffelten Fenster (im Erdgeschoss großflächige Schaufensterfront, 1. Etage großflächige Fenster der Geschäftsetage, im 2. Obergeschoss deutlich kleinere Fensteröffnungen und schließlich im Drempelgeschoss fast halb so hohe Fenster wie im 1. Obergeschoss), plastisch ausgebildete Fassade, im Erdgeschoss Quaderung, große Tordurchfahrt, 1. Obergeschoss Beletage, Fensteröffnungen flankiert von Rundsäulen, die jeweils ein kräftiges Gebälk mit ornamentalen Dekorationen stützen, Fensterbrüstungen mit eingestellten Balustern, 2. Obergeschoss mit Dreieckgiebel- und Segmentbogenverdachungen, zwischen diesen und den Fensteröffnungen Girlanden, die Fensteröffnungen werden flankiert von rechteckigen, kannelierten Halbsäulen, auch in diesen beiden Etagen wird die Fassade durch eine kräftige Putznutung und an den Seiten durch eine Quaderung gegliedert, profilierte Gurtgesimse zwischen dem Erdgeschoss und 1. Obergeschoss sowie dem 2. und dem 3. Obergeschoss betonen die Horizontale, das gleiche gilt für das kräftig ausgeprägte Kranzgesims, welches mit kleinen Hängeplatten besetzt ist, auch die Rundbogenfenster des 3. Obergeschoss (Drempelgeschoss) werden flankiert von rechteckigen Säulen, die Felder zwischen den Fenstern sind teilweise mit Putzstuckdekorationen besetzt. | 09231177 |
|                                         | Wohn- und Geschäftshaus in geschlossener Bebauung | Hauptstraße 27 (Karte)                     | 1914                                                     | Mit Erker und straßenseitigen Loggien, markanter, neoklassizistischer Bau, von künstlerischer Bedeutung mit aufwändig gestaltetem Treppenhaus. | 09231179 |
|                                         | Wohn- und Geschäftshaus in geschlossener Bebauung | Hauptstraße 29 (Karte)                     | 1905                                                     | Mit Erker und straßenseitigen Balkonen, Fassade im Jugendstil, ehemals Klinkerfassade, baugeschichtlich von Bedeutung. Durch Sanierung im Erscheinungsbild verändert. | 09231181 |
|                                         | Mietshaus in geschlossener Bebauung | Hauptstraße 30 (Karte)                     | 1901                                                     | Mit Laden, zeittypischer Klinkermischbau, sehr schlicht gestaltet, in gutem Originalzustand, baugeschichtlich von Bedeutung. | 09231182 |
| Direkt Bild zu diesem Denkmal hochladen | Wohn- und Geschäftshaus in geschlossener Bebauung | Hauptstraße 33 (Karte)                     | 1884                                                     | Repräsentiert historistischen Bau mit veränderter Ladenfront, baugeschichtlich von Bedeutung. | 09231183 |
|                                         | Wohn- und Geschäftshaus in geschlossener Bebauung mit aufwändig gegliederter Fassade mit Loggien und Putz-Stuck-Dekoration von städtebaulicher Bedeutung | Hauptstraße 35 (Karte)                     | 1906/07                                                  | | 09231184 |
|                                         | Mietshaus in Ecklage in geschlossener Bebauung | Hauptstraße 37 (Karte)                     | 1876                                                     | Mit Laden, fein gegliederter Putzbau in gutem Originalzustand von baugeschichtlicher Bedeutung. Dreigeschossig, zwei Achsen zur Hauptstraße, vier Achsen in die Seitengasse, im Erdgeschoss Ladenfront verändert, Putzbau mit Putzbändern und Gurtgesims, waagerechten Fensterverdachungen im 1. Obergeschoss und Mäanderfries zwischen den Fenstern, vermutlich leicht baulich verändert | 09247783 |
|                                         | Wohn- und Geschäftshaus in geschlossener Bebauung | Hauptstraße 38 (Karte)                     | vor 1882                                                 | Zeittypischer Klinkerbau mit veränderter Ladenfront von baugeschichtlicher Bedeutung. Das aus der zweiten Hälfte des 19. Jahrhunderts stammende, eher schlicht gestaltete Gebäude Hauptstraße 38 in Zwickau wurde nach der vorliegenden Bauakte als Wohn- und Geschäftshaus errichtet. Diese Bezeichnung ist auch wegen der Lage an einer/der Hauptgeschäftsstraßen des Ortes gerechtfertigt. | 09231186 |
|                                         | Wohn- und Geschäftshaus, in Ecklage | Hauptstraße 39 (Karte)                     | 1912                                                     | Putzbau mit Erker, Lisenen und Putzverzierungen | 09231187 |
|                                         | Wohn- und Geschäftshaus in geschlossener Bebauung | Hauptstraße 40 (Karte)                     | 1896                                                     | Zeittypischer Klinkerbau mit veränderter Erdgeschoss- und Dachzone von städtebaulicher Bedeutung. Das aus der zweiten Hälfte des 19. Jahrhunderts stammende, eher schlicht gestaltete Gebäude Hauptstraße 40 in Zwickau wurde nach der vorliegenden Bauakte als Wohn- und Geschäftshaus errichtet. Diese Bezeichnung ist auch wegen der Lage an einer/der Hauptgeschäftsstraßen des Ortes gerechtfertigt. | 09231188 |
|                                         | Wohnhaus und ehemals Cafe in geschlossener Bebauung | Hauptstraße 41 (Karte)                     | vor 1850                                                 | expressionistische Fassade, mit qualitätvoller Innenausstattung aus der Umbauphase. | 09231189 |
|                                         | Wohn- und Geschäftshaus in Ecklage | Hauptstraße 44 (Karte)                     | 1911                                                     | zeittypischer Putzbau in gutem Originalzustand von städtebaulicher Bedeutung. Heute Jugendclub | 09231191 |
|                                         | Wohnhaus in geschlossener Bebauung | Hauptstraße 47 (Karte)                     | 1900                                                     | mit Laden, mit gut erhaltener Putzquaderung und Giebelaufbau, baugeschichtlich von Bedeutung. | 09231192 |
|                                         | Mietshaus in geschlossener Bebauung | Hauptstraße 49 (Karte)                     | 1874                                                     | mit Laden, schlichter Gründerzeitbau in gutem Originalzustand, ortsentwicklungsgeschichtlich von Bedeutung. | 09231826 |
|                                         | Wohn- und Geschäftshaus mit Durchfahrt | Hauptstraße 51 (Karte)                     | um 1900                                                  | qualitätvolle historische Fassade in gutem Originalzustand mit originalem Tor, Ausmalung in der Durchfahrt. Wertvolles schmiedeeisernes Gittertor | 09231193 |
|                                         | Wohn- und Geschäftshaus in geschlossener Bebauung | Hauptstraße 53 (Karte)                     | 1907                                                     | Putzbau, Belebung der Fassade durch Schmuckfelder und anderweitigen Jugendstildekor, Erdgeschoss umgebaut, baugeschichtlich und stadtentwicklungsgeschichtlich von Bedeutung. | 09231194 |
|                                         | Mietshaus in geschlossener Bebauung | Hauptstraße 54 (Karte)                     | 1894                                                     | mit Laden, Klinkermischbauweise mit Friesen und Klinkerformsteinen, mit Ausstattung der ehem. Zwickauer Edelschmiede, baugeschichtlich von Bedeutung. | 09231195 |
|                                         | Wohnhaus in geschlossener Bebauung | Hauptstraße 56 (Karte)                     | 1890                                                     | mit Laden, zeittypischer Bau in Klinkermischbauweise mit veränderter Ladenfront, baugeschichtlich von Bedeutung. | 09231196 |
| Direkt Bild zu diesem Denkmal hochladen | Wohn- und Geschäftshaus, in Ecklage, Gründerzeitbau von großer städtebaulicher Bedeutung | Hauptstraße 61 (Karte)                     | 1870                                                     | | 09231197 |
|                                         | Wohn- und Geschäftshaus in geschlossener Bauweise | Hauptstraße 64 (Karte)                     | 1904                                                     | schlichter Putzbau von städtebaulichem Wert. | 09231198 |
|                                         | Wohn- und Geschäftshaus in geschlossener Bebauung | Hauptstraße 66 (Karte)                     | 1888                                                     | aufwändig gegliederter Klinkerbau von bau- und städtebaulichem Wert, veränderte Ladenfront. | 09231199 |
|                                         | Wohnhaus in Ecklage | Hauptstraße 68 (Karte)                     | 1881                                                     | mit Ladeneinbau, qualitätvoller, klassizistisch wirkender Bau, von großer städtebaulicher Bedeutung. | 09231200 |
|                                         | Wohnhaus in Ecklage mit Läden in geschlossener Bebauung | Innere Plauensche Straße 1 (Karte)         | um 1823                                                  | städtebaulich markanter Putzbau in gutem Originalzustand. Spätbarock, auf mittelalterlichen Gründungsmauern errichtet, zweigeschossiger mit Mansardkrüppelwalmdach abschließender Putzbau, Sandsteingewände, teilweise mit waagerechter Verdachung, zur Inneren Plauenschen Straße Mittelrisalit mit Dreieckgiebel abschließend. | 09231323 |
| Direkt Bild zu diesem Denkmal hochladen | Wohn- und Geschäftshaus in geschlossener Bebauung | Innere Plauensche Straße 2 (Karte)         | 1888                                                     | schlichter, baulich überformter Klinkerbau von städtebaulicher Bedeutung. Dreigeschossig, drei Achsen, in den Obergeschossen Fenstergewände mit waagerechtem Gebälk, teilweise noch dekoriert, die Dekorationen an der Fassade verändert oder reduziert, roter Klinker, Ladenfront. verändert | 09231324 |
| Direkt Bild zu diesem Denkmal hochladen | Ehemaliges Kaufhaus, heute Wohn- und Geschäftshaus | Innere Plauensche Straße 2a (Karte)        | 1885                                                     | repräsentativer, aufwändig gestalteter Historismusbau, im Erdgeschoss verändert. 1885 von Franz Wolf für den Kaufhausbesitzer E. Friedrich Meier erbaut, 1898 Umbau ebenfalls von Franz Wolf für Arthur Meier, 1902 eiserne Schaukästen für das Kaufhaus Katz ebenfalls von Franz Wolf, der Inhaber ist weiterhin Meier, 1908 Unterkellerung, 1919 Entwurf neue Treppe von Hermann Schmitt (Entwurf), 1924 Entwurf neue Treppe und Windfang von Martin Förster (Entwurf) für Horst Meier, 1927 Ausführung der Treppe, dreigeschossiger vierachsiger Bau mit aufwändig gestalteten Pilastern u. a. mit Gaffköpfen und Fruchtdekorationen, das Kranzgesims dekoriert mit Würfelfries und Konsolfries, profiliertes gebrochenes Gurtgesims, Erdgeschoss heute nicht vorbildgerecht modernisiert. | 09231325 |
| Direkt Bild zu diesem Denkmal hochladen | Wohn- und Geschäftshaus in geschlossener Bebauung sowie Gedenktafel für den Besteckfabrikant August Bufe | Innere Plauensche Straße 3 (Karte)         | 1892                                                     | repräsentativer Klinkerbau von städtebaulicher Bedeutung. Dreigeschossig, vier Achsen, gelber Klinker in beiden Obergeschossen, im Erdgeschoss teilweise Sandstein bzw. Gusseisenverzierung am Laden am Laden, Ladenfront original erhalten, Schaufenster erneuert, Fenster in Obergeschossen erneuert, Naturstein- oder Kunststeinfenstereinfassungen, über den Fenstern im 1. Obergeschoss Muschelmotiv, Hinterhaus: mit Schaufassade zum Domhof, gleiche Gestaltung wie das Vorderhaus nur ohne Ladenfront, im Erdgeschoss Rundbogenfenster und -türöffnungen, aufwändige Gauben, Gedenktafel für August Bufe befindet sich über Schaufenster der hinteren Fassade, Bufe war Fabrikbesitzer der Alpacca-Silber-Werke. | 09231326 |
| Direkt Bild zu diesem Denkmal hochladen | Wohn- und Geschäftshaus, ehemals mit Cafe in geschlossener Bebauung | Innere Plauensche Straße 4 (Karte)         | 1877                                                     | original erhaltener, aufwändig gegliederter Klinkerbau in gutem Originalzustand von städtebaulicher und baugeschichtlicher Bedeutung. 1877 nach Entwurf von Franz Wolf ausgeführt von H. Ulbricht für den Bauherrn W. Stefan, Konditor, errichtet, ursprünglich offensichtlich mit verschiedenartigen Zimmern, die heute nicht mehr erhalten sind, dreigeschossig, vier Achsen, beide Obergeschosse roter Klinker mit aufwändigen Fenstergewänden: u. a. mit waagerechtem Gebälk bzw. Dreiecksgiebeln, teilweise flankiert von kannelierten Pilastern, vorkragenden Sohlbänken auf Konsolen u. a. teilweise dekoriert mit Eierstabmotiv, Löwenköpfen an der Fassade, Kranzgesims als Konsolfries ausgebildet, mittlere Gaube verändert, im 1. Obergeschoss Gitter für die Balkonkästen erhalten | 09231327 |
| Direkt Bild zu diesem Denkmal hochladen | Wohn- und Geschäftshaus in geschlossener Bebauung | Innere Plauensche Straße 5 (Karte)         | 1902                                                     | zeittypischer Klinkerbau von städtebaulicher und baugeschichtlicher Bedeutung in gutem Originalzustand mit aufwändig gestaltetem Hinterhaus. Hinterhaus: aufwändige Fassadengliederung mit Jugendstildekorationen – aufwändiger als das Vorderhaus an der Inneren Plauenschen Straße – dreigeschossiger Klinkerbau mit profiliertem Gurt- und Kranzgesims, zweigeschossigem Erker mit Jugendstildekoration u. a. Schwandarstellung, Kunststein- oder Natursteinfenstergewände im 1. Obergeschoss mit Muschelmotiv gekrönt, aufwändig gestaltete Dachgauben sowie Jugendstilhaustür, zweiflügelig, Glaseinsätze und Oberlicht mit Ziervergitterungen, Vorderhaus: gleiche Gestaltung wie Nummer 5, Ladenfront des Hauses verändert. | 09231329 |
| Direkt Bild zu diesem Denkmal hochladen | Wohn- und Geschäftshaus in geschlossener Bebauung | Innere Plauensche Straße 7 (Karte)         | 1878                                                     | repräsentativer Putzbau von baugeschichtlicher und städtebaulicher Bedeutung. Dreigeschossig, fünf Achsen, beide Obergeschoss mit aufwändig gestalteten Fenstereinfassungen sowie Fensterverdachungen, Erdgeschoss Ladenfront verändert, Gauben original erhalten. | 09231328 |
|                                         | Wohn- und Geschäftshaus in geschlossener Bebauung | Innere Plauensche Straße 9 (Karte)         | bez. 1885 (über der Tür)                                 | repräsentativer Putzbau in sehr gutem Originalzustand von städtebaulicher und baugeschichtlicher Bedeutung. Dreigeschossig, vier Achsen, aufwändige Fenstergewände mit Dreieckgiebelverdachung bzw. waagerechtem Gebälk, im Erdgeschoss verändert, allerdings blieben die gusseisernen Pfeiler neben dem Eingang des Ladens erhalten, über der Haustür bezeichnet „ERBAUT 1885“. | 09231330 |
| Direkt Bild zu diesem Denkmal hochladen | Wohn- und Geschäftshaus in geschlossener Bebauung | Innere Plauensche Straße 12 (Karte)        | 1882                                                     | schlichter Putzbau von städtebaulicher Bedeutung. Dreigeschossig, vier Achsen, beide Obergeschoss mit einfachen profilierten Fenstergewänden, vier Gauben – diese noch weitgehend im Original erhalten, im Erdgeschoss originale Einfassungen des Ladens mit Putzquaderung, Bauherr Carl Moritz Fischer, Fleischermeister, später Eisenwarenhandlung, heute Optiker. | 09231331 |
| Direkt Bild zu diesem Denkmal hochladen | Wohn- und Geschäftshaus in geschlossener Bebauung | Innere Plauensche Straße 12a (Karte)       | 1882                                                     | städtebaulich bedeutsamer Putzbau mit Resten der originalen Cafehausausstattung. Bauherr Moritz Fischer, 1928 Einbau Cafe für Konditormeister und Cafehausbesitzer K. Herrmann, umgebaut von Th. Keller, dreigeschossiger Putzbau mit vier Achsen, waagerechten Fensterverdachungen in den beiden Obergeschossen, profiliertes Kranzgesims, Haus baulich leicht überformt, Ladenfront sowie Reste der Cafehausausstattung original erhalten, hierzu gehören: dekorierte Decke, Trennwand mit Glasvitrinen, Wandvitrine sowie ein Teil der Wandverkleidung. | 09231332 |
| Direkt Bild zu diesem Denkmal hochladen | Wohn- und Geschäftshaus in geschlossener Bebauung | Innere Plauensche Straße 18 (Karte)        | 1899                                                     | aufwändig gestalteter Bau mit zweigeschossiger Geschäftsetage, von baugeschichtlicher und städtebaulicher Bedeutung. Bauherr Arno Eger, Kaufmann, dreigeschossiger Bau mit fünf Fensterachsen im 3. Obergeschoss, dort weiß glasierte Ziegel unterteilt von aufgeputzten Pilastern, teilweise mit Nutungen, aufwändige Fenstergewände mit waagerechter Fensterverdachung und Kartuschen und Rollwerk über den Fenstern, mittig Balkon auf Kragkonsolen, halbrund vorkragend u. a. mit Löwenkopf dekoriert, durchbrochene Balkonbrüstung, Kranzgesims mit Konsolfries, 2. Obergeschoss original erhalten, Erdgeschoss und 1. Obergeschoss doppelstöckige Geschäftsetage, vermutlich vereinfacht, Gauben verändert, eines der wenigen in Westsachsen erhaltenen Geschäftshäuser mit zweigeschossiger Geschäftsetage. | 09231334 |
|                                         | Hälfte eines Doppelwohnhauses in geschlossener Bebauung | Innere Plauensche Straße 19 (Karte)        | bez. 1869                                                | mit nachträglichem Ladeneinbau (zugehörig Nummer 21), bemerkenswerter neugotischer Klinkerbau in sehr gutem Originalzustand, von baukünstlerischer und städtebaulicher Bedeutung. Neugotik, 1903 Ladeneinbau von Paul Fischer für Paul Steinert, vierachsig, dreigeschossig, Klinkermischbauweise, stark gegliederte Fassade, die Fenster wurden zu Gruppen zusammengefasst, prägend ist die Verblendung der Fassade durch Klinker bzw. glasierte Ziegel, einen wichtigen Akzent bilden die Putzflächen zwischen dem 1. Obergeschoss und 2. Obergeschoss sowie über den Fenstern des 2. Obergeschoss, auf den Putzflächen zwischen 1. und 2. Obergeschoss wurden Zahlen aufgebracht, die die Bauzeit angeben. der Ladeneinbau aus der Zeit 1903 mit schmalen Eisenprofilen blieb im Original erhalten, der Hauseingang wurde seitlich angeordnet, Rundbogentüröffnung, Haustür zweiflügelig mit Glaseinsätzen und Oberlicht, Dacherker mit Dreieckgiebel, zweiachsig, die Fenster werden durch Blendarkaden mit abschließendem Kleeblattmotiv zusammengefasst, Kranzgesims mit Konsolfries, charakteristischer Bau des Zwickauer Baumeisters Gotthilf Ludwig Möckel. | 09231335 |
| Direkt Bild zu diesem Denkmal hochladen | Wohn- und Geschäftshaus in geschlossener Bebauung | Innere Plauensche Straße 20 (Karte)        | 1905                                                     | schlichter Putzbau mit original erhaltener Ladenfront sowie Bleiglasfenstern im Treppenhaus und einem Fotoatelier im Hintergebäude, von baukünstlerischer und städtebaulicher Bedeutung. Dreigeschossiger, breit gelagerter Putzbau mit segmentbogenförmig leicht vorkragendem Erker, einfache Putzdekoration sowie aufgemalte Dekoration – rekonstruiert nach den Bauakten, Ladenfront mit Stahlkonstruktion und alten Holz-Glas-Vitrinen des Fotoladens sowie im Inneren im rechten Laden Stuckdecke aus den 1920er-Jahren und Holztreppe, im Haus originale Wohnungstüren sowie aufwändige Bleiglasfenster, Treppengeländer erhalten, im Hinterhof Hinterhausgebäude mit ehemaligem Fotoatelier, Bauherr: Erich Scheithauer, bedeutender Fotograf der Stadt Zwickau. | 09231336 |
|                                         | Hälfte eines Doppelwohnhauses | Innere Plauensche Straße 21 (Karte)        | 1870                                                     | mit Laden (zugehörig Nummer 19), repräsentativer Klinkerbau von baukünstlerischem Wert sowie städtebaulicher Bedeutung. fünf Achsen, Mittelrisalit, dreigeschossig,Fenster zu Gruppen zusammengefasst durch Blendbögen bzw. flankierende Dekorationen, Fassadengliederung u. a. durch grün glasierte Ziegel, Wandflächen rote Klinker, Ladenfront ebenfalls von Klinkern eingefasst, heute entstellend überstrichen, Mittelrisalit mit Dacherker zweiachsig zur Fenstergruppe zusammengefasst, Ladenumbau von Karl Fischer für den Dekorateur Hermann Kolitzer, weitere Ladenumbauten und Veränderungen am Hintergebäude | 09231337 |
| Direkt Bild zu diesem Denkmal hochladen | Wohn- und Geschäftshauses in geschlossener Bebauung | Innere Plauensche Straße 22 (Karte)        | 1905                                                     | repräsentativer, aufwändig gegliederter Putzbau, mit Dr.-Friedrichs-Ring 10 ein einheitlich gestaltetes Ensemble von baukünstlerischer und städtebaulicher Bedeutung bildend. zweigeschossige Geschäftsetage, viergeschossig, Kranzgesims mit Konsolfries, verschiedene Erker auf rechteckigem bzw. segmentbogenförmigem Grundriss bzw. Loggien – u. a. auch im Treppenhausbereich, dort Loggien mit qualitätvollen schmiede eisernen Geländern, ein Erker mit Zierfachwerk, im Dachbereich horizontale Holzverkleidung des Erkers bzw. der Fensterbrüstungen, bekrönt von polygonalem Turm mit Welscher Haube, Inneres: Treppenhaus mit Holztreppengeländern und originalen Wohnungstüren sowie Bleiglasfenstern in singulärer Ausbildung u. a. Sonnendarstellung. | 09231338 |
| Direkt Bild zu diesem Denkmal hochladen | Wohn- und Geschäftshaus in Ecklage in geschlossener Bebauung | Innere Plauensche Straße 27 (Karte)        | 1880                                                     | städtebaulich markanter Putzbau von baugeschichtlicher Bedeutung. 1891 erfolgte die Verschmelzung von ursprünglich zwei Gebäuden zu einem Gesamtkomplex mit Überformung der Fassade. Gebäudeteil in der Peter-Breuer-Straße 1880 von Baumeister F. W. Junghanns für den Bauherrn Franz Fülle, Getreidehändler, errichtet, 1891 einbezogen in den Neubau Baumeister C. F. Richter, Bauherr Ernst Gierisch, Kirschnermeister, der in angepasster Bauweise das Eckhaus angefügt hat, heute aus zwei Teilen bestehender Gebäudekomplex, Eckhaus: 3 × 2 Achsen, Ecke einachsig, dreigeschossig, Gebäudeflügel (Peter-Breuer-Straße): Zweigeschossig, siebenachsig mit zwei zweiachsigen Dacherkern, der jüngere Bauteil an den älteren angepasst mit vorkragenden Sohlbänken und einfachen profilierten Fenstergewänden, große Ladenfront erneuert, aber vermutlich nach ursprünglichem Vorbild. | 09231339 |
| Direkt Bild zu diesem Denkmal hochladen | Wohn- und Geschäftshaus in Ecklage, ehemaliges Bankgebäude | Innere Plauensche Straße 29 (Karte)        | 1899                                                     | mit wertvoller Sandsteinfassade und Ausmalungen im Treppenhaus und in einem Raumes im 2. Obergeschoss. Bei einer Befunduntersuchung 1994 wurde die originale Ausmalung des Treppenhauses und eines repräsentativen Raumes im 2. Obergeschoss wiedergefunden. Beides wurde 1995 restauriert. Das ursprünglich als Bank erbaute Objekt wird nach zwischenzeitlicher Nutzungsänderung heute wieder als Bank genutzt. | 09231340 |
| Weitere Bilder                          | Amtshaus | Innere Plauensche Straße 31 (Karte)        | vor 1496 (Terminierhaus Crimmitschauer Karthäusermönche) | ehemaliges Terminierhaus der Crimmitschauer Karthäusermönche, nach Verkauf Stadtsteueramt, heute Buchhandlung, bauhistorisch außerordentlich bedeutsamer Putzbau mit Resten der spätgotischen Innenausstattung. Das Gebäude wurde 1496 von den Crimmitschauer Karthäusermönchen verkauft. Diese hatten es als Terminierhaus genutzt. In späteren Jahren Nutzung als Amtshaus. Bis 1996 war der Nutzer der Elektrobetrieb EBEHAKO. Die Fassade wurde 1926 im Stil der 1920er-Jahre überformt. Bei einer Befunduntersuchung 1994 stellte sich heraus, dass die gotischen Kreuzstabgewände größtenteils noch erhalten sind und 1926 nur überputzt wurden. Auch im Inneren sind noch ursprüngliche Details erhalten. So z. B. ein Kamin mit eiserner, erneuerter Tür und der Rest eines Wendelsteins. Besonders erwähnenswert sind die in Dreiergruppen angelegten Fenster. Im Inneren im Erdgeschoss Kreuzgratgewölbe und alte Umfassungswände erhalten sowie Reste einer Wendeltreppe, im Obergeschoss Ausgleichsbögen sowie eine alte Säule und Reste der Ausmalung erhalten, Hinterhaus abgerissen. Dreigeschossiger, breit gelagerter Putzbau, in den 1990er-Jahren restauriert, im Erdgeschoss segmentbogenförmige Öffnungen, diese um 1926 eingebracht als Schaufensterfronten, Abschluss durch Walmdach mit stehenden Gauben, die andere Seite fünfachsig, hohes Walmdach. | 09231341 |
| Weitere Bilder                          | Postmeilensäule | Innere Schneeberger Straße (Karte)         | bez. 1725, Kopie                                         | Kopie einer Postdistanzsäule, verkehrsgeschichtlich von Bedeutung. In Zwickau wurden 1725 vier Distanzsäulen an den Stadttoren der nach Dresden (Tränktor), Leipzig (Niedertor), Reichenbach (Frauentor) und Schneeberg (Obertor) führenden Straßen aufgestellt. Bereits 1813 waren aber nur noch zwei der Säulen (Tränktor, Frauentor) vorhanden, welche allerdings in den folgenden Jahrzehnten ebenfalls aus dem Stadtbild verschwanden. Ausgehend von einer Initiative der Forschungsgruppe Kursächsische Postmeilensäulen wurde 2002 eine Nachbildung der ehemals vor dem Obertor stehenden Säule an der Haltestelle »Zentrum« wieder errichtet. Säule aus Cottaer Sandstein, Sockel mit eingelegten Marmorplatten aus Carrara (Italien), Wappenstück ebenfalls aus Marmor. Aufstellung am 2. Nov. 2002 unweit des ursprünglichen Standortes. Im Jahre 1722 begann man im Kurfürstentum Sachsen mit der Aufstellung der Kursächsischen Postmeilensäulen. Kurfürst Friedrich August I. wollte hierdurch ein zeitgemäßes Verkehrs- und Transportleitsystem im Kurfürstentum aufbauen, um Handel und Wirtschaft zu fördern. Er beauftragte mit Generalvollmacht Magister Adam Friedrich Zürner (1679–1742) mit der Durchführung. Das System der Postmeilensäulen umfasste Distanzsäulen, Viertelmeilensteine, Halb- und Ganzmeilensäulen. Die Distanzsäulen sollten in den Städten vor den Stadttoren, später nur auf den Marktplätzen aufgestellt werden. Entlang der Poststraßen wurden Viertelmeilensteine, Halb- und Ganzmeilensäulen aufgestellt. Sie erhielten eine fortlaufende Nummerierung (Reihennummer), beginnend vom Anfang der Vermessung. Die Ganzmeilensäulen wurden außerhalb der Städte an den Poststraßen im Abstand von einer Meile (= 9,062 km) aufgestellt. Die Distanzsäulen waren mit dem Monogramm „AR“ für „Augustus Rex“, dem kursächsisch und polnisch-litauischen Doppelwappen sowie der polnischen Königskrone gekennzeichnet. Die Ganzmeilen-, Halbmeilensäulen und Viertelmeilensteine waren alle ähnlich beschriftet, alle trugen kein Wappen, aber das Monogramm „AR“. Die Entfernungsangaben erfolgten in Wegestunden (1 Stunde= ½ Postmeile = 4,531 km). Dieses Meilensystem war das erste europäische Verkehrsleitsystem. Der hier betrachteten Säule kommt als Teil des überregional bedeutenden Postwegesystems eine hohe verkehrsgeschichtliche Bedeutung zu. (LfD/2013.) Elbsandstein Typ Cotta, Sockel mit eingelegten Marmorplatten aus Carrara/Italien, Wappenstück ebenfalls aus Marmor, Aufstellung am 2. November 2002 unweit des ursprünglichen Standortes. | 09303381 |
|                                         | Hälfte eines doppelten Wohn- und Geschäftshauses ehemals mit Passage (zugehörig Nr. 2a) | Innere Schneeberger Straße 2 (Karte)       | 1900                                                     | repräsentatives Geschäftshaus in Klinkermischbauweise, von baugeschichtlich und städtebaulicher Bedeutung. mit historischer schmiedeeiserner Fahnenstange mit Löwe und Krone. | 09230250 |
| Weitere Bilder                          | Hälfte eines doppelten Wohn- und Geschäftshauses in geschlossener Bebauung | Innere Schneeberger Straße 2a (Karte)      | 1900                                                     | ehemals mit Ladenpassage (zugehörig Nummer 2), repräsentatives Geschäftshaus von bau- und stadtgeschichtlicher Bedeutung, in gutem Originalzustand. | 09230739 |
| Weitere Bilder                          | Wohn- und Geschäftshaus in geschlossener Bebauung | Innere Schneeberger Straße 7 (Karte)       | 1910                                                     | zeittypischer Putzbau von städtebaulicher und baugeschichtlicher Bedeutung. | 09230251 |
| Weitere Bilder                          | Wohn- und Geschäftshaus in geschlossener Bebauung | Innere Schneeberger Straße 9 (Karte)       | bez. 1888                                                | repräsentatives Gebäude in Klinkermischbauweise, von baugeschichtlicher und städtebaulicher Bedeutung, in sehr gutem Originalzustand. bezeichnet „Erbaut/1888“, roter Klinker in beiden Obergeschossen, im Erdgeschoss zwei Läden, die Schaufenster erneuert, mittig die Haustür mit Dreieckgiebelverdachung auf Volutenkragsteinen, sehr schöne originale Haustür mit Glaseinsatz, Dreieckgiebelverdachung. | 09230252 |
| Direkt Bild zu diesem Denkmal hochladen | Fassade eines Wohn- und Geschäftshaus in geschlossener Bebauung | Innere Schneeberger Straße 12 (Karte)      | 1885                                                     | repräsentative historistische Klinker-Werkstein-Front, zeittypisch und mit reichem Dekor, baugeschichtlich bedeutend und am Ausgang der Altstadt gegenüber dem östlichen Neubauquartier Zwickaus, zudem als Teil einer kleinen homogenen Gebäudegruppe auch städtebaulich von Belang. 1994 Abbruch des Gebäudes mit aufwendiger Sicherung der Fassade (ohne Genehmigung) dreigeschossig, Erdgeschoss Natursteinverkleidung, kannelierte Pilaster mit Kapitell, dort Eierstabfries, kräftigem profiliertem Gesims, vier Achsen, profilierte Fenstergewände mit Dreieckgiebelverdachung bzw. waagerechtem Gebälk, Konsolen am Kranzgesims, Mansarddach, repräsentativer zweiachsiger Dacherker mit Segmentbogenbekrönung. | 09230253 |
| Direkt Bild zu diesem Denkmal hochladen | Wohn- und Geschäftshaus in geschlossener Bebauung | Innere Schneeberger Straße 14 (Karte)      | 1864                                                     | historistischer Bau mit zeittypischem Dekor, baugeschichtlich bedeutend und am Ausgang der Altstadt gegenüber dem östlichen Neubauquartier Zwickaus, zudem als Teil einer kleinen homogenen Gebäudegruppe auch städtebaulich von Belang. Viergeschossiger Putzbau, sieben Achsen, Mittelrisalit, ursprünglich Hauseingang in der Mitte, flankiert von zwei Läden, die Ladenfronten original erhalten, über dem ehem. Eingang Balusterbrüstung (einen Balkon vortäuschend), die Fenster am Mittelrisalit mit Segmentbogen- und Dreiecksgiebelverdachung auf volutenartigen Kragsteinen, Gurtgesimse zwischen jedem Stockwerk und waagerechte Verdachung über den Fenstern des 1. Obergeschoss und des 2. Obergeschoss, einfache Fenstergewände, das Dach verändert, die Dachaufbauten verändert. | 09230254 |
| Weitere Bilder                          | Wohnhaus in geschlossener Bebauung | Innere Schneeberger Straße 15 (Karte)      | 15. Jh.                                                  | im Kern spätgotisches Bürgerhaus, mit nachträglich angebautem barocken Treppenhaus, barock überformte Putzfassade mit Torportal, von bauhistorischer und städtebaulicher Bedeutung. 1817–1841 Postmeisterei, Durch den Abbruch des Nachbargebäudes im Jahre 1996 wurde der historische Backsteingiebel des Gebäudes mit drei spitzbogig geschlossenen Blendnischen freigelegt, Reste spätgotisches Bürgerhaus: Keller und Umfassungsmauerwerk. | 09230255 |
| Direkt Bild zu diesem Denkmal hochladen | Fassade eines Wohn- und Geschäftshauses | Innere Schneeberger Straße 16 (Karte)      | 1864 (Fassade)                                           | Neubau unter Verwendung geborgener erbauungszeitlicher Zier- und Gliederungselemente, repräsentativ, historistisch, am Ausgang der Altstadt gegenüber dem östlichen Neubauquartier Zwickaus als Teil einer kleinen homogenen Gebäudegruppe städtebaulich von Bedeutung | 09230256 |
|                                         | Wohn- und Geschäftshaus in geschlossener Bebauung | Innere Schneeberger Straße 17 (Karte)      | 1905                                                     | bemerkenswerter Putzbau von städtebaulichem und baugeschichtlichem Wert. breit gelagerter Putzbau, dreigeschossig, mit Fenstererkern, im Erdgeschoss Ladenfronten teilweise verändert, repräsentativer Mitteleingang mit Säulen, Dacherker mit polygonalem Erker und hohem Blendgiebel, am Dacherker Pilastergliederung. | 09230257 |
|                                         | Mietshaus in geschlossener Bebauung mit bauzeitlicher Innenausstattung | Innere Schneeberger Straße 19 (Karte)      | 1905                                                     | schlichter Putzbau mit veränderter Ladenfront, von städtebaulichem und baugeschichtlichem Wert. einfacher dreigeschossiger Putzbau mit originalen Jugendstilfenstern, Ladenfront vereinfacht und verändert, Dacherker mit Fenstererker, im Inneren originale Türen und andere Ausstattungselemente original erhalten. | 09230258 |
| Direkt Bild zu diesem Denkmal hochladen | Ehemaliges Hotel mit Restaurant in Ecklage, heute Geschäftshaus mit Restaurant | Innere Schneeberger Straße 20 (Karte)      | 1899                                                     | repräsentativer platzprägender Neorenaissancebau von baugeschichtlicher und städtebaulicher Bedeutung, in gutem Originalzustand. Viergeschossiger Eckbau mit zurückversetztem Eingang, im Erdgeschoss große Fensterfront des Restaurants, Gurtgesims und Fensterbankgesims zwischen Erdgeschoss und 1. Obergeschoss, Segmentbogen- und Rechteckfenster, im 1. Obergeschoss zu Drillingsfenstern zusammengefasst, an der Fassade zwischen 2. und 1. Obergeschoss bezeichnet: „Bier-Halle“, die Fenstereinfassungen porphyrfarben abgesetzt ebenso das Erdgeschoss. | 09230259 |
|                                         | Spätmittelalterliches Wohnhaus, nach späterem Umbau Wohn- und Geschäftshaus | Innere Schneeberger Straße 21 (Karte)      | um 1500                                                  | stadtgeschichtlich und baugeschichtlich bedeutsamer Putzbau in Ecklage. Dreigeschossiger Putzbau, markantes Eckhaus mit einfachem Gurtgesims, Rechteckfenstern, schlichten Fenstereinfassungen, im Inneren spätmittelalterliche Bausubstanz, Flügel in der Katharinenstraße über der Tür Relief mit Äskulapstab und liegendem Halbmond, Sandsteinsäule im 1. Obergeschoss, historische Putz- und Farbbefunde in allen Geschossen, historische Deckenkonstruktion über 1. Obergeschoss, Sandsteinkonsole im Erdgeschoss, originale Kelleranlage mit Tonnengewölben | 09230260 |
| Direkt Bild zu diesem Denkmal hochladen | Doppelmietshaus in geschlossener Bebauung, einseitig freistehend | Innere Schneeberger Straße 22; 22a (Karte) | 1891                                                     | mit Durchfahrt und Laden, repräsentatives, platzprägendes Gebäude in Klinkermischbauweise, baugeschichtlich und ortsentwicklungsgeschichtlich von Bedeutung. Viergeschossiges Doppelhaus in gleicher Gestaltung wie das Nachbarhaus, jeweils fünf Achsen, Erdgeschoss mit Rustikagliederung, mittig Hauseingang, darüber zweigeschossiger Erker mit Balkon und Brüstung, Brüstung mit Balustern, Gurtgesims, Fensterverdachungen mit Dreiecksgiebeln bzw. waagerechtem Gebälk, sehr guter Originalzustand mit Ausnahme der Dachgestaltung, platzprägend. | 09230262 |
| Weitere Bilder                          | Bronzestatue und reliefierte Steinblöcke auf Postament | Katharinenkirchhof (Karte)                 | bez. 1983                                                | erinnern an den 1525 hingerichteten Theologen und Bauernführer Müntzer, markantes Spätwerk der DDR-Kunst, auch gestalterisch anspruchsvoll, kunsthistorisch und künstlerisch von Bedeutung. Die Bildwerke des Thomas-Müntzer-Denkmals in Zwickau wurden von dem Bildhauer Jürgen Raue geschaffen. Eine Arbeit des Künstlers „Die Befreiung“ stand bis 1989 in der Gedenkstätte des Vernichtungslagers Auschwitz. Seit kurzem befindet sie sich in Potsdam. Der 1939 in Dresden geborene Künstler lebt heute in Berlin (2. September 2013). | 09304812 |
| Weitere Bilder                          | Katholische Kirche | Katharinenkirchhof 10 (Karte)              | 1887–1889                                                | zeittypische Saalkirche in Klinkermischbauweise mit markantem Dachreiter, markantes Beispiel historisierender Kirchbaukunst aus der zweiten Hälfte des 19. Jahrhunderts, baugeschichtlich und künstlerisch bedeutend. Der König Friedrich August III. ließ die Kirche mit einem Aufwand von 3300 Thalern errichten. Deren Grundsteinlegung erfolgte 6. Mai 1820 und die Einweihung am 1. Oktober 1820. | 09231475 |
| Weitere Bilder                          | Einzeldenkmale in Sachgesamtheit Schloss Osterstein: Westliches Magazingebäude mit Resten der neuen Gerichtsfronfeste | Katharinenkirchhof 12 (Karte)              | 1824 (westliches Magazingebäude)                         | bau- und stadtgeschichtlich von Bedeutung (siehe auch Sachgesamtheitsdokument obj 09300938). ehem. östliches Magazingebäude: zweigeschossiges Putzgebäude über winkelförmigem Grundriss mit schiefergedecktem Mansardenwalmdach, ursprünglich auch Wohnung des Hauspredigers und des Werkmeisters, Abbruch Juni 2006. - ehem. westliches Magazingebäude: zweigeschossiges Putzgebäude über L-förmigem Grundriss mit schiefergedecktem Mansardenwalmdach, teilunterkellert, 1824 unter Einbeziehung von Teilen der Amtsfronfeste errichtet, für die Aufbewahrung von Mehl und Proviantvorräten bestimmt, ursprünglich auch Wohnung des Hausarztes (zuständig für die Gesundheit der Gefangenen und des Personals der Corrections- und Arbeitsanstalt), später im Obergeschoss zwei Aufseherwohnungen eingerichtet. - Gerichtsfronfeste: Amtsfronfeste Amt Zwickau vor 1770 erbaut. | 09231474 |
| Weitere Bilder                          | Drei Brunnen | Katharinenstraße (Karte)                   | 1984 (Bierbrauerbrunnen)                                 | Gestalterisch markante und wohl als thematisches Ensembles gedachte Anlagen mit figürlichem Schmuck, von künstlerischer und städtebaulicher Bedeutung. Die Anlage der drei Brunnen entstand im Zusammenhang mit der Umgestaltung des Zwickauer Stadtzentrums zu DDR-Zeiten. Nach Flächenabriss war am 28. September 1979 Grundsteinlegung für das Neubaugebiet „Alter Steinweg“. Der historische Grundriss wurde weitestgehend negiert, die Katharinenstraße in Wilhelm-Pieck-Straße umbenannt (seit 1993 wieder Katharinenstraße). 1984 entstanden die Brunnenanlagen, einerseits als zeitgenössische Kunst im neuen Stadtraum, andererseits wohl insbesondere auch als Erinnerung an Handwerke, die in der Geschichte die Bedeutung Zwickaus prägten. | 09302855 |
| Weitere Bilder                          | Wohnhaus (mit Ausstattung) in Ecklage und in halboffener Bebauung, zeitweise Posthalterei | Katharinenstraße 27 (Karte)                | um 1530                                                  | Renaissancebau mit reicher Ausstattung (Laubengänge im Hof, Sitznischenportal, Deckenmalereien), von großer hausgeschichtlicher und baukünstlerischer Bedeutung. Renaissance-Bürgerhaus, um 1530 durch Zusammenlegen zweier älterer Bürgerhäuser entstanden, Laubengänge im Hof 17. oder 18. Jh., Rundbogenportal mit Sitznischen, Kopie von W. Hempel aus Dresden 1962, Original von Paul Speck 1540–1545, Nutzung als Posthalterei 1883–1922. Bei umfassenden Restaurierungsarbeiten in den Jahren 1984–1989 wurden originale Deckenmalereien aus der Zeit der Renaissance freigelegt, restauriert und kopiert. | 09231158 |
| Weitere Bilder                          | Kirche mit Ausstattung | Katharinenstraße 34 (Karte)                | 1212–1219                                                | dreischiffige, spätgotische Hallenkirche mit in Resten erhaltener hochgotischer Bausubstanz, von großer baugeschichtlicher, baukünstlerischer, stadtgeschichtlicher und städtebaulicher Bedeutung. Der Denkmalwert der Katharinenkirche einschließlich ihrer Ausstattung ergibt sich aus der geschichtlichen, künstlerischen, wissenschaftlichen und städtebaulichen Bedeutung. Die Katharinenkirche gehört in die Reihe der sehr wenigen südwestsächsischen Sakralbauten, die ihr Gepräge in hochgotischer Zeit erhielten. Den zwischen 1250 und 1350 üblich werdenden lang gestreckten, gerade geschlossenen und nunmehr zumeist auch überwölbten Chor zeigen neben der Zwickauer Katharinenkirche in der Region nur noch einzelne Kirchen. Die mittelgroße dreischiffige spätgotische Hallenkirche mit Resten eines um 1200 errichteten Vorgängerbaus wurde vollständig in Sandstein aufgeführt. Der im 13. Jahrhundert erneuerte Turm erhielt im 19. Jahrhundert sein heutiges Erscheinungsbild. 1403 wurde die Kirche bei einem Stadtbrand stark zerstört. Beim Wiederaufbau zwischen 1460 und 1480 blieben die Sakristei und der Chorraum erhalten, beide Teile wurden in den Neubau integriert. Durch die zeitweise Nutzung als Schlosskirche und bedingt durch die Reformation erfolgten 1561 und 1569 unter Philipp Hoffmann Veränderungen im Inneren. Bei einer Instandsetzung im 17. Jh. wurden die Schäden des Dreißigjährigen Krieges und eines Muldehochwassers von 1661 behoben, gleichzeitig wurden Chorschranken neu errichtet. Während die barocke Innenausstattung 1834/35 entfernt wurde, blieb der Außenbau unverändert erhalten. Mit dem Ziel einer Regotisierung wurden unter dem Architekten Heinrich Trautzsch und dem Stadtbauinspektor Otto Heinze 1852–1856 An- und Umbauten entfernt, dabei erfolgte allerdings auch der Abriss des spätromanischen Westbaus. Unter der Leitung von Oskar Mothes erfolgte 1893/94 die Restaurierung des Innenraums mit dem gleichen Ziel einer Regotisierung. Die Gesamtinstandsetzung 1956–1967 folgte dem Konzept von Otto Mothes, wobei die Pläne zur Regotisierung des Innenraumes aufgegeben wurden. Mit ihrer zierlich-feingliedrigen äußeren Erscheinung, ihrem Steildach und den charakteristischen Spitzhelmen von Turm und Dachreiter prägte die Katharinenkirche ursprünglich neben der Marienkirche die Altstadtsilhouette Zwickau entscheidend. Diese städtebauliche Prägung ging durch die Neubebauung der 1970er-Jahre verloren, wobei die Kirche durch ihre Isolation inmitten von Neubauten ein eindrucksvolles stadtgeschichtliches Zeugnis blieb. Die Kirche erlangt als herausragender Vertreter seiner Entstehungszeit eine überregionale baugeschichtliche und baukünstlerische Bedeutung. Hervorzuheben ist die handwerklich-künstlerische Qualität von Entwurf und Ausführung, der hohe Grad an Originalität und die prägende städtebauliche Situation zwischen Altstadtkern, Schloss und nachträglichem Neubau. Das hohe Alter der Kirche und die damit verbundene Singularität und die überregionale Vorbildhaftigkeit für die Tradition sächsischer Baukunst in hochgotischer Zeit begründen die national bedeutsame Denkmalwürdigkeit der Katharinenkirche. Die Kirche erlangt als herausragender Vertreter seiner Entstehungszeit eine überregionale baugeschichtliche und baukünstlerische Bedeutung. Hervorzuheben ist die handwerklich-künstlerische Qualität von Entwurf und Ausführung, der hohe Grad an Originalität und die prägende städtebauliche Situation zwischen Altstadtkern, Schloss und nachträglichem Neubau. Das hohe Alter der Kirche und die damit verbundenen Singularität und die überregionale Vorbildhaftigkeit für die Tradition sächsischer Baukunst in hochgotischer Zeit begründen die national bedeutsame Denkmalwürdigkeit der Katharinenkirche. LFD/2008 (Quellen: Steffi Haupt und Dr. Thörmer-Balogh). Die Katharinenkirche wurde vor 1219 errichtet. Ab 1460 wurden die Schäden des Stadtbrandes von 1403 beseitigt und gleichzeitig der Chorraum verlängert, sowie der Dachreiter aufgesetzt. Die nunmehr dreischiffige gotische Hallenkirche aus Sandstein erreichte damit ihre heutige Größe von etwa 40 m Länge und 12 m Höhe. Der Turm ist 62 m hoch. Zu den wertvollsten Inneneinbauten und Kunstwerken zählen die Sakristei (nach 1328), die Holzplastik des „Auferstandenen Christus“ von Peter Breuer (1497), der Altar von Lucas Cranach d. Ä. (1517, seit 1534 in der Kirche), sowie der Taufstein und die Kanzel von Paul Speck (1538). 1852–1856 wurde die Kirche zur Herstellung eines rein gotischen Charakters umgebaut. Zu diesem Zwecke wurde z. B. der spätromanische Westbau beseitigt und an dieser Stelle neue Fenster eingebaut, welche Kopien der Fenster des nördlichen Seitenschiffes waren. Federführend war zu Beginn Architekt Heinrich Trautzsch und später Stadtbaudirektor Otto Heinze. Im Jahre 1894 wurde durch den Baurat Dr. Mothes im Südwesten ein historisierend spätgotisch angepasstes rundes Treppenhaus als neuer Emporenzugang angefügt. Kurzfassung der Angaben zur Nationalen Bedeutung „Die Kirche erlangt als herausragender Vertreter seiner Entstehungszeit eine überregionale baugeschichtliche und baukünstlerische Bedeutung. Hervorzuheben ist die handwerklich-künstlerische Qualität von Entwurf und Ausführung, der hohe Grad an Originalität und die prägende städtebauliche Situation zwischen Altstadtkern, Schloss und nachträglichem Neubau. Das hohe Alter der Kirche und die damit verbundenen Singularität und die überregionale Vorbildhaftigkeit für die Tradition sächsischer Baukunst in hochgotischer Zeit begründen die national bedeutsame Denkmalwürdigkeit der Katharinenkirche.“ Autor: N. Oelsner, (LFD, 14. Juli 2008) Im Mai 1520 predigte Müntzer in Vertretung von Johannes Sylvius Egranus in der Marienkirche in Zwickau. Als Egranus zurückkehrte, wechselte Müntzer an die Katharinenkirche. Dort in Zwickau hatte Müntzer jetzt ein großes Forum, das er auch nutzte. Er hatte engen Kontakt zu Nikolaus Storch, einem führenden Mitglied der Zwickauer Propheten. Im Lauf des Jahres bekam Müntzer Schwierigkeiten mit dem Orden der Franziskaner und mit seinem Kollegen Egranus. Als ihn zusätzlich der Stadtrat von Zwickau des Aufruhrs verdächtigte, wurde er 1521 aus der Stadt vertrieben. Seinen letzten Sold quittierte er stolz mit „Thomas Müntzer, qui pro veritate militat in mundo“ („Thomas Müntzer, der für die Wahrheit in der Welt kämpft“): [Quelle: Wikipedia] | 09231159 |
| Weitere Bilder                          | Kornhaus mit Grundmauern des einstigen Kanonenturms | Katharinenstraße 44a (Karte)               | 1481 Dendro                                              | spätgotischer Kornspeicher, auch Teil der Stadtbefestigung, später zum Gefängnis Schloss Osterstein gehörend, von großer baugeschichtlicher, städtebaulicher und stadtgeschichtlicher Bedeutung. Das ehemalige Zwickauer Kornhaus wurde 1480/81 auf Kosten des Zwickauer Bürgers und kurfürstlichen Amtshauptmannes Martin Römer zur Nutzung durch die Stadtgemeinde errichtet. Es befindet sich in städtebaulich hervorgehobener Lage und markiert mit dem ehemaligen landesherrlichen Schloss Osterstein die Nordostecke der spätmittelalterlich-frühneuzeitlichen Stadtanlage von Zwickau. Das Kornhaus war dabei durch seinen Standort im Zwingerbereich zugleich Bestandteil der Zwickauer Stadtbefestigungsanlage. Mit seiner Länge von 64 m, einer Breite von ca. 18,9 m, einer Traufhöhe von ca. 11,6 m und einer Firsthöhe von ca. 27,4 m ist es der größte mittelalterliche Profanbau Zwickaus und zugleich der größte Kornhausbau Sachsens. Bei Kornhäusern handelt es sich um große Speicherbauten, die der Bevorratung von Getreide dienten, vielfach aber auch weitere Funktionen übernahmen. Das Zwickauer Kornhaus wurde entsprechend vor allem auch als Zeughaus, d. h. Waffenarsenal der Stadt Zwickau genutzt. Das spätgotische Gebäude besitzt gemäß seiner Funktion als Speicherbau keine aufwendig gestalteten Architekturdetails. Der Denkmalwert und zugleich die nationale Bedeutung des Bauwerkes ergeben sich aus Folgendem: - Das Zwickauer Kornhaus ist der größte mittelalterliche Kornhausbau Sachsens und einer der größten derartigen Speicherbauten der Bundesrepublik Deutschland - sehr guter Originalbestand, bemerkenswert insbesondere das weitgehend erhaltene, gewaltige spätmittelalterliche Dachwerk (1480/81) mit ursprünglich sechs Speicherböden - Konstruktionsgeschichtlich ist dieser Dachstuhl eines der frühesten Dachwerke Deutschlands dieser Dimension mit doppelt liegendem Dachstuhl - Stadt- und baugeschichtlich außerordentlich bedeutsam als größter mittelalterlicher Profanbau Zwickaus - Städtebaulich prägend auf Grund seiner dominanten Lage und dem Volumen seines Baukörpers, Im Oktober 1813 wurde neben anderen Gebäuden in Zwickau auch im Niederen Kornhaus ein Lazarett für Verwundete der Völkerschlacht bei Leipzig eingerichtet. 1835/36 wurde das Niedere Kornhaus zum „Zuchthaus und zwar für 200 Individuen männl. Geschlechts“ umgebaut und der Königlichen Strafanstalt angeschlossen. LfD/2009. | 09301893 |
| Weitere Bilder                          | Renaissance-Bürgerhaus mit Gaststätte in geschlossener Bebauung | Klosterstraße 1 (Karte)                    | um 1550                                                  | Putzbau mit markantem Holzerker und Wappendarstellungen der Familien Pfefferkorn und Wildeck sowie profiliertem Steinportal, später Praxis des Stadtarztes Eusebius Wildeck, baugeschichtliche, stadtgeschichtliche und personengeschichtliche Bedeutung. im Erdgeschoss heute Gaststätte, ursprünglich Laden, dort Fensterachsen vergrößert, in der Mitte der Traufseite profiliertes Rundbogenportal mit Prellsteinen, im 1. Obergeschoss profilierte Fenstergewände sowie Holzerker mit Butzenscheibe n, unter dem Erker zwei Reliefs mit Wappen der Familien Pfefferkorn und Wildeck, ehemaliges Wohnhaus des kurfürstlichen Feldhauptmannes Pfefferkorn, später Praxis des Stadtarztes Eusebius Wildeck. | 09231250 |
| Weitere Bilder                          | Platzanlage | Kornmarkt (Karte)                          |                                                          | spätmittelalterliche Platzanlage mit heute heterogener Bebauung von stadtgeschichtlicher und städtebaulicher Bedeutung. | 09247788 |
| Weitere Bilder                          | Zwei Renaissancebürgerhäuser mit gemeinsamem Eingang und wertvoller bauzeitlicher Ausstattung | Kornmarkt 5; 6 (Karte)                     | um 1500                                                  | Putzbauten mit Rundbogenportal von bauhistorischer und städtebaulicher Bedeutung. Heute Verwaltungsgebäude der HTW | 09230455 |
|                                         | Wohn- und Geschäftshaus in geschlossener Bebauung | Magazinstraße 1a (Karte)                   | um 1900                                                  | Dreigeschossiger, mit glasierten Ziegeln verblendeter Bau von baugeschichtlichem und städtebaulichem Wert. Dreigeschossig, fünf Achsen, weiß/gelber Klinker in beiden Obergeschossen, Erdgeschoss Putznutung und originale Ladenfront, originale Haustür – zweiflügelig mit Glaseinsatz und Oberlicht, Fensterverdachungen in den Obergeschossen mit waagerechtem Gebälk, Dreieckgiebel- und Segmentbogenverdachung, einachsiger Dacherker mit volutenartigem Abschluss. | 09231517 |
|                                         | Mietshaus in geschlossener Bebauung | Magazinstraße 3 (Karte)                    | 1902                                                     | mit nachträglichem Ladeneinbau, dreigeschossiger Klinkerbau von baugeschichtlichem und städtebaulichem Wert. Dreigeschossig, fünf Achsen, relativ schlichte Gestaltung, im 1. Obergeschoss in den Fensterbrüstungen eingestellte Baluster, Erdgeschoss mit entstellendem Ladeneinbau, Haustür original, zweiflügelige Holztür mit Glaseinsätzen und Oberlicht. | 09231519 |
| Direkt Bild zu diesem Denkmal hochladen | Wohnhaus in geschlossener Bebauung | Magazinstraße 4 (Karte)                    | um 1800, evtl. ältere Teile                              | mit nachträglichem Ladeneinbau, schlichter, zeittypischer Putzbau von baugeschichtlicher Bedeutung. Zweigeschossig, vier Achsen, im Erdgeschoss zwei große Schaufenster eingebrochen sowie große Toreinfahrt, Satteldach, ohne wesentliche Gestaltungselemente. | 09231521 |
|                                         | Mietshaus in geschlossener Bebauung | Magazinstraße 6 (Karte)                    | 1882                                                     | mit Laden, original erhaltener, zeittypischer Putzbau von baugeschichtlichem und städtebaulichem Wert. Dreigeschossig, fünf Achsen, im Erdgeschoss Laden, vielleicht aus der Erbauungszeit, seitlich angeordnet zweiflügeliges Tor mit gesprosstem Oberlicht, in beiden Obergeschossen aufwändig gestaltete Fenstereinfassungen mit vorspringenden Sohlbänken, waagerechten Fensterverdachungen bzw. Verdachungen durch Segmentbögen und Dreieckgiebel, teilweise Gaffköpfe, die Konsolsteine unter den Sohlbänken fehlen, unter den Fenstern des 1. Obergeschoss Putz-Stuck-Ornamentik. | 09231523 |
| Weitere Bilder                          | Wohnhaus in geschlossener Bebauung | Magazinstraße 7 (Karte)                    | um 1600                                                  | original erhaltenes Fachwerkhaus von großer baugeschichtlicher und stadtgeschichtlicher Bedeutung. Zweigeschossig, Erdgeschoss massiv mit profilierten Fenstergewänden, vermutlich erneuert, Fachwerkobergeschoss mit regelmäßigen Ständern und wenigen Streben und profiliertem Kranzgesims, geschweiftes Satteldach. | 09231524 |
| Direkt Bild zu diesem Denkmal hochladen | Platzanlage | Marienplatz (Karte)                        |                                                          | mittelalterliche Platzanlage mit mittelalterlicher und neuzeitlicher Bebauung, von stadtgeschichtlicher und städtebaulicher Bedeutung, mit Domhof eine Einheit bildend (die zugehörigen Einzeldenkmale siehe Einzeldenkmalliste unter »Marienplatz«). an der Ostseite des Domes Straßenweitung hinter der Kirche, mit dem Domhof eine einheitliche Platzanlage bildend, die Bebauung heute überformt, teilweise im Inneren der Gebäude noch mittelalterliche Gebäudereste. | 09247806 |
| Direkt Bild zu diesem Denkmal hochladen | Wohn- und Geschäftshaus in Ecklage mit Laden | Marienplatz 1 (Karte)                      | 1840 Dendro                                              | Ursprünglich Hotel »Zur Post«. Städtebaulich dominanter, maßgeblich durch den Umbau geprägter Putzbau mit bemerkenswerten plastischen Dekorationen. Im Inneren Wandbild (Sgraffito) »Stadtsilhouette Zwickau« aus der Umbauphase, zudem bemerkenswerte, da seltene Ladeneinrichtung erhalten. Baugeschichtlich und ortsgeschichtlich von Bedeutung. Zeitweise Posthalterei. | 09231369 |
|                                         | Wohn- und Geschäftshaus | Marienplatz 4 (Karte)                      | bez. 1899                                                | zeittypischer, aufwändig gestalteter Bau mit veränderter Erdgeschosszone, baugeschichtlich und städtebaulich von Bedeutung. bezeichnet: „HM/1899“ | 09231367 |
| Weitere Bilder                          | Kaufhaus (Anschrift: Hauptstraße 7/9 und Marienplatz 6/8) | Marienplatz 6; 8 (Karte)                   | 1922–1924 Fassade Hauptstraße                            | mit zwei verschiedenen Hauptfassaden in zwei unterschiedlichen Stilrichtungen, klar gegliederter, repräsentativer Geschäftsbau in sehr gutem Originalzustand, baugeschichtlich und ortsgeschichtlich von Bedeutung. Fassade zur Hauptstraße von 1922–1924 in Sandstein und Travertin, Fassade zum Marienplatz von 1932 in Stahlbeton und Glas, Ansicht Hauptstraße: viergeschossig, 18-achsig, Erdgeschoss neun Schaufenster, dazu zwei Durchgänge Abschluss mit Gesims, 1. u. 2. Obergeschoss: 20-teilige Fenster, original, verbunden mit schlichten Kolossalpilastern, Abschluss mit gezacktem Dekorband und Gesims mit Dreiecksprofil, 3. Obergeschoss: vierteilige Fenster, original, dazwischen Fortsetzung der Pilaster, Dach: Acht Dachgauben mit Dreiecksabschluss, in 3. und 4. Achse links Aufzugsaufbau, Ansicht Marienstraße: viereinhalbgeschossig (mit Mezzanin), sechsachsig, Erdgeschoss: Werksteinverkleidung, abgeschlossen mit Gesims, sechs große Tür- und Fensteröffnungen, Obergeschoss: Travertinverkleidung, querrechteckige Fenster mit symmetrischer Teilung an rechter Achse, Signet (Werbung) aus blauen Dreiecken mit Leuchtreklame, Mezzanin: Zwei Fenster pro Achse. | 09231168 |
|                                         | Wohn- und Geschäftshaus | Marienplatz 10 (Karte)                     | bez. 1903                                                | mit Erker, Bleiglasfenstern im Treppenhaus, originale Schaufensterrückwand mit Bleiverglasung und aufwendiger Jugendstilfassade von städtebaulichem und baugeschichtlichem Wert. bezeichnet an Fassade „GM/1903“. | 09231368 |
|                                         | Wohn- und Geschäftshaus in geschlossener Bebauung | Marienstraße 5 (Karte)                     | 1879, Umbau unter Einbeziehung zweier Vorgängerbauten    | repräsentativer, breit lagernder Putzbau von baugeschichtlicher Bedeutung. ursprüngliche Hausnummer 239 | 09231345 |
|                                         | Wohnhaus in geschlossener Bebauung | Marienstraße 7 (Karte)                     | 18. Jh.                                                  | mit nachträglichem Ladeneinbau (vermutlich im Kern mittelalterlich), städtebaulich und baugeschichtlich von Bedeutung. | 09231346 |
|                                         | Wohnhaus in geschlossener Bebauung | Marienstraße 13 (Karte)                    | bez. 1544                                                | mit nachträglichem Ladeneinbau, mittelalterliches Haus von stadt- und baugeschichtlicher Bedeutung. | 09231349 |
| Weitere Bilder                          | Kaufhaus | Marienstraße 16; 18; 20 (Karte)            | 1908                                                     | reich gegliederter, architektonisch anspruchsvoll gestalteter Geschäftsbau von großer baukünstlerischer, baugeschichtlicher und städtebaulicher sowie auch stadtgeschichtlicher Bedeutung (siehe auch Marienstraße 16/20). Viergeschossiges Warenhaus mit aufwändiger Fassadengestaltung, Erdgeschoss mit durchgehender Schaufensterfront, durch Gesims von den anderen Geschäftsetagen getrennt, die oberen Etagen bilden durch die verschiedenen Architekturelemente eine Einheit, die Fenster wurden gruppiert durch Säulen und mehrfach profilierte Lisenen mit Blendbögen, unterschiedliche Fensterformen und -formate, 1. Obergeschoss Rundbogenfenster, Zwillingsfenster mit eingestellten Säulen, 2. Obergeschoss Rechteckfenster hinter Blendarkaden und Säulen, 3. Obergeschoss Rundfenster sowie Fenstererker, vorkragendes Dach auf plastisch ausgebildeten Konsolsteinen, wichtig für Erscheinungsbild ist der Wechsel der Farben und Materialien: Sandstein, rote Granitsäulen usw. | 09231173 |
| Direkt Bild zu diesem Denkmal hochladen | Wohnhaus in geschlossener Bebauung | Marienstraße 26 (Karte)                    | 1834                                                     | mit Ladeneinbau, äußerlich überformt mit wesentlichen Bestandteilen von 1843, städtebaulich und baugeschichtlich von Bedeutung. Türportal von 1834, Haustür von 1934 sowie Treppenhaus und Kellertonne. | 09231355 |
| Direkt Bild zu diesem Denkmal hochladen | Mietshaus in geschlossener Bebauung | Marienstraße 35 (Karte)                    | 1889                                                     | mit Laden, repräsentativer Klinkerbau in gutem Originalzustand, baugeschichtlich und städtebaulich von Bedeutung. | 09231358 |
|                                         | Wohn- und Geschäftshaus in geschlossener Bebauung | Marienstraße 41; 43 (Karte)                | 1881                                                     | repräsentativer Putzbau mit reich gegliederter Fassade, städtebaulich und baugeschichtlich von Bedeutung. Dreigeschossiger, breit gelagerter Putzbau mit aufwändiger Fassadengestaltung, im Erdgeschoss große Ladenzone, verändert, ausgebautes Dachgeschoss – Dacherker über fünf Achsen, kleine Gauben. | 09231361 |
|                                         | Wohnhaus in geschlossener Bebauung, in Ecklage | Marienstraße 48 (Karte)                    | vor 1500 (Keller, Erdgeschoss)                           | mit Ladeneinbau, im Kern spätmittelalterlich, baugeschichtlicher Wert. schlichter Putzbau, mehrfach überformt, im Kern spätmittelalterlich, Kellertonne 2,70 m × 3,50 m, dominante städtebauliche Lage. | 09231362 |
| Weitere Bilder                          | Mietshaus in geschlossener Bebauung, in Ecklage | Marienstraße 49 (Karte)                    | 1877                                                     | mit Laden, zeittypisches Geschäftshaus in sehr gutem Originalzustand, städtebaulich und baugeschichtlich bedeutsam. Dreigeschossiger Putzbau mit reich gegliederter Fassade: Putznutung, Putzlisenen, polygonale Eckausbildung mit Laden im Erdgeschoss, waagerechte Fensterverdachungen sowie am Erker im 1. Obergeschoss Segmentgiebelverdachung, Ecke überhöht, als Eckgebäude von wesentlicher städtebaulicher Bedeutung. | 09231363 |
|                                         | Wohnhaus in geschlossener Bebauung | Marienstraße 50 (Karte)                    | bez. 1476                                                | mit Ladeneinbau und Bohlenstube im 1. Obergeschoss, heute Gaststätte, einfacher Putzbau mit sehr steilem Satteldach von großem bauhistorischem Wert. schlichter Putzbau, im Kern mittelalterlich mit erhaltener Bohlenstube im 1. Obergeschoss. | 09231364 |
|                                         | Wohnhaus | Marienstraße 52 (Karte)                    | um 1470                                                  | einfache Putzbauten mit steilen Satteldächern mittelalterlichen Ursprungs. | 09231365 |
|                                         | Wohnhaus in geschlossener Bebauung | Marienstraße 54 (Karte)                    | 1470                                                     | mit Ladeneinbau, spätmittelalterliches Wohnhaus, nur Erdgeschoss noch erhalten, baugeschichtlich bedeutsam. | 09231366 |
| Weitere Bilder                          | Wohn- und Geschäftshaus, ehemals Warenhaus »Hahn« | Marienstraße 72 (Karte)                    | um 1930                                                  | repräsentativer Putzbau in gutem Originalzustand in für Zwickau seltener Bauweise von baugeschichtlicher und ortsbildprägender Bedeutung. | 09231343 |
|                                         | Mietshaus in geschlossener Bebauung | Münzstraße 1 (Karte)                       | 1893                                                     | mit Laden, viergeschossiger Klinkerbau von baugeschichtlicher Bedeutung. viergeschossig, vier Achsen, orangerote Klinkerfassade mit Sandsteinfenstereinfassungen, waagerechte Fensterverdachungen im 1. Obergeschoss, Dekorationen aus braun glasierten Klinkern, profiliertes Trauf- und Gurtgesims, Fenster dem Original nachempfunden, originale Hauseingangstür in der rechten Achse, einflügelig mit Bleiglasfüllungen und bleiverglastem Oberlicht, links kombiniertes Ladeneingangs- / Schaufensterelement mit zwei filigranen originalen Gussstützen, Sanierung 1998. | 09230729 |
|                                         | Wohnhaus in geschlossener Bebauung, mit Anbau zum Hof | Münzstraße 2 (Karte)                       | bez. 1568, im Kern älter                                 | spätmittelalterliches Bürgerhaus mit nachträglichem Ladeneinbau und rückwärtigem zweigeschossigen Anbau, dreigeschossiger Putzbau mit repräsentativer Ladenfront, Fenster mit profilierten Sandsteingewänden aus der Erbauungszeit, von baugeschichtlicher Bedeutung. dreigeschossig, 1. Obergeschoss fünf Achsen, 2. Obergeschoss vier Achsen (1857 von fünf auf vier reduziert), Putzfassade mit profilierten Sandsteingewänden (im 2. Obergeschoss gekreuzte Stäbe), gründerzeitliche Ladenfront mit Sandsteinverkleidung, profiliertes Gurtgesims mit Zahnschnittfries und Konsolen, originale Holzbalkendecken teilweise mit Bemalung, (bei der Sanierung 1996 widerrechtlich entfernt), in dieser Phase auch unsachgemäßer Umgang mit dem Dachstuhl (nur in Resten erhalten), im 1. Obergeschoss zwischen den Fenstern an einer Säule im Kapitell bezeichnet „B.1.5.68.AR.“ – 1568, In den bis zur Sanierung 1996 vorhanden gewesenen Hintergebäuden befanden sich die Werkstätten der 1820 gegründeten Hutfabrik E. Hösler zur Herstellung von Klapp- und Seidenhüten. | 09230730 |
| Weitere Bilder                          | Mietshaus in geschlossener Bebauung | Münzstraße 4 (Karte)                       | 1885                                                     | mit Laden, aufwändig gestalteter Klinkerbau mit reichen Dekorationen aus Formklinkern, baugeschichtlich von Bedeutung. viergeschossiger, dreiachsiger, auf Grund seiner Höhe und seiner Fassadengestaltung an den Straßenzug nicht angepasster gründerzeitlicher Klinkerbau mit reichen Dekorationen u. a. Mäanderfries, Eichenlaubfries und Blumenfries zwischen den Stockwerken, Konsolfries unter dem Traufgesims sowie Fenstereinfassungen u. a. mit Akroterienbekrönung und verzierten Brüstungsfeldern mit Löwenkopf und floraler Ornamentik im 1. Obergeschoss, neues Schaufensterelement, Hauseingangstür zurückgesetzt, Sanierung 1993. | 09230731 |
|                                         | Wohnhaus in geschlossener Bebauung | Münzstraße 6 (Karte)                       | 16. Jh.                                                  | spätmittelalterliches Bürgerhaus, Erdgeschoss durch Ladeneinbau gestört, dreigeschossiger Putzbau mit profilierten Sandsteingewänden der Fenster und zum Teil bauzeitlicher Innenausstattung, von bauhistorischer Bedeutung. Bei dem Kulturdenkmal handelt es sich um ein im Kern im Wesentlichen erhaltenes, dreigeschossiges Zwickauer Bürgerhaus von fünf Fensterachsen des ausgehenden 15. Jahrhunderts. Es ist Teil eines des ältesten und einzig wenig verfälschten Innenstadtkarrees unmittelbar in der Nähe von Dom St. Marien und Priesterhäusern. Das repräsentative bürgerliche Wohn- und Geschäftshaus bildete ursprünglich mit dem 1998 leider abgebrochenem Hintergebäude Domhof 3A einen Wirtschaftshof und damit eine städtebauliche wie funktionelle Einheit. Das Anwesen unterlag mehreren Umbauten. Im Jahre 1880 wurde das Erdgeschoss des Hauptgebäudes wesentlich verändert. Dabei wurde die Erdgeschoss-Fassade nahezu entfernt und gründerzeitlich umgebaut, ein mittiger Flur angelegt sowie ein massiver Treppenhaus- und Toilettenanbau errichtet. Ein weiterer Umbau im Jahre 1913 führte zur völligen Änderung der Grundrissstruktur im Erdgeschoss Hierbei wurde der Flurbereich an die linke Giebelwand verschoben, die Schaufensterfront nochmals erweitert und leider auch der Wendelstein entfernt. In Vorbereitung einer 1985 erfolgten umfassenden Sanierung konnten im Erdgeschoss und 1. Obergeschoss bauzeitliche bemalte Holzbalkendecken, ehemalige Türgewände der ursprünglichen hofseitigen Außenwand und eine bis dahin vermauerte Renaissancesäule im 1. Obergeschoss freigelegt werden. Die Sanierung wie auch die letzte größere Baumaßnahme 1994 erfolgten nicht in jedem Falle denkmalgerecht, führten aber im Wesentlichen auch nicht zu weiteren Substanzverlusten. | 09230732 |
| Weitere Bilder                          | Wohnhaus in geschlossener Bebauung und Hinterhaus | Münzstraße 8 (Karte)                       | vermutlich Ende 16. Jh.                                  | dreigeschossiger Putzbau mit nachträglichem Ladeneinbau, im Kern spätmittelalterliches Bürgerhaus, im 19. Jahrhundert überformt, von bauhistorischer Bedeutung. dreigeschossig, fünf Achsen, Gurtgesims aufgeputzt, im Erdgeschoss Ladenfront 1878 mit kannelierten Pilastern und Kapitellen, die Schaufenster verändert, Kunststofffenster, die Fenstergewände vermutlich aus dem 16. Jahrhundert, überformt bzw. abgearbeitet, Hauseingangstür Kunststoff, Hintergebäude: dreigeschossig, sieben Achsen, Putzfassade. | 09230733 |
|                                         | Wohnhaus in geschlossener Bebauung, mit Torbogen als Hofzugang am Domhof | Münzstraße 10 (Karte)                      | vor 1850                                                 | dreigeschossiger Putzbau mit nachträglichem Ladeneinbau, vermutlich spätmittelalterlicher Kern, im 19. Jahrhundert überformt, von baugeschichtlicher Bedeutung. dreigeschossig, vier Achsen, die Straßenfassade im 19. Jahrhundert überformt, qualitätvolle Gestaltung mit Putzlisenen, kräftig profilierten Gesimsen, auf den Lisenen Gaffköpfe – ein für Zwickau typisches Schmuckelement, ein Gaffkopf davon beschädigt, mit Konsolsteinen am Kranzgesims, an der Rückseite zum Domhof Torbogen aus gelben Klinkern mit aufwändigem Simsabschluss sowie Abdeckung aus Dachziegeln und Zierfirststeinen, für Zwickau singulär. | 09230734 |
| Weitere Bilder                          | Wohnhaus in Ecklage | Münzstraße 12 (Karte)                      | 1496 Dendro                                              | Kopie eines spätgotischen Bürgerhauses unter Einbeziehung historischer Bauteile (insbesondere originaler Dachstuhl erhalten), spitzwinklig, in den Straßenraum hineinragender, dreigeschossiger Putzbau von stadtgeschichtlicher und städtebaulicher Bedeutung. Wiederaufbau 1968–1969 durch WBK Glauchau unter Verwendung originaler Bauteile (u. a. originaler Dachstuhl erhalten, Fälljahr der beprobten Hölzer 1496 d), dreigeschossiger Putzbau mit 3 × 1 × 3 Fensterachsen und hohem, geschweiftem, schiefergedecktem Satteldach, an der Schmalseite zwischen 1. und 2. Obergeschoss Relieftafel mit Ankermotiv als Handwerkszeichen für die von 1600 bis ins 20. Jahrhundert ansässigen Seilerfamilien, an der Münzstraße im 1. und 2. Obergeschoss Drillingsfenster mit Kielbogen und überhöhtem Mittelteil, an der Seite zum Domhof Inschrifttafel mit folgendem Text: „Dieses Haus im Volksmund Schiffchen genannt/ wurde um das Jahr 1485 erbaut und im Jahre 1968 von Grund auf erneuert.“ | 09230735 |
| Weitere Bilder                          | Gewandhaus, heute Theater | Neuberinplatz 1 (Karte)                    | 1522/1525 Dendro                                         | ursprünglich Zunfthaus der Tuchmacherinnung, seit 1863 Theater, den Platz maßgeblich prägender Putzbau mit bemerkenswertem Staffelgiebel, baugeschichtlich, kunstgeschichtlich und ortsgeschichtlich von Bedeutung. Frührenaissance mit gotischen Reminiszenzen. – Kaufhaus „Markthalle“ im Erdgeschoss, Saal für Zusammenkünfte der Bürgerschaft im 1. Obergeschoss. Ehemalige Nutzung: Salzlager, Geleitsamt, Ratswaage, Arrest, Exerzierhalle, Lazarett. – 1952/53 gründliche Restaurierung der Giebelfassade und Erweiterung der Bühne um 13 m, 1965 Anbau eines Seitenbühnengebäudes, 1973/74 umfassende Rekonstruktion des Theaters, ab 1823 regelmäßig für Theateraufführungen genutzt, ab 1863 Stadttheater, originales Rippengewölbe im Eingangsbereich, originaler Dachstuhl, zweigeschossig, fünfachsig, Portal in der Mittelachse, Werksteingewände mit ineinandergesteckten Stäben (mittelalterlich, gotisch), Ecksäulen, aufwendig verzierter Stufengiebel mit Pilastern, Spitzbogen- und Rechteckfenster 15-achsig, Zwillingsfenster, Dach schiefergedeckt, achtfache Schleppgauben Das ehemalige Zwickauer Gewandhaus liegt am Markt in städtebaulich wertvoller Umgebung und bildet einen baukünstlerischen Höhepunkt im Altstadtbereich. Es wurde 1522–1525 von Friedrich Schultheiss auf alten Bauresten errichtet. Der ehemals zweigeschossige Mauerwerksbau wird von dem hohen, fünf Etagen umfassenden Satteldach und der Fassadengestaltung (reich profilierte Gesimse und Gewände an Türen und Fenstern, Ecksäule u. a.) geprägt. Insbesondere der Nordgiebel akzentuiert mit seiner aufwändigen Renaissancezier und dem Dachreiter (von Johann Gottlieb Ohndorf) die südliche Front des Zwickauer Hauptmarktes. Es überrascht die Sozietät des Entwurfs wie der Ausführung und das geniale Können der Baumeister. Nicht Wetterunbilden oder normaler Verschleiß, sondern nutzungsbedingte Eingriffe schwächten das Jahrhunderte alte Bauwerk. Insbesondere die Änderung des Gewandhauses der Tuchmacher in ein Theater im 19. Jh. und die Umbauten der 2. Hälfte des 20. Jh. führten zu unwiederbringlichen Verlusten. Raumhöhen von etwa 5,0 m im Erdgeschoss verleiteten vor 1812 zum Einziehen einer Zwischenetage. Beim Umbau 1898 entsprachen die Höhen des Zuschauerraumes und des Zwischengeschosses nicht mehr den Ansprüchen. Durch das Herausschneiden von Teilen der originalen Decken- und Dachbalkenlage, aber auch durch die Anordnung von vier Fluchttreppenhäusern begann ein „Aushöhlen“ des Gebäudes. Trotz der nicht zu verkennenden Rigorosität des Repräsentationsanspruches achteten die Baumeister der Jahrhundertwende dennoch vorhandene Technologien und Konstruktionsprinzipien. Erst im Verlaufe der letzten Dezennien wurde ohne Ansehen des Bestandes derart geändert, dass lediglich die Umfassungsmauern, Teile der längs- und queraussteifenden Zwischenwände, etwa ein Halb der ehemaligen Erdgeschossdecke und ca. drei Viertel des Dachtragwerkes noch der Erbauungszeit zuordenbar sind. Der Wert des Kulturdenkmals wird aus einer Summe von Teilwertigkeiten gebildet, wobei die städtebauliche und stadtgeschichtliche Bedeutung neben der baugeschichtlichen und baukünstlerischen steht. Proportionierung und äußere Schmuckformen weisen das Haus klar als frühen Renaissancebau aus. Die hier weitgehend bewahrte Originalität ist auch im Inneren an der ehemaligen Geschossdecke, dem gewölbten Eingangsraum und am Dachtragwerk zu beobachten. Dachtragwerk und Geschossdecke haben dabei besonders herausgehobene Bedeutung, weil beide als sächsisch/thüringische Weiterentwicklung von Franken übernommener Tragsysteme gedeutet werden können. | 09230211 |
| Weitere Bilder                          | Wohnhaus in Ecklage und in geschlossener Bebauung | Neuberinplatz 1a (Karte)                   | 1477/1478 Dendro                                         | spätgotisches Bürgerhaus mit Portal, Vorhangbogenfenstern und fünfgeschossigem Treppengiebel, heute Standesamt und Verwaltungsbau, stadthistorisch und baugeschichtlich bedeutsam. mit Gaststätte im Erdgeschoss, Standesamt im 1. Obergeschoss und Verwaltungseinheiten, 1980 originalgetreuer Wiederaufbau des Treppengiebels, dreigeschossiger Putzbau mit Vorhangbogenfenstern und markantem Treppengiebel, früher unter Hauptmarkt 27. | 09230736 |
|                                         | Sachgesamtheit Stadtbefestigung: Pulverturm mit Stadtmauerrest an der Nicolaistraße sowie Reste der Stadtmauer in den Grundstücken Dr.-Friedrichs-Ringe 6, 8, 14 und Katharinenstr. 44 | Nicolaistraße (Karte)                      | vor 1500 (Pulverturm)                                    | von großer stadtgeschichtlicher Bedeutung Abriss zur Geschichte der Stadtbefestigung der Stadt Zwickau. - um 1290 erste bekannte Abbildung der Zwickauer Stadtbefestigung in Form des Siegelstempels des Zwickauer Rates - 1295 erste urkundliche Erwähnung einer Befestigung durch Stadtgraben und Stadtmauer - ab 1327 Erwähnung einer Stadtmauer und der Tore Oberes Thor (1329, 1332), Niederes Tor (1334), Frauentor (1330), Tränktor (1361) - ab 1536 Einfassung des Stadtgrabens mit einer äußeren Mauer - 1798 Beginn der Abtragung der Befestigungsanlage - 1799 Abtragen von 8 Basteien und Rondellen u. a. die große Klosterbastei oder der Mönchsturm, außerdem der Stadtmauergang, durch dessen Abbruch die Ringmauer vier bis sechs Ellen (reichlich zwei bis reichlich drei Meter) niedriger wurde, ebenso verfuhr man auch mit der Zwingermauer vom Rösselturm an abwärts - 1802/03 Aufteilung des Stadtgrabens in 34 oder 53 Parzellen und deren Veräußerung an Bürger der Stadt, Umwandlung in Gärten - 1808 Abbruch von drei Basteien im Oberen Zwinger, Teilen der Zwingermauer und des Bärenhäuterturms - 1839/40 Abtragung der letzten Teile der Zwingermauer - 1848 Abriss des Weißen Turms und Entstehung des so genannten Wagenplatzes Beschreibung der ehemaligen Stadtbefestigung Im Jahre 1212 wurde Zwickau erstmals urkundlich als Stadt (Oppidum) bezeichnet. Der betreffende Urkundentext lautet: „super oppido Zwickowe et ecclesia ejusdem oppidi.“ Damit fällt also die Erhebung zur Stadt dieser Urkunden zufolge in den Zeitraum zwischen den Jahren 1192 und 1212. Die Stadtentstehung stellt einen längeren Prozess dar, der bereits im späten 12. Jahrhundert einsetzte. Im Zuge des Stadtausbaus entstand auch die Stadtbefestigung. Es wurde vermutet, dass es sich zunächst um eine Palisadenwehr mit einer Erdumwallung und einem Wassergraben gehandelt haben könnte.32 Schriftliche Quellen mit Hinweisen auf einen solchen Aufbau finden sich jedoch nicht. Auch archäologische Untersuchungen konnten eine solche Annahme nicht bestätigen. Um 1290 entstand die erste bekannte Abbildung der Zwickauer Stadtbefestigung in Form eines Siegelstempels des Zwickauer Rates. Zu erkennen sind drei Stadttore in unterschiedlicher Gestaltung und Größe. Außerdem ist die Stadtmauer mit Zinnen dargestellt. Im Vordergrund ist eine wellenförmige Struktur erkennbar, die sicherlich den wassergefüllten Stadtgraben darstellt. Offensichtlich war bereits eine steinerne Befestigung der Stadt entstanden. 1295 wurde erstmals eine Befestigung durch Stadtgraben und Stadtmauer auch urkundlich erwähnt. Ab 1327 finden neben einer Stadtmauer auch die Tore Oberes Tor (1307, 1329, 1332), Niederes Tor (1334), Frauentor (1330), Tränktor (1361/36) Erwähnung. Ab 1536 fasste man den Stadtgraben mit einer Mauer ein. Der Aufbau der Stadtbefestigung im 17. Jahrhundert wird durch den Stadtchronisten Tobias Schmidt (1656) wie folgt beschrieben: Zwickau war damals von einer hohen Stadtmauer umgeben. Diese besaß einen überdachten Wehrgang, so dass man geschützt fast die gesamte Stadt umrunden konnte. Eine Ausnahme bildete das Schloss, das von einem Wassergraben umschlossen und so von der Stadt abgesondert war. Stadtauswärts schloss an die Stadtmauer ein breiter Zwingerbereich an. Danach folgte eine weitere, niedrigere Mauer, die so genannte Zwingermauer. Daran schloss sich der Stadtgraben an, der wiederum durch Mauern eingefasst war. Die Stadt besaß vier Haupttore, die nach den vier Himmelsrichtungen ausgerichtet waren: Niederes Tor (Norden), Tränktor (Osten), Oberes Tor (Süden) und Frauentor (Westen). Daneben existierten noch zwei weitere Zugänge zur Stadt, die Schlosspforte und die Fleischerpforte. In die innere Stadtmauer waren in regelmäßigen Abständen wehrhafte Türme, in die Zwingermauer Basteien oder Rondelle gebaut. Während des Dreißigjährigen Krieges (1618–1648) verstärkte man offenbar die Stadtbefestigungsanlagen und errichtete Bastionen im Bereich des Frauentors und des Oberen Tors sowie östlich von Schloss Osterstein auf einer Mulde-Insel. Nach dem Ende des Krieges wurden diese Ausbauten anscheinend nicht mehr benötigt und geschleift, so dass sie im 18. Jahrhundert nicht mehr im Stadtgrundriss erkennbar waren. Nachdem Ende des 18. Jahrhunderts die Stadtbefestigungsanlage immer mehr an Bedeutung verlor und die Stadtentwicklung nach außerhalb der Stadtmauern drängte, begann man 1798 mit deren Abtragung. Die Stadtmauer wurde um vier bis sechs Ellen (reichlich zwei bis reichlich vier Meter) abgetragen, zahlreiche Türme und Basteien wurden abgebrochen und bis 1840 die letzten Teile der Zwingermauer geschleift. Erhaltene Reste der Stadtbefestigung: - Pulverturm mit angrenzendem Mauerrest 1805 privatisiert, zu Wohnzwecken umgebaut und mit pavillonartigem Obergeschoss versehen, 1982 umfassend saniert, - Stadtmauerfragmente Flurstücke 625, 626, 648, 649: - Reste der Stadtmauer, der Zwingermauer und Reste einer Bastion im Bereich Schloss Osterstein. | 09231136 |
|                                         | Sachgesamtheit Westsächsische Hochschule Zwickau, Gebäudekomplex verschiedener Schulgebäude, Hochschulgebäude, dem ehemaligen Rektoratsgebäude der Lateinschule sowie der Kapelle des ehemaligen Grünhainer Klosters und der heutigen Aula der Hochschule einschließlich aller Wandbilder, des bauplastischen Schmuckes und der originalen Ausstattung (alle Gebäude sind Einzeldenkmale – siehe Denkmalliste unter den genannten Anschriften – Obj. 09231249, 09302852, 09230161 und 09230780) sowie Innenhöfe, teilweise Grünanlagen (keine Gartendenkmale) | Peter-Breuer-Straße 3 (Karte)              |                                                          | im Kern mittelalterlicher Komplex mit Ergänzungs- und Erweiterungsbauten sowie Überformungen aus dem 19. und 20. Jh. von stadtgeschichtlicher, baugeschichtlicher, teilweise baukünstlerischer sowie städtebaulicher Bedeutung. - Peter-Breuer-Straße 3, Grünhainer Kapelle und Aula sowie Zwischenbauten: Longitudinalbau, traufständig an der Peter-Breuer-Straße stehender, zweigeschossiger verputzter Steinbau mit Satteldach. Reste der Gebäudesubstanz gehörten zum Wirtschaftshof des Klosters Grünhain. Das Kloster Grünhain wurde 1238 gestiftet und wohl noch im 13. Jahrhundert auch der Klosterhof in der Langen Gasse (Schulstraße, Peter-Breuer-Straße) eingerichtet. 1536 ging der landgutartige Hof nach Säkularisierung in kurfürstlichen Besitz und durch Kauf 1542 an die Stadt Zwickau über, die hier die Lateinschule einrichtete. In der Kapelle und dem nach Westen angebautem barocken Querflügel war seit dem 16. Jh. das Magazin der Ratsschulbibliothek untergebracht. Seit 1835 war der Gebäudekomplex Gymnasium. 1951/55 gehörten die Gebäude zur Hochschule für Elektronik und Maschinenbau, die später Ingenieurschule wurde und nach 1990 in die Westsächsische Hochschule Zwickau integriert wurde. Aus der Klosterzeit blieb nur der Gebäudetrakt an der Peter-Breuer-Straße mit der über einem Mittelpfeiler kreuzgewölbten Kapelle im Südostteil, dem dieser nördlich vorgelagerten kreuzrippengewölbten Vorraum und der sich anschließenden ebenfalls kreuzgewölbten Durchfahrt erhalten. Die Durchfahrt besitzt straßenseitig ein Spitzbogenportal mit sich leicht überkreuzenden Birnenstabprofilen. Ein ähnliches, nur kleineres Portal, ziert den Zugang zur Aula im flach gedeckten Nordteil des Gebäudetraktes. Umfängliche Baumaßnahmen erfolgten in Folge von Kriegszerstörungen 1951–1955 nach Plänen des Architekten Bernhard Sturtzkopf, wobei die Fassade des als „Aula“ bezeichneten Gebäudes in gleicher Weise wie die an dessen Südgiebel sich direkt anschließenden Neubauten von 1951–1955 gestaltet wurde und mit diesen seitdem eine Einheit bildet. In der südöstlichen Gebäudehälfte mit den Resten der ehemaligen Kapelle befindet sich heute eine Gaststätte. Die nordwestliche Gebäudehälfte wurde 1955 unter Einbeziehung mittelalterlicher Originalsubstanz wieder aufgebaut. Der bereits von der Lateinschule als Aula genutzte Raum wird nun auch von der Hochschule als solche genutzt. Die Ausstattung der 1950er-Jahre – Wandvertäfelungen, eine einen Bergmann darstellende Holzplastik auf Konsole, Deckenbalken, Kronleuchter – blieb original erhalten. In der Gebäudemitte befindet sich eine originale Durchfahrt mit Kreuzrippengewölben, profiliertem Spitzbogenportal mit Sitznischen und zweiflügeligem schmiedeeisernem Ziergittertor mit mittiger Schlupftür. Auf der in der Durchfahrt befindlichen Inschriftentafel findet sich auf der mittleren Tafel folgender Text: „Diese Toreinfahrt / führte in den / Grünhainer Hof / des Grünhainer / Zisterzienser Klosters / . 1548 wurde hier her / die alte Zwickauer / Lateinschule verlegt / später Gymnasium / Rob. Schumann Schule / genannt / 1945 durch Bomben / der anglo-amerikanische Luftwaffe fast zerstört / 1951/52 als Fachschule / für Bergbau neuerbaut.“, links von dieser Tafel befindet sich ein Relief mit dem Porträt Agricaolas und der Inschrift: „GEORGIUS AGRICOLA / 1484 1555 / BEGRÜNDER DER / BERGBAUWISSENSCHAFTEN / LEHRER – REKTOR / DER LATEINSCHULE V. 1518 – 22“, auf der rechten Tafel befindet sich ein Porträtrelief Robert Schumanns mit der Inschrift: „ROBERT SCHUMANN / 1810 1856 / DER GROSSE / TONDICHTER / SCHÜLER DES GYMNASIUMS / V: 1820–1828“. Es handelt sich hierbei um hartgebrannte Ziegelplatten, welche durch rofilierte Spaltklinker gerahmt werden. Sanierung der Aula 2005. Am 21. Dezember 1936 wird dem Oberbürgermeister von Zwickau durch den Kreishauptmann mitgeteilt, dass das Gebäude Schulstraße 3 (heute Peter-Breuer-Straße 3) – die älteren Bauteile des Gebäudes – die Kapelle mit gotischen Gewölben, die Aula, die alte Einfahrt und der südliche Querflügel Denkmal sind im Sinne des § 1 des Heimatschutzgesetzes sind. An dieses Gebäude schließen im Nordwesten und im Südosten Verbindungsbauten der 1950er-Jahre in schlichter zeittypischer Gestaltung an. Verbindungsbau im Südosten, Maschinenlabor, zweigeschossig, um 1950 auf den Grundmauern der ehemaligen Lateinschule errichtet, mit hohen Rechteckfenstern im Erdgeschoss, kleineren Rechteckfenstern im Obergeschoss sowie Madenputz und Satteldach. Schillerstr. 1a, Kornmarkt 1 und Dr.-Friedrichs-Ring 2a, Hochschulgebäude um einen Innenhof: Einheitlich gestalteter Baukomplex, gruppiert um einen Innenhof, bestehend aus zwei-, drei- und viergeschossigen Putzbauten mit Arkaden, Durchlässen, Terrassen und Freitreppe im Innenhof, Standerker sowie Dachreiter. Durch die kleinteilige Gestaltung, die Wahrung der Traufhöhen sowie die Dachformen (Walmdächer mit Biberschwanzdeckung), die Ausbildung der Fassade mit Natursteinen im Sockelbereich und den Putzflächen passt sich dieser Baukomplex gut an die umgebende Altstadtbebauung an. Dieser Komplex bildet den Platzabschluss eines der wichtigsten mittelalterlichen Plätze der Stadt Zwickau. Die städtebauliche Bedeutung des Baukomplexes ergibt sich gerade aus der gelungenen Synthese neuer Architektur mit gewachsenen städtebaulichen Strukturen. Auch die Innengestaltung der Bauten weist eine solide handwerkliche und gestalterische Qualität auf. Im Eingangsbereich des Rektorates wurde ein Halbrelief angebracht, auf dem Bergarbeiter beim Schachtausbau dargestellt sind. Diese Plastik steht im Zusammenhang mit der ursprünglichen Funktion des Gebäudekomplexes, welcher 1953 als Erweiterung der bereits bestehenden Bergingenieurschule „Georgius Agricola“ erbaut wurde. Diese Bergingenieurschule war aus der 1862 gegründeten privaten Bergschule hervorgegangen. Die innenarchitektonische Gestaltung erfolgte adäquat der äußeren Gestaltung. Die Verkehrsflächen waren bewusst niedrig gehalten, um so vermutlich einen Eindruck der Geborgenheit zu vermitteln. Die Wände wurden teilweise mit Sgraffitobildern ausgestattet. Die Böden erhielten Linoleum- bzw. Keramikbeläge. Die verglasten Türen waren teils holzsichtig belassen bzw. im Holzton gestrichen. Die Türeinfassungen gliedern ebenso wie die bereits erwähnten Fassadendetails die Flure. Die nach 2000 erfolgte Sanierung geschah unter Wahrung wichtiger Bestandteile des Denkmals. Der Denkmalwert ergibt sich, wie oben bereits erwähnt, aus dem städtebaulichen Wert. Weiterhin kommt dem Bauwerk eine außerordentlich hohe baugeschichtliche Bedeutung zu als Beispiel früher Hochschulbauten der DDR-Architektur. Der künstlerische Wert ergibt sich vorwiegend aus der qualitätvollen handwerklichen Ausführung, der gelungenen Synthese der äußeren Gestaltung und inneren Ausstattung sowie der herausragenden städtebaulichen Einordnung in das mittelalterliche Zwickau. Als Hochschule, in der Techniker des Bergbaus, des wohl bedeutendsten Industriezweigs der Stadt Zwickau, ausgebildet wurden, erlangt dieser Baukomplex eine herausragende stadtgeschichtliche Bedeutung. Der Baukomplex ist authentisch erhalten und singulär in seiner Gestaltung, so dass er auch denkmalwürdig ist. - Schillerstr. 4, Erweiterungsbauten 1950er-Jahre: Erweiterungsbau (Schillerstraße 4): aus den 1950er-Jahren, zweigeschossig, Madenputz, hinter die Bauflucht des Hauptgebäudes des ehemaligen Klosterhofes zurückgesetzt, im Süden Zwischenbau aus den 1950er-Jahren, zweigeschossig, Madenputz, mittig rundbogige Durchfahrt mit schmiedeeisernem Gittertor aus der Entstehungszeit. - Dr.-Friedrichs-Ring 2b ehemaliges Rektorat der Lateinschule, Georgius-Agricola-Bau und ehemaliges Stadthaus: - Vermutlich ehem. Mädchenschule, später Bürgerschule, danach Stadthaus: traufständig zum Dr.-Friedrichs-Ring stehender, dreigeschossiger Putzbau mit Mittelrisalit. Ursprünglich neunachsiger Bau, der mit seinem Nordgiebel an den ehemaligen Wirtschaftshof des Grünhainer Klosters grenzte. Das alte Stadthaus, welches an den Südgiebel des aus der Klosterzeit stammenden Gebäudetraktes anschloss, war zu klein geworden. Um den gestiegenen Platzbedarf zu decken, wurde in der 1. Hälfte des 20. Jh. die Bürgerschule übernommen und als Stadthaus genutzt. Das alte Stadthaus wurde im Zweiten Weltkrieg zerstört. Nach dem Krieg erfolgte der Wiederaufbau des gesamten Baukomplexes, wobei das Stadthaus am Dr.-Friedrichs-Ring (die ehemalige Bürgerschule) in die Ingenieurschule einbezogen wurde. Im Erdgeschoss ist die Fassade mit Putznutungen versehen, die Obergeschosse sind glatt verputzt, Der Mittelrisalit und die Hausecken werden durch Lisenen betont. Die Fenster im Erdgeschoss wurden als leicht gewölbte Segmentbogenfenster ausgebildet, während in den Obergeschossen Rechteckfenster regelmäßig gereiht angeordnet wurde. Gestalterisch sind diese durch Überschlaggesimse hervorgehoben. Die Horizontale des Gebäudes wird durch ein Gurtgesims und ein Fensterbankgesims betont. Das Kranzgesims ist verziert durch einen Rundbogenfries bzw. Hängeplatten am ehemaligen Mittelrisalit. - Ehemaliges Rektorat der Lateinschule, Dr.-Friedrichs-Ring 2b: 1709 erbaut laut dendrochronologischer Untersuchung. Gebäude schließt im rechten Winkel an das ehemalige Stadthaus und an der anderen Seite giebelständig an den Verbinderbau (Maschinenlabor) aus den 1950er-Jahren zwischen Grünhainer Kapelle und Rektorat an. - Gymnasium, heute Georgius-Agricola-Bau: 1869?, breit lagernder Putzbau mit Mittelrisalit und zwei Seitenrisaliten, regelmäßig angeordneten Segmentbogenfenstern, ähnliche Gestaltung wie Stadthaus, mit diesem durch späteren Zwischenbau verbunden. | 09302854 |
| Weitere Bilder                          | Einzeldenkmal der Sachgesamtheit Westsächsische Hochschule Zwickau: Ehemaliges Klostergebäude mit Klosterkapelle, Kellern, Resten des aufgehenden Mauerwerks und Durchfahrt und ehemaliges Rektoratsgebäude sowie überdachter Verbindungsbau, Zwischenbauten und Anbau aus den 1950er-Jahren, nach Kriegszerstörung 1945 umfassender Umbau, heute Hochschulgebäude mit Gaststätte und Aula, vor 1300 als Wirtschaftshof des Klosters Grünhain gegründet, ab Mitte des 16. Jahrhunderts Lateinschule und Ratsschulbibliothek, in den 1930er-Jahren Robert-Schumann-Schule, nach dem Zweiten Weltkrieg Bergbau-Ingenieurschule, heute Westsächsische Hochschule (siehe auch Sachgesamtheit gleiche Anschrift – Obj. 09302854) | Peter-Breuer-Straße 3 (Karte)              | vor 1300                                                 | bauhistorisch bedeutsamer, im Kern mittelalterlicher Komplex sowie architektonisch bemerkenswerter Umbau, von stadt- und baugeschichtlicher Bedeutung. Peter-Breuer-Straße 3, Grünhainer Kapelle und Aula sowie Zwischenbauten: Longitudinalbau, traufständig an der Peter-Breuer-Straße stehender, zweigeschossiger verputzter Steinbau mit Satteldach. Reste der Gebäudesubstanz gehörten zum Wirtschaftshof des Klosters Grünhain. Das Kloster Grünhain wurde 1238 gestiftet und wohl noch im 13. Jahrhundert auch der Klosterhof in der Langen Gasse (Schulstraße, Peter-Breuer-Straße) eingerichtet. 1536 ging der landgutartige Hof nach Säkularisierung in kurfürstlichen Besitz und durch Kauf 1542 an die Stadt Zwickau über, die hier die Lateinschule einrichtete. In der Kapelle und dem nach Westen angebautem barocken Querflügel war seit dem 16. Jh. das Magazin der Ratsschulbibliothek untergebracht. Seit 1835 war der Gebäudekomplex Gymnasium. 1951/55 gehörten die Gebäude zur Hochschule für Elektronik und Maschinenbau, die später Ingenieurschule wurde und nach 1990 in die Westsächsische Hochschule Zwickau integriert wurde. Aus der Klosterzeit blieb nur der Gebäudetrakt an der Peter-Breuer-Straße mit der über einem Mittelpfeiler kreuzgewölbten Kapelle im Südostteil, dem dieser nördlich vorgelagerten kreuzrippengewölbten Vorraum und der sich anschließenden ebenfalls kreuzgewölbten Durchfahrt erhalten. Die Durchfahrt besitzt straßenseitig ein Spitzbogenportal mit sich leicht überkreuzenden Birnenstabprofilen. Ein ähnliches, nur kleineres Portal, ziert den Zugang zur Aula im flachgedeckten Nordteil des Gebäudetraktes. Umfängliche Baumaßnahmen erfolgten in Folge von Kriegszerstörungen 1951–1955 nach Plänen des Architekten Bernhard Sturtzkopf, wobei die Fassade des als „Aula“ bezeichneten Gebäudes in gleicher Weise wie die an dessen Südgiebel sich direkt anschließenden Neubauten von 1951 bis 1955 gestaltet wurde und mit diesen seitdem eine Einheit bildet. In der südöstlichen Gebäudehälfte mit den Resten der ehemaligen Kapelle befindet sich heute eine Gaststätte. Die nordwestliche Gebäudehälfte wurde 1955 unter Einbeziehung mittelalterlicher Originalsubstanz wieder aufgebaut. Der bereits von der Lateinschule als Aula genutzte Raum wird nun auch von der Hochschule als solche genutzt. Die Ausstattung der 1950er-Jahre – Wandvertäfelungen, eine einen Bergmann darstellende Holzplastik auf Konsole, Deckenbalken, Kronleuchter – blieb original erhalten. In der Gebäudemitte befindet sich eine originale Durchfahrt mit Kreuzrippengewölben, profiliertem Spitzbogenportal mit Sitznischen und zweiflügeligem schmiedeeisernem Ziergittertor mit mittiger Schlupftür. Auf der in der Durchfahrt befindlichen Inschriftentafel findet sich auf der mittleren Tafel folgender Text: „Diese Toreinfahrt / führte in den / Grünhainer Hof / des Grünhainer / Zisterzienser Klosters / . 1548 wurde hier her / die alte Zwickauer / Lateinschule verlegt / später Gymnasium / Rob. Schumann Schule / genannt / . 1945 durch Bomben / der anglo-amerikan Luftwaffe fast zerstört / . 1951/52 als Fachschule / für Bergbau neuerbaut.“, links von dieser Tafel befindet sich ein Relief mit dem Porträt Agricaolas und der Inschrift: „GEORGIUS AGRICOLA / 1484–1555 / BEGRÜNDER DER / BERGBAUWISSENSCHAFTEN / LEHRER – REKTOR / DER LATEINSCHULE V. 1518 – 22“, auf der rechten Tafel befindet sich ein Porträtrelief Robert Schumanns mit der Inschrift: „ROBERT SCHUMANN / 1810 1856 / DER GROSSE / TONDICHTER / SCHÜLER DES GYMNASIUMS / V: 1820–1828“. Es handelt sich hierbei um hartgebrannte Ziegelplatten, welche durch profilierte Spaltklinker gerahmt werden. Sanierung der Aula 2005. Am 21. Dezember 1936 wird dem Oberbürgermeister von Zwickau durch den Kreishauptmann mitgeteilt, dass das Gebäude Schulstr. 3 (heute Peter-Breuer-Str. 3) – die älteren Bauteile des Gebäudes – die Kapelle mit gotischen Gewölben, die Aula, die alte Einfahrt und der südliche Querflügel Denkmal sind im Sinne des § 1 des Heimatschutzgesetzes sind. An dieses Gebäude schließen im Nordwesten und im Südosten Verbindungsbauten der 1950er-Jahre in schlichter zeittypischer Gestaltung an. Verbindungsbau im Südosten, Maschinenlabor, zweigeschossig, um 1950 auf den Grundmauern der ehemaligen Lateinschule errichtet, mit hohen Rechteckfenstern im Erdgeschoss, kleineren Rechteckfenstern im Obergeschoss sowie Madenputz und Satteldach. | 09230780 |
|                                         | Ehemaliges Druckereigebäude, heute multifunktionale Nutzung | Peter-Breuer-Straße 5; 7; 9 (Karte)        | 1892                                                     | repräsentativer neogotischer Klinkerbau von straßenbildprägender Bedeutung. breit lagernder Bau, drei Etagen, mit zwei Seitenrisaliten und einem Mittelrisalit, dort Eingang, am rechten Seitenrisalit Tordurchfahrt, große Rechteckfenster im 1. Obergeschoss, Segmentbogenfenster im Erdgeschoss und Korb- bzw. Rundbogenfenster im 2. Obergeschoss, am Mittelrisalit Zwillingsfenster mit Blendbögen, unterhalb von Kranz- und Gurtgesims Friese – Würfelfries, Fensterbrüstungen des 2. Obergeschoss mit schlitzartigen Vertiefungen, Fensterbänke als abgeschrägte Ziegelflächen ausgeführt, Fassade und alle Fassadendekorationselemente Klinker, Gaupen (je Fensterachse eine mit Rundbogenfenstern), noch original erhalten, Leergespärre in neogotischer Formensprache, über den Risaliten Dacherker mit je einer Rundbogenfensteröffnung, Gestaltung mit neogotischen Elementen, Satteldach, originale geschweifte Kellerfenstervergitterungen, bis 1993 als Druckerei genutzt. | 09230781 |
| Direkt Bild zu diesem Denkmal hochladen | Lagerhaus (ehem.), heute Schule sowie Fassade eines Wirtschaftsgebäudes im Hofbereich | Peter-Breuer-Straße 8 (Karte)              | 1912/1913                                                | bemerkenswerter Putzbau in sehr gutem Originalzustand von baugeschichtlicher Bedeutung. dreigeschossig, vier Achsen, Mittelrisalit mit großem, wuchtigem Dacherker, Mansarddach, Halbsäulen mit Putznutung zwischen den Fensterachsen am Mittelrisalit sowie jeweils drei vertiefte Putzfelder unterhalb der Fenster mit Putzquaderung, große quadratische Fenster in Sechserteilung mit Feinversprossung, im Erdgeschoss rundbogig mit originalen Fenstervergitterung aus der Bauzeit sowie großes Eingangstor ebenfalls mit Vergitterung, das Haus wurde im Auftrag des Kolonialwaren- und Kaffeehändlers Ernst Meitzner (Königlich Sächsischer Hoflieferant) als Lagerhaus errichtet, heute Seminargebäude der Westsächsischen Hochschule, im Inneren originales Treppenhaus mit schmiedeeisernem Treppengeländer, Sanierung 2001. | 09230782 |
| Direkt Bild zu diesem Denkmal hochladen | Mietshaus in geschlossener Bebauung mit Seiten- und Hintergebäude | Peter-Breuer-Straße 10 (Karte)             | 1896–1899                                                | ehem. mit Laden, heute mit Gaststätte, dreigeschossiger, mit weiß glasierten Ziegeln verblendeter Bau mit qualitätvoller Fassadengestaltung in sehr gutem Originalzustand, baugeschichtlich von Bedeutung. dreigeschossig, drei Achsen, mittig Erker ab 1. Obergeschoss über zwei Etagen mit großem geschweiftem Dacherker, über die gesamte Hausbreite reichend, Schleppgaupen, weiß glasierte Ziegel sowie grün glasierte Ziegelbänder und Formsteine, verkröpftes Gurtgesims, der Erker auf volutenartigen Konsolsteinen, großer Schornstein ebenfalls mit weißen und grünen glasierten Ziegeln verkleidet, originale Haustür mit Jugendstilanklängen führt nur zum Gebäudedurchgang, Treppenhaus befindet sich im Seitenflügel, Hinterfassade ebenfalls verkleidet, Sanierung 1995. | 09230783 |
| Direkt Bild zu diesem Denkmal hochladen | Gebäudeteil | Peter-Breuer-Straße 11                     | 14. und 15. Jh. (Gebäudeteil)                            | mittelalterlicher Kernbau bis zum ersten Obergeschoss, darunter Keller mit bemerkenswerter Tonne, wegen des hohen Alters baugeschichtlich und stadtbaugeschichtlich bedeutend | 09306354 |
| Direkt Bild zu diesem Denkmal hochladen | Ehemaliges Hospitalgebäude in geschlossener Bebauung, mit Seitenflügel zum Hof | Peter-Breuer-Straße 12 (Karte)             | 1717-1720                                                | ursprünglich barockes Bürgerhaus, später kirchliches Krankenstift, heute Domgemeindehaus, Gaststätte und Pension, breit lagernder Putzbau mit Tordurchfahrt, von großer baugeschichtlicher Bedeutung, in gutem Originalzustand, für Zwickau singulär. Bei dem Kulturdenkmal handelt es sich um das am 1. Mai 1720 nach 3-jähriger Bauzeit in der damaligen Langen Gasse eingeweihte neue kirchliche Krankenstift. Nachdem es seit 1772 auch als Armenschule genutzt wurde, erfolgte 1777 schließlich die Zusammenlegung von Armenhospital und Georgenhospital (Hospital vor dem Frauentor) – seither trug das Haus in der Langen Gasse die Bezeichnung „St. Georgen Hospital“. Als am 14. September 1785 die letzte Hospitalschwester starb, stand das Haus bis zur Schließung im folgenden Jahr zunächst leer. 1818 zog in das Haus die Bürgerschule ein, 1842 die erste Kinderbewahranstalt, 1861 dann wieder ein Hospital. Das zweigeschossige Vorderhaus mit seinem steilen, ziegelgedecktem Satteldach und doppelter Gaupenreihe sowie seiner klar gegliederten Schaufassade, deren Betonung auf dem risalitartig angelegten Mittelteil mit barockem Eingangsportal und den im Obergeschoss gekoppelten sechs Fenstern liegt, an den sich beidseitig ein jeweils dreiachsiger Fassadenbereich anschließt, ist eines der wenigen Zeugnisse aus barocker Zeit in Zwickau. In der mittig angeordneten, mit Kreuzgewölben versehenen Durchfahrt ist eine Tafel mit folgender Inschrift angebracht: „Zum Gedächtnis / der Familie Bürckner-Weise, / welche der / Hospitaliten zu St. Georg zu Zwickau / wohlwollend gedachte.“ Der in historischen Plänen als „Altes Seitengebäude“ bezeichnete nördliche Seitenflügel dürfte ebenfalls bauzeitlich und vermutlich 1912/13 nach Plänen des Baumeisters Hugo Frey umgebaut worden sein. Hoher stadt-, sozial- und medizingeschichtlicher Wert, baugeschichtliche Bedeutung, stadtbildprägend, Sanierung. 1997 | 09230784 |
|                                         | Zwei Schulgebäude/Schulkomplex | Peter-Breuer-Straße 13 (Karte)             | 1840–1842 (Bürgerschule)                                 | ehemalige Bürgerschule als dreigeschossiger repräsentativer Vierflügelbau mit Innenhof, Pendant zu der 1860 entstandenen Mädchenbürgerschule (heute Schillerstraße 4), bedeutendstes klassizistisches Gebäude Zwickaus, dazu südöstlich gelegener Erweiterungsbau, neogotischen Gestaltungsauffassungen folgend, Anlage wichtiger Bestandteil der Zwickauer Ringbebauung, von baugeschichtlicher und stadtgeschichtlicher sowie künstlerischer Bedeutung. Grundsteinlegung 25. Mai 1840, Einweihung 15. August 1842, erste Knabenbürgerschule Zwickaus, von 1845 bis 1951 Durchführung von Stadtverordnetensitzungen in der Aula, 1924–1948 Berufsschule für Mädchen, ab 1949 allgemeine Berufsschule, quadratischer Vier-Flügel-Bau um einen Innenhof, Gebäude mit Putzfassaden, Fenster zum Innenhof belichten die Flure, Zimmer und Aula haben die Fenster an der Außenseite, im Erdgeschoss Putzquaderung, Pilaster an den Ecken, Mittelrisalite zum Dr.-Friedrichs-Ring vierachsig mit je einem Pilaster eingefasst und zur Peter-Breuer-Straße fünfachsig mit je zwei Pilastern eingefasst, mit guter Innenausstattung wie z. B. Türen, Ofennischen, Treppenhäuser, Eingangshalle und Aula, diese zweigeschossig, in der Aula Emporen, Kassettendecke, Säulen und Pilaster, bedeutendstes klassizistisches Bauwerk Zwickaus, bereits 1936 als Denkmal erfasst (Die Unterschutzstellung erfolgte mit Schreiben der Amtshauptmannschaft Zwickau vom 21. Dezember 1936 an den Oberbürgermeister der Stadt Zwickau. Sie wird begründet mit § 9 Abs. 2 des Heimatschutzgesetzes vom 13. Januar 1934 und wurde mit dem Landesdenkmalpfleger abgestimmt.) | 09230785 |
| Weitere Bilder                          | Wohnhaus mit Gaststätte in geschlossener Bebauung | Peter-Breuer-Straße 15 (Karte)             | 1870                                                     | neogotisches Gebäude in Klinkermischbauweise, an die Backsteingotik erinnernd, von künstlerischem Wert. zweigeschossiges Eckgebäude, an der Rückseite Treppenturm mit Kegeldach, östlich und westlich je eine Giebelfront als Stufengiebel ausgebildet, jeweils dreiachsig, mit durchbrochenen Bögen, hier die Fassaden roter Klinker mit grün glasierten Bändern und Eckausbildung, einzelne geputzte Teilflächen, die südliche Traufseite und der straßenseitige Traufbereich rechts des Giebels vierachsige Putzfassade mit Klinkersockel, Gesimsen aus Klinkerformsteinen und Klinkerbändern, die Fenster eingefasst mit roten und grünen Klinkern (Profilsteine) in Mustern verbaut, an der südlichen Traufseite zwei Dacherker mit je einem gekoppelten Spitzbogenfenster und einem spitzbogigen Dachlukenfenster, sonst Segmentbogenfenster, Fensterbänke aus grün glasierten schrägen Formsteinen, zwei T-förmig zueinander stehende Satteldächer, spitzbogig ausgebildeter Eingang an der Straßenseite, heute offen mit original erhaltenem Oberlichtelement, ursprünglich Zugang zu den Gasträumen im Erdgeschoss, im Keller Kreuzgratgewölbe, heute Gaststätte, Sanierung 1992/93. | 09230787 |
| Direkt Bild zu diesem Denkmal hochladen | Wohnhaus mit Nebengebäude in geschlossener Bebauung | Peter-Breuer-Straße 17 (Karte)             | 1526 Dendro                                              | im Kern spätmittelalterlicher Bau mit angebautem Hinterhaus von 1867, heute auch mit gewerblicher Nutzung, überformter Putzbau, im Inneren noch Mauerreste u. a. Fensterbögen auf auskragenden Konsolsteinen, und Holzbalkendecken aus der Erbauungszeit, baugeschichtlich bedeutend. Bei dem Kulturdenkmal handelt es sich um ein im westlichen Altstadtbereich gelegenes, zur ersten Gebäudereihe innerhalb der einstigen Stadtbefestigung gehörendes Bürgerhaus mittlerer Größe. Nach bauarchäologischer Untersuchung zeigt sich das Gebäude als ursprünglich zweigeschossiger Massivbau in Ziegelmauerwerk von fünf Fensterachsen. Dendrochronologisch konnte nachgewiesen werden, dass das bis zur Decke über dem 1. Obergeschoss ebenso wie sekundär verwendetes, aus dem ursprünglichen Dachstuhl stammendes Fichtenholz im Winter 1525/26 geschlagen wurde. Damit dürfte der Kernbau im Jahr 1526 entstanden oder zumindest begonnen worden sein. Bauarchäologisch nachweisbar ist die nachträgliche Aufstockung eines 2. Obergeschoss, wobei Teile des Dachwerkes vermutlich belassen und andere Bauteile (Sparren) wiederverwendet wurden. Anhand der Bauakten ist dieser Umbau für das Jahr 1855 unter dem Bauherrn und damaligen Besitzer Christian Friedrich Pippig, Windenmacher, belegt. Im Erdgeschoss straßenseitig befindet sich im südlichen Hausteil ein über den Kellertonnen erhöht gelegener Raum mit drei Fensterachsen – die ehem. Wohnstube. Die straßenseitige (östliche) Wand ist von innen als breite Fensternische dergestalt ausgebildet, dass die Fensterbögen auf auskragenden Konsolsteinen der beiden Fensterpfeiler aufliegen. Nach der Abnahme der Verschalung von Deckenfeldern wurde eine der Gestaltung der Wand entsprechende profilierte Bohlenbalkendecke (1525d) mit breiten Deckenfeldern sichtbar, deren Farbbefund restauriert wurde. Die Deckenbalken weisen an den unteren Ecken große Fasen auf. Nach Norden schloss sich an die Wohnstube ehemals der Flur und am Nordgiebel straßenseitig noch eine schmale Kammer an (heute Zugang). Im hinteren Gebäudebereich liegt eine 2x1/4 gewendelte massive Treppenanlage, die nicht zum Ursprung des Hauses gehört. Hinter der Wohnstube lagen – wie für den Grundriss des Zwickauer Bürgerhauses typisch – Stube und Kammer. Unterkellert ist der südliche Gebäudebereich mit zwei gemauerten Gewölbetonnen. Der Zugang erfolgte ursprünglich über eine steile Treppe im westlichen Flurbereich, nach der Sanierung wird der Keller über das Haupttreppenhaus erschlossen. Eine ehemalige Unterkellerung des nördlichen Gebäudebereiches lässt sich anhand der vermauerten Öffnung nur vermuten. Bemerkenswert sind zudem die innen mit flachen Spitzbögen überwölbten Fensteröffnungen und Fensternischen des zum Kernbau gehörenden 1. Obergeschoss (straßenseitig ehemals zwei Stuben und eine Kammer). Die heute noch ansatzweise erkennbare Hofsituation entstand in der zweiten Hälfte des 19. Jh. Nach Plänen des bedeutenden Architekten G. L. Möckel entstand 1867/68 ein massiver zweigeschossiger Seitenflügel (Stallungen, Werkstatt) an der nördlichen Grundstücksgrenze. Als Hinterhaus bemerkenswert besitzt dieser Flügel eine überaus reich gestaltete Putzfassade mit Schmuckelementen in Klinkermauerwerk (Risalite, Pilaster, Zwerchgiebel). Der südliche Seitenflügel wurde im Rahmen der letzten Sanierung abgebrochen und der Hof insgesamt überbaut. Sanierung 1996. | 09230788 |
| Weitere Bilder                          | Wohn- und Geschäftshaus mit Hinterhaus in geschlossener Bebauung | Peter-Breuer-Straße 25 (Karte)             | 1898                                                     | repräsentativer Bau mit glasierten Ziegeln verblendet, von künstlerischer und baugeschichtlicher Bedeutung. viergeschossiger Bau mit horizontaler und vertikaler Gliederung mit gebundenen Fensterachsen, Bögen, Gesimsen, Fassade mit weiß glasierten Ziegelverblendern, dekoriert mit grün glasierten Ziegeln, Schaufenster mit Korbbogen- und Toreinfahrt mit Segmentbogenabschluss, zweiflügeliges Holztor mit gesprosstem Oberlicht, Rundbogenfenster im 2. Obergeschoss Rechteckfenster in Obergeschoss und Dachgeschoss, Achse mit Toreinfahrt risalitartig vorgebaut, Hintergebäude ebenfalls mit weißen und grünen Glasurklinkern verkleidet und reich dekoriert, Sanierung 1993. | 09230789 |
| Weitere Bilder                          | Wohnhaus in geschlossener Bebauung | Peter-Breuer-Straße 27 (Karte)             | 1734 Dendro                                              | heute mit Laden, bemerkenswerter Fachwerkbau von bauhistorischer Bedeutung. Bei dem Kulturdenkmal handelt es sich um das linke, südlich gelegene Haus einer Gruppe von drei kleinen, zweigeschossigen Bürgerhäusern, die unmittelbar an der einstigen mittelalterlichen Stadtbefestigung innerhalb des historischen Stadtkerns liegen. Aufgrund ihrer Geschlossenheit stellen diese – auch unter Einbeziehung des Hauses Nummer 17 – das letzte ungestörte bauliche Ensemble dieser Bauzeit in der Peter-Breuer-Straße dar. Charakteristisch für die Baugruppe sind die schmalen Hausbreiten, die Traufständigkeit, die steilen ziegelgedeckten Satteldächer und die relativ niedrigen Geschosshöhen. Für das Haus Nummer 27 konnte im Zuge von kürzlich erfolgten Fassadenarbeiten eine bislang verputzte Fachwerkkonstruktion im Obergeschoss mit vier Fensterachsen freigelegt werden. Ursprünglich dürfte das Haus im Erdgeschoss nur über den südlich gelegenen Hauseingang verfügt haben, der später an der nördlichen Seite hinzugefügte Hauseingang war vermutlich als Kammer genutzt und der straßenseitig gelegenen Stube mit dahinter liegender Küche zugeordnet. Zwischenwände und Giebel im Obergeschoss sind wie die straßenseitige Außenwand als Fachwerkkonstruktion ausgebildet. Das ca. 50 Grad steile, mit Biberschwanzziegeln gedeckte Satteldach verfügt über eine nahezu ungestörte, sehr gut erhaltene historische Dachkonstruktion, deren Bauzeit nach ersten dendrochronologischen Untersuchungsergebnissen in das Jahr 1733/34 datiert werden kann. Sie ist damit für Zwickau die bisher einzig bekannte, in einem ausgezeichneten Bauzustand erhaltene, barocke Dachkonstruktion eines Bürgerhauses, dessen Kernbau vermutlich weitaus ältere Bausubstanz aufweisen dürfte. Erdgeschoss massiv, Fachwerkobergeschoss mit Kopfstreben und Fußstreben, Ladenfront verlängerte Fensterachsen im Erdgeschoss, das Erdgeschoss sicherlich 19. Jh., Satteldach, Schleppgaupen in zwei Reihen angeordnet, erneuert. | 09230791 |
| Weitere Bilder                          | Wohnhaus in geschlossener Bebauung | Peter-Breuer-Straße 29 (Karte)             | 1491 Dendro                                              | heute mit Laden, spätmittelalterlicher, kleiner zweigeschossiger Putzbau von bauhistorischer Bedeutung. Bei dem Kulturdenkmal handelt es sich um das mittlere Haus einer Gruppe von drei kleinen, zweigeschossigen Bürgerhäusern, die unmittelbar an der einstigen mittelalterlichen Stadtbefestigung innerhalb des historischen Stadtkerns liegen. Aufgrund ihrer Geschlossenheit stellen diese – auch unter Einbeziehung des Hauses Nummer 17 – das letzte ungestörte bauliche Ensemble dieser Bauzeit in der Peter-Breuer-Straße dar. Charakteristisch für die Baugruppe sind die schmalen Hausbreiten, die Traufständigkeit, die steilen Satteldächer und die relativ niedrigen Geschosshöhen. Zuletzt zeigten sich die Fassaden verputzt, wobei im Nachbarhaus Nummer 27 bei Sanierungsarbeiten im Obergeschoss eine ursprüngliche Fachwerkkonstruktion freigelegt werden konnte. Das Gebäude Peter-Breuer-Straße 29 zeigt sich heute als Mauerwerks-/Putzbau von vier Fensterachsen. Die Fenster des Obergeschosses wurden vermutlich bereits Anfang des 20. Jh. vergrößert, dürften in Anzahl und Lage allerdings noch dem ursprünglichen Bild entsprechen. Während die bauzeitliche Kellertonne bei der jüngsten Sanierung leider nicht erhalten blieb, ist die Raumstruktur im Erdgeschoss als noch weitgehend überkommener, allerdings schon im 19./20. Jh. auch umgebauter Bestand ablesbar. Das ca. 60 Grad steile, mit Biberschwanzziegeln gedeckte Satteldach verfügt noch weitgehend über die komplette bauzeitliche Dachkonstruktion, deren Bauzeit dendrochronologisch für das Jahr 1491 nachgewiesen werden konnte. Über dem Erdgeschoss blieben unter einer Abhängung die mit Schiffskehlen profilierten hölzernen Deckenbalken erhalten, die mit gleicher Profilierung im Hauptmarkt 2 nachgewiesen werden konnten. Für die Decke in der Peter-Breuer-Straße 29 konnte dendrochronologisch die Bauzeit von 1491 ermittelt werden. Die Decke wurde bei der jüngsten Sanierung repariert und der Bauzeit angemessen abgefärbt. Im 1. Obergeschoss ist die bauzeitliche Raumstruktur durch nachträglich eingebaute Fachwerkwände (vermutlich 18. Jh.) mit Lehmausfachung bzw. Holzständerwände mit Ziegel (19./20. Jh.) verändert, blieb bei der jüngsten Sanierung allerdings weitestgehend erhalten. Die Gebäude Peter-Breuer-Straße 27 und 29 verfügen im 1. Obergeschoss über eine gemeinsame Fachwerkwand. | 09230792 |
| Weitere Bilder                          | Wohnhaus in halboffener Bebauung | Peter-Breuer-Straße 31 (Karte)             | um 1500                                                  | mit Ladeneinbauten, im Kern spätmittelalterlicher, schlichter überformter Putzbau von bauhistorischer Bedeutung. sechs Achsen, zweigeschossig, Ladenfront, Haustür und Fenster nicht vorbildgerecht erneuert, hohes ziegelgedecktes Satteldach. Bei dem Kulturdenkmal handelt es sich um das nördliche Haus einer Gruppe von drei kleinen zweigeschossigen Bürgerhäusern, die unmittelbar an der einstigen mittelalterlichen Stadtbefestigung innerhalb des historischen Stadtkerns liegen. Auf Grund ihrer Geschlossenheit stellen diese – auch unter Einbeziehung des Hauses Nummer 17 – das letzte ungestörte bauliche Ensemble dieser Bauzeit in der Peter-Breuer-Straße dar. Charakteristisch für die Baugruppe sind die geringen Hausbreiten, die Traufständigkeit, die steilen ziegelgedeckten Satteldächer und die relativ niedrigen Geschosshöhen. Zuletzt zeigten sich die Fassaden verputzt, wobei am Haus Nummer 27 bei Sanierungsarbeiten im Obergeschoss eine ursprüngliche Fachwerkkonstruktion freigelegt werden konnte. | 09230793 |
| Direkt Bild zu diesem Denkmal hochladen | Mietshaus in geschlossener Bebauung | Peter-Breuer-Straße 32 (Karte)             | 1895                                                     | mit Laden, zeittypischer Klinkerbau in gutem Originalzustand von städtebaulichem und baugeschichtlichem Wert. dreigeschossig, fünf Achsen, Obergeschoss gelber Klinker mit Bändern und Verzierungen aus grün glasierten Klinkern, Erdgeschoss rote Klinker, Hauseingang links, rechts Laden, Schaufenster und Ladeneingang mit gedrückter Blechverkleidung im Sturzbereich, originale zweiflügelige Ladentür mit Oberlicht und schmiedeeisernen Ziergittern vor den Glaseinsätzen, originale zweiflügelige Hauseingangstür mit Oberlicht, waagerechte Fensterstürze mit gestalteten Korbbogenfeldern im 1. Obergeschoss, Segmentbogenfenster im 2. Obergeschoss, Fenster vorbildgerecht erneuert, Mansarddach, mittig Zwerchhaus mit großen Korbbogenfenstern, Sanierung 1997. | 09230794 |
| Direkt Bild zu diesem Denkmal hochladen | Mietshaus, ehemals Schmiederei und Hufbeschlag „Albin Ludwig“ | Peter-Breuer-Straße 36; 38 (Karte)         | 1897 (Nr. 36)                                            | bemerkenswerter, das Straßenbild prägender Klinkerbau. dreigeschossig, Fassade gebogen, dem Straßenverlauf folgend (ursprünglich zwei Häuser), sieben Achsen, Segmentbogenfenster, große Toreinfahrt mit zweiflügeligem, originalen Holztor mit Segmentbogenoberlicht, auf dem Oberlichtglas in Goldschrift: „Schmiederei und Hufbeschlag / 38 Albin Ludwig. 36“, Fassade dekoriert mit glasierten Ziegeln (dunkelroten und grünen), rote Verblendklinker, Klinkerformsteine als Einfassung der Fenster, Gurtgesims aus glasierten Gesimssteinen, zwei Dacherker über risalitartigem. Vorbau, jeweils zweiachsig, Mansarddach, guter Originalzustand, Sanierung 1996. | 09230796 |
| Direkt Bild zu diesem Denkmal hochladen | Mietshaus in geschlossener Bebauung | Peter-Breuer-Straße 37 (Karte)             | 1900                                                     | mit Laden, dreigeschossiges Gebäude in Klinkermischbauweise von baugeschichtlichem Wert. Bei dem Kulturdenkmal handelt es sich um ein dreigeschossiges Mietshaus mit Ladengeschäft und ausgebautem Dachgeschoss. Es wurde im Jahre 1900 durch den Zwickauer Baumeister Carl Hermann Fischer entworfen und unter dessen Leitung errichtet, Auftraggeber und Bauherr war der Zwickauer Viehhändler Herrmann Adolf Fischer. Die Fassade wurde in Klinkermischbauweise hergestellt. Der Erdgeschoss-Bereich war ursprünglich durch eine Putznutung geprägt. Diese ist in den vergangenen Jahren leider durch einen einfachen Rauputz ersetzt worden, so dass der lagerhafte Charakter verloren gegangen ist. Prägend in diesem Bereich sind jedoch die drei großen Rundbogenöffnungen geblieben. Über dem Erdgeschoss ist die Fassade durch rote Klinker, Formsteine und entstehungszeittypische Sandsteinelemente gestaltet. Die vier Fensterachsen sind in zwei Zweiergruppen getrennt, die in der Mitte einem breiten Klinkerfeld Platz lassen. Hier war ursprünglich ein großer schmiedeeiserner Fahnenhalter als Fassadenschmuck angebracht. Leider ist auch dieser nicht mehr vorhanden. Die im unteren Bereich des Zwerchhauses erhalten gebliebenen beiden schmiedeeisernen Ziermaueranker zeigen deutlich, wie wichtig diese Elemente für die gesamte Fassadengestaltung waren. Leider ist auch das Zwerchhaus im oberen Bereich vereinfacht worden. Es sitzt mittig über dem breiten Klinkerfeld, und das durch Sandstein eingefasste, gekoppelte Fenster lässt die ursprüngliche anspruchsvolle Gestaltung erahnen. Besonders erwähnenswert sind die Brüstungsfelder der Fenster des 2. Obergeschosses. Diese sind durch Sandsteinelemente mit plastisch hervortretenden Sonnenblumen verziert, die die Fenster des 1. und 2. Obergeschosses zu jeweils einem senkrechten Fensterband zusammenfassen, das durch Formsteine gerahmt wird. Sanierung 2005, dabei Putznutung im Erdgeschoss wieder hergestellt, Zwerchhaus und Gaupen ergänzt sowie Fenster vorbildgerecht erneuert. | 09230790 |
|                                         | Mietshaus in ehemals geschlossener Bebauung, heute frei stehend | Peter-Breuer-Straße 44 (Karte)             | 1891                                                     | mit Laden, dreigeschossiger Klinkerbau in gutem Originalzustand von baugeschichtlichem Wert. Dreigeschossig, vier Achsen, Pilastergliederung, roter Klinker mit gelben Klinkerbändern und gelben Klinkereinfassungen, teilweise mit Profilsteinen und Friesen, zweiflügeliges Durchfahrtstor mit Oberlicht und Segmentbogenfenster heute original, Fries am Kranzgesims mit ornamentierten Terrakottasteinen, Mansarddach, zwei originale Gaupen flankieren einen im oberen Bereich geschweiften Dacherker: zweiachsig, Rundbogenfenster, ebenfalls von Lisenen flankiert. | 09230799 |
|                                         | Grünanlage zwischen Gerhart-Hauptmann-Gymnasium und Landgerichtsgebäude | Platz der Deutschen Einheit (Karte)        | 1879 angelegt                                            | mit der Grünanlage des Dr.- Friedrichs-Ring verbundene Grünanlage von städtebaulicher Bedeutung. die Grünanlage ist nicht im Original erhalten, es handelt sich hierbei aber um eine wichtige Fläche zwischen den beiden beschriebenen Gebäuden, wodurch deren städtebauliche Wirkung hervorgehoben wird, ganz sicher sind einige Bäume aus der Anlagezeit dieser Grünanlage noch vorhanden, die heutige Anlage ist auf die DDR-Zeit zurückzuführen, das Rosa-Luxemburg-Denkmal an dieser Gartenanlage ist nicht Kulturdenkmal, diese Grünanlage wird umschlossen vom Landgericht, von der Humboldtstr. 1 – dem ehemaligen Kaiserlichen Postamt – sowie an der anderen Seite der Platzanlage dem heutigen Gerhart-Hauptmann-Gymnasium und dem Dr.-Friedrichs-Ring. | 09231718 |
| Weitere Bilder                          | Rosa-Luxemburg-Denkmal | Platz der Deutschen Einheit (Karte)        | 1979                                                     | Anlage aus drei Stahlbetonplatten mit Reliefs und Inschrift, erinnert an die nach wie vor bedeutendste linke Politikerin Deutschlands, Beispiel für eine formal von „Weite und Vielfalt“ geprägte Kunstauffassung in der späten DDR, personengeschichtlich und künstlerisch bedeutsam | 09306796 |
| Weitere Bilder                          | Landgericht | Platz der Deutschen Einheit 1 (Karte)      | 1876–1879                                                | um zwei Innenhöfe angelegte Vierflügelanlage mit Schwurgerichtssaal in der Mitte, repräsentativer Klinkerbau von geschichtlicher, künstlerischer und städtebaulicher Bedeutung. Auf einen Entwurf des Landbaumeisters Otto Wankel zurückgehend, um zwei Innenhöfe gruppierte Vierflügelanlage mit repräsentativer Schaufassade mit Haupteingang zum Platz der Deutschen Einheit. Außenansicht: Mittelrisalit weit vorspringend mit Haupteingang – sich mit Rundbögen öffnende Vorhalle mit vorgelagerter Freitreppe, über dem Haupteingang im 2. Obergeschoss repräsentative Dreierfenstergruppe flankiert von Doppelsäulen (jeweils zwei Säulen und zwei Pilaster), aufwändige Fassadenausbildung mit Bossenquaderung an den Hausecken, Putzquaderung im Erdgeschoss und der Pilaster an den Gebäudeecken, Wandflächen in den Obergeschoss mit roter Klinkerverkleidung, Fenstergewände aus Sandstein unterschiedlicher Herkunft (dadurch verschiedene Farbvariationen – im Erdgeschoss gelblich, in den Obergeschossen weißlicher Sandstein), weiterhin Dekoration der Fassade durch unterschiedliche Friese u. a. Würfelfries, im Erdgeschoss-Bereich Ziervergitterung der Fenster aus der Erbauungszeit, am linken Seitenrisalit im zweiten Obergeschoss Inschrift: „gegr. Herbst 1876“, am rechten Seitenrisalit Inschrift: „olendet Sommer 1879“ Innen: Schwurgerichtssaal: in der Mitte des Hauskomplexes mit vorgelagerten Granitpfeilern und Kapitellen, umlaufendem Fries, Decke ist heute abgehangen, repräsentativer Eingangsbereich mit mehrfarbigen Terrazzoböden und Marmorsäulen, repräsentative, zweiläufige Treppe mit Marmortreppengeländer mit Balustern, Verhandlungssaal 345: mit aufgearbeiteter, originaler Innenausstattung, mit Stichkappen, Spiegelgewölbe mit Stuckverzierungen (sächsisches Wappen), den Wänden vorgelagert kannelierte Pilaster, originale Türen, Farbfassung nach Befund, Verhandlungssaal 344: Saal mit Holzvertäfelung und Holzkassettendecke mit Unterzügen, in den oberen Bereichen mit Stoffbespannung, vorteilhaft für die Akustik, in beiden Etagen repräsentative Haupthallen, von denen dann die Seitenflügel und Flure ausgehen, zwei Seitentreppenhäuser: zweiläufig mit gewendelten Treppen, schlicht, ohne Besonderheiten. | 09230905 |
| Weitere Bilder                          | Schulbau | Platz der Deutschen Einheit 2 (Karte)      | 1868-1870                                                | auf E-förmigen Grundriss errichteter, repräsentativer Putzbau mit gestalterisch hervorgehobenem Mitteltrakt, der rückwärtig in den Hofraum reicht, Belebung durch zahlreiche Schmuck- und Gliederungselemente, historistisches, im Stil der Neorenaissance errichtetes Gebäude, von stadtgeschichtlicher und baugeschichtlicher Bedeutung sowie städtebaulichem Wert. Hauptfassade der Schule zum Platz der Deutschen Einheit (Rosa-Luxemburg-Platz, Albertplatz) mit Mittelrisalit und Freitreppenanlage, darüber Aula mit Bleiglasfenstern mit bildlichen Darstellungen, die mittleren Fenster nicht erhalten, ebenfalls fehlen die Bleiglasfenster der oberen Fenster, deren Oberlichter jedoch noch mit Bleiglasfenstern versehen sind, reiche Putz-Stuck-Dekorationen bzw. Sandsteindekorationen sowie Fenstereinfassungen Sandstein, Sohlbänke durch geschweifte Konsolen gestützt, am Mittelrisalit Putznutung der Pilaster, kräftiger Konsolfries am Kranzgesims, über den Fenstern der Aula befinden sich plastische Darstellungen u. a. vier Schwäne (Wappentier Zwickaus), diese flankieren Wappen, das Stadtwappen von Zwickau und das sächsische Wappen, seitlich (an den Schmalseiten) des Mittelrisalites Nischen, in denen heute keine Plastiken mehr stehen. Die Schule wurde vom Chemnitzer Architekten Gottschald 1868–1870 errichtet. Der Anbau des Westflügels erfolgte 1899, im Jahre 1928 kam der Ostflügel hinzu. | 09230906 |
| Direkt Bild zu diesem Denkmal hochladen | Einzeldenkmal Sachgesamtheit Westsächsische Hochschule Zwickau: Hochschulkomplex, um einen Innenhof gruppierte Hochschulgebäude sowie Internatsgebäude mit Arkaden, Freitreppe im Innenhof, bauplastischem Schmuck im Inneren sowie Plastik »Sitzender Mann« im Innenhof (siehe auch Sachgesamtheit gleiche Anschrift – Obj. 09302854), Erweiterungsbau der ehemaligen Bergingenieurschule | Schillerstraße 1; 1a (Karte)               | 1953                                                     | architektonisch anspruchsvoll gestalteter Baukomplex von großer städtebaulicher, stadtgeschichtlicher sowie baugeschichtlicher Bedeutung als bedeutendes Beispiel der Architekturgeschichte der 1950er-Jahre. Einheitlich gestalteter Baukomplex, gruppiert um einen Innenhof, bestehend aus zwei-, drei- und viergeschossigen Putzbauten mit Arkaden, Durchlässen, Terrassen und Freitreppe im Innenhof, Standerker sowie Dachreiter. Durch die kleinteilige Gestaltung, die Wahrung der Traufhöhen sowie die Dachformen (Walmdächer mit Biberschwanzdeckung), die Ausbildung der Fassade mit Natursteinen im Sockelbereich und den Putzflächen passt sich dieser Baukomplex gut an die umgebende Altstadtbebauung an. Dieser Komplex bildet den Platzabschluss eines der wichtigsten mittelalterlichen Plätze der Stadt Zwickau. Die städtebauliche Bedeutung des Baukomplexes ergibt sich gerade aus der gelungenen Synthese neuer Architektur mit gewachsenen städtebaulichen Strukturen. Auch die Innengestaltung der Bauten weist eine solide handwerkliche und gestalterische Qualität auf. Im Eingangsbereich des Rektorates wurde ein Halbrelief angebracht, auf dem Bergarbeiter beim Schachtausbau dargestellt sind. Diese Plastik steht im Zusammenhang mit der ursprünglichen Funktion des Gebäudekomplexes, welcher 1953 als Erweiterung der bereits bestehenden Bergingenieurschule „Georgius Agricola“ erbaut wurde. Diese Bergingenieurschule war aus der 1862 gegründeten privaten Bergschule hervorgegangen. Die innenarchitektonische Gestaltung erfolgte adäquat der äußeren Gestaltung. Die Flure waren bewusst niedrig gehalten, um so vermutlich einen Eindruck der Geborgenheit zu vermitteln. Die Wände wurden teilweise mit Sgraffitobildern ausgestattet. Die Böden erhielten Linoleum- bzw. Keramikbeläge. Die verglasten Türen waren teils holzsichtig belassen bzw. im Holzton gestrichen. Die Türeinfassungen gliedern ebenso wie die bereits erwähnten Fassadendetails die Flure. Die nach 2000 erfolgte Sanierung geschah unter Wahrung wichtiger Bestandteile des Denkmals. Der Denkmalwert ergibt sich, wie oben bereits erwähnt, aus dem städtebaulichen Wert. Weiterhin kommt dem Bauwerk eine außerordentlich hohe baugeschichtliche Bedeutung zu als Beispiel früher Hochschulbauten der DDR-Architektur. Der baukünstlerische Wert ergibt sich vorwiegend aus der qualitätvollen handwerklichen Ausführung, der gelungenen Synthese der äußeren Gestaltung und inneren Ausstattung sowie der herausragenden städtebaulichen Einordnung in das mittelalterliche Zwickau. Als Hochschule, in der Techniker des Bergbaus, des wohl bedeutendsten Industriezweigs der Stadt Zwickau, ausgebildet wurden, erlangt dieser Baukomplex eine herausragende stadtgeschichtliche Bedeutung. Der Baukomplex ist authentisch erhalten und singulär in seiner Gestaltung, so dass er auch denkmalwürdig ist. | 09231249 |
| Direkt Bild zu diesem Denkmal hochladen | Justizvollzugsanstalt bestehend aus Verwaltungsgebäude und Zellenhaus | Schillerstraße 2 (Karte)                   | 1897/98                                                  | einheitlich gestaltete Anlage in Klinkerbauweise von bau- und stadtgeschichtlicher Bedeutung. Zellenhaus: Viergeschossiger Bau in Klinkermischbauweise auf T-förmigem Grundriss, Sockelgeschoss mit Natursteinverkleidung, an den Ecken in allen Stockwerken Bossenquader aus Sandstein, die Obergeschosse roter Klinker, Fenster der Zellen von Sandsteingewänden eingefasst, Rundbogenfries am Kranzgesims, Walm- bzw. Satteldächer, Erdgeschoss Sandsteinquader mit Eckquaderung, die Obergeschoss roter Klinker ebenfalls mit Eckquaderung, Rundbogenfries am Kranzgesims, Walmdächer oder Satteldächer, die Giebel mit Aufbauten und Bekrönungen sowie die Ecken mit Bekrönungen Verwaltungsgebäude: Dreigeschossiger Bau mit Mittelrisalit und Walmdach, roter Klinker, Eckquaderung, gebundene Fenster bzw. Einzelfenster mit Segmentbogen- bzw. Rundbogenabschluss, ebenfalls Mittelrisalit mit Dreieckgiebel, in den Höfen Mauern bzw. Brücken zur Beobachtung des Freigängerhofes mit originaler Bekrönung, in den Gebäuden originale bauzeitliche Innenausstattung, erhaltene Zellentüren. | 09230917 |
| Direkt Bild zu diesem Denkmal hochladen | Einzeldenkmal der Sachgesamtheit Westsächsische Hochschule Zwickau: Erweiterungsbauten aus den 1950er-Jahren zwischen Grünhainer Kapelle und ehemaligem Stadthaus I (siehe auch Sachgesamtheit gleiche Anschrift – Obj. 09302854) | Schillerstraße 4 (Karte)                   | 1950er-Jahre                                             | Bauteil eines baugeschichtlich und stadtgeschichtlich bedeutsamen Bauensembles im Stadtzentrum Zwickaus. Erweiterungsbau (Schillerstraße 4): aus den 1950er-Jahren, zweigeschossig, Madenputz, hinter die Bauflucht des Hauptgebäudes des ehemaligen Klosterhofes zurückgesetzt, im Süden Zwischenbau aus den 1950er-Jahren, zweigeschossig, Madenputz, mittig rundbogige Durchfahrt mit schmiedeeisernem Gittertor aus der Entstehungszeit. | 09302852 |
| Weitere Bilder                          | Einzeldenkmal der Sachgesamtheit Schloss Osterstein: Renaissanceschloss, unter Einbeziehung von Vorgängerbauten mehrfach umgebaute und umgenutzte Dreiflügelanlage, heute Pflegeheim sowie historische Brücke über den Schlossgraben (siehe auch Sachgesamtheitsdokument obj 09300938) | Schloßgrabenweg 1 (Karte)                  | um 1200 (erste bauliche Anlage)                          | Baukomplex, ursprünglich mit umlaufendem Wassergraben, mit Resten der ehemaligen Befestigungsanlage von baugeschichtlicher, stadtgeschichtlicher, personengeschichtlicher sowie ortsbildprägender Bedeutung. Bei dem Kulturdenkmal handelt es sich um eines der bedeutendsten Renaissanceschlösser in Sachsen. Als landesherrliche Schlossanlage war es zentraler Verwaltungssitz des Amtes Zwickau und diente zugleich dem zeitweiligen Aufenthalt der Kurfürsten. Der überwiegende Teil seiner Bausubstanz entstammt einem unter Kurfürst Christian I. von 1587 bis 1590 nach Plänen des kurfürstlichen Baumeisters Hans Irmisch errichteten Umbau. Die örtliche Bauleitung lag dabei in den Händen von Georg Hoffmann und Zacharias Hornigk von Volkersdorf. Errichtet unter Einbeziehung von Teilen eines spätmittelalterlichen Vorgängerbaues (gotische Kelleranlage des Nordflügels, vermutlicher Burgturm als heutiger Ostteil des Südflügels und Außenmauerwerk sowie wichtige Innenwände des Nord- und Südflügels bis etwa in heutige Fußbodenhöhe des 1. Obergeschosses, Ostmauer des Westflügels im Erdgeschoss) entstanden zwei nahezu parallel liegende Hauptflügel im Norden und Süden, die im Westen ein niedrigerer Stallflügel verband. Der Hof wurde nach Osten durch eine hohe Mauer abgeschlossen. Charakteristisch für die sächsische Schlossarchitektur in der 2. Hälfte des 16. Jahrhunderts war das Äußere des Bauwerks sparsam gegliedert. Volutengiebel zierten den Torturm im Südflügel und die Ostseiten der Hauptflügel. Die Dachlandschaft des Nordflügels war zudem mit weiteren großen Zwerchgiebeln geschmückt und stellte sich somit als Hauptflügel dar. Zwei hofseitig am Süd- und Nordflügel gelegene Wendelsteine erschlossen den Bau. Nach außen zeigte die Anlage wehrhaften Charakter. Vollständig von einem Wassergraben umgeben war sie im Norden, Osten und Süden zusätzlich durch einen Zwinger gesichert, der hier zugleich die Funktion der Stadtbefestigung übernahm. Über den Graben führten stadtseitig eine breite Steinbrücke, landseitig eine schmalere Holzbrücke. Infolge des Siebenjährigen Krieges und damit verbundener einschneidender gesellschaftlicher Veränderungen schied das Zwickauer Schloss aus dem Gebäudebestand des kurfürstlichen Hofes aus. Mit der Staats – und Justizreform in Sachsen erfolgte ab 1770 der Umbau zu einer Strafanstalt, die am 15. September 1775 mit 14 Gefangenen eröffnet wurde. Äußerlich nur wenig verändert, erfolgte 1806 der Umbau des Stallflügels zu einem Zellentrakt und damit dessen Aufstockung auf die Höhe der Hauptflügel, so dass der Eindruck einer Dreiflügelanlage wesentlich verstärkt wurde. Das in diesem Zusammenhang errichtete Treppenhaus ist erhalten geblieben. Im Osten entstand anstelle der Schlossmauer ein niedriger Neubau, der mehrfach umgebaut und erweitert, zuletzt als Wäscherei diente. Offensichtlich durch Bauschäden bedingt, wurden 1830 die Volutengiebel der Hauptflügel abgetragen und die Dächer abgewalmt. Die Raumstrukturen im Innern blieben im Erdgeschoss u. a. mit Großer Hofstube, Silberkammer und Schlossküche weitgehend erhalten. Die Strafanstalt wurde 1835/36 durch Einbeziehung des Kornhauses und 1860/64 durch Neubau des Zellenhauses wesentlich erweitert. Im März 1933 wurde im Schloss eines der ersten Schutzhaftlager in Deutschland eingerichtet. Es diente bis 1945 als Zuchthaus für politische Gefangene und wurde schließlich 1963 nach stufenweisem Abbau als Strafvollzugsanstalt insgesamt aufgelöst. 1992 gingen die Schlossgebäude aus Bundes– in Privateigentum über. Seither ohne Nutzung blieben Maßnahmen zur Bauwerkserhaltung und -instandsetzung sowie dringendst erforderliche Notsicherungen völlig aus. Akut im Bestand gefährdet begannen im Winter 2000 – gewissermaßen als letzte Rettungsmaßnahme – der kontrollierte Rückbau von Dächern und Decken an Süd- und Nordflügel einschließlich Sicherungen der verbleibenden Bausubstanz. Mit dieser Notsicherung verbunden waren umfangreiche bau-archäologische und restauratorische Voruntersuchungen als Grundlage künftiger Planungen. Ab November 2006 erfolgte in einem Zeitraum von nur 26 Monaten eine umfassende Sanierung der Schlossanlage. Hierbei wurde eine Konzeption umgesetzt, die es ermöglichte, eine sinnvolle Verbindung von historischem Bestand und moderner Erweiterung zu schaffen. Wichtigste denkmalpflegerische Arbeiten waren die Erhaltung und Reparatur der Dachstühle über dem Südflügel und dem Torturm aus dem Jahre 1586 (d), die Erhaltung und Konservierung der beiden Renaissancewendelsteine, konservatorische Maßnahmen am gotischen Torbogen des Südflügels, an den Renaissancetorbögen des Nordflügels und an den Renaissancesäulen der Großen Hofstube sowie die Erhaltung der Großen Hofstube und weitgehende Wiederherstellung der Raumschalen in der Gestalt des 16. Jh. Auf der Grundlage von sehr aussagekräftigen Befunden konnten auch die Fassaden in ihrer Putzstruktur, die Eckquaderung, der umlaufende Fries und die Farbigkeit wiederhergestellt werden. Die rekonstruierende Wiederherstellung der östlichen Volutengiebel und der Giebel des Torhauses erfolgte im Sinne der Wiedergewinnung eines entscheidenden Teiles der architektonischen Identität des Schlosses als Renaissanceanlage und stadtbildprägende Dominante. Die Wertigkeit von Schloss Osterstein in Zwickau als wichtiger Vertreter der sächsischen Schlossarchitektur des späten 16. Jahrhunderts, seine besondere bau- und kunstgeschichtliche Bedeutung innerhalb der Stadtentwicklung und seine daraus resultierenden Stellung in der Region sowie im gesamten sächsischen Raum, die handwerkliche – künstlerische Qualität von Entwurf und Ausführung, der immer noch hohe Grad an Originalsubstanz und seine unverzichtbare monumentale Wirkung und markante Stellung in der Nord-Ost-Ecke der historischen Altstadt begründen das besondere öffentliche Interesse an seiner Erhaltung, denkmalgerechten Sanierung und behutsamen denkmalverträglichen Weiterentwicklung im Sinne einer Revitalisierung der Schlossanlage. Für die sächsische Schlossarchitektur des späten 16. Jahrhunderts stellt Schloss Osterstein einen wichtigen Vertreter dar, der durch seine repräsentative Gestaltung, Größe sowie monumentale Wirkung und Stellung im Zwickauer Stadtbild unverzichtbar ist, indem er die nordöstliche historische Altstadt eindrucksvoll markiert. Schloss Osterstein legt zudem Zeugnis ab von den Bemühungen, ältere Burganlagen und bereits schlossartig veränderte Burgen zu regularisieren und sich der vierflügeligen Idealvorstellung eines fürstlichen Renaissanceschlosses zu nähern. | 09231160 |
| Weitere Bilder                          | Sachgesamtheit Schloss Osterstein bestehend aus den Einzeldenkmalen: Schloss (Schloßgrabenweg 1, Obj. 09231160), Reste der Gerichtsfronfeste und westliches Magazingebäude (Katharinenkirchhof 12, Obj. 09231474), Zellenhaus mit ehemaligem Salzmagazin (Katharinenstraße 44, Obj. 09301893) | Schloßgrabenweg 1 (Karte)                  | um 1200 (erste bauliche Anlage)                          | Anlage von großer stadtgeschichtlicher und baugeschichtlicher Bedeutung. | 09300938 |
| Direkt Bild zu diesem Denkmal hochladen | Wohnanlage, bestehend aus drei um einen Innenhof angeordneten Wohnhäusern in geschlossener Bebauung | Schumannplatz 1; 2; 3 (Karte)              | 1938                                                     | von der Stilvielfalt der 1. Hälfte des 20. Jahrhunderts geprägtes Bauensemble in sehr gutem Originalzustand von bauhistorischer und städtebaulicher Bedeutung. drei im Winkel aneinander gefügte Putzbauten, der Eckbau viergeschossig mit einer Eckarkade, nachträglich eingebaute Ladenfronten, Tordurchfahrt mit Schlussstein, zweigeschossiger Erker und Loggien, am Erker Sgraffito – schlichte Tier- und Pflanzendarstellungen, einfache Rechteckfenster ohne Einfassung, ursprünglich nur an der Ecke jeweils ein Schaufenster, der Eingang unterhalb der Eckarkade, diese sowie neben der Toreinfahrt mit Bruchsteinverkleidung, über der Tordurchfahrt Scheitelstein mit Darstellung zweier gekreuzter Schwerter sowie drei Schwänen (Stadtsymbol von Zwickau) und den Jahreszahlen „1938/1939“, an der Ecke drei übereinander angeordnete Plastiken, die obere – Darstellung eines Schnitzers, neben ihm Darstellung eines Spanbaums, darunter Darstellung einer Weberin (weibliche Figur mit Webteppich in Händen), darunter ein Töpfer an der Töpferscheibe – eine Vase drehend, an den Hauptbau anschließend zwei niedrigere dreigeschossige Gebäudeflügel ohne Bauschmuck aus der gleichen Bauzeit, heute mit Schaufenstern im Erdgeschoss, die in ihrer Gestaltung an die ursprünglichen vorhandenen Schaufenster angepasst wurden. | 09231607 |
|                                         | Ehemals bürgerliches Wohnhaus, heute Gemeindehaus der Neuapostolischen Gemeinde | Schumannplatz 4 (Karte)                    | um 1800                                                  | zeittypischer städtebaulich bemerkenswerter Putzbau in sehr gutem Originalzustand. zweigeschossig, neun Achsen, Mitteleingang an der Traufseite mit Rundbogenportal sowie waagerechtem Gebälk auf geschweiften, volutenartigen Konsolsteinen, im Erdgeschoss Rundbogenfenster mit Natursteineinfassungen, im ersten Obergeschoss Rechteckfenster mit waagerechtem Gebälk, profiliertes Kranzgesims, die Gewände aus Porphyrtuff (evtl. Hilbersdorfer Porphyrtuff), ursprünglich waren auch noch in beiden Etagen Fensterbankgesimse aus Porphyrtuff vorhanden, die dann abgearbeitet wurden und heute in der gleichen Farbigkeit aufgestrichen wurden, Türen und Fenster erneuert. | 09230418 |
| Direkt Bild zu diesem Denkmal hochladen | Wohn- und Geschäftshaus in geschlossener Bebauung | Schumannplatz 8 (Karte)                    | bez. 1885 (unterhalb des Erkers)                         | repräsentativer Klinkerbau von baugeschichtlicher und städtebaulicher Bedeutung. dreigeschossiger, fünfachsiger Bau mit Seitenrisalit, orangeroter und roter Klinker in Abwechslung, originale Haustür – einflügelig mit zwei feststehenden Seitenteilen, Oberlicht mit strahlenförmiger Sprossung, kleiner Laden unterhalb des Erkers, über Eingangstür und Laden aufwändige Putz-Stuck-Verzierungen – dort auch die Datierung, am Seitenrisalit betonte Fensterachsen durch Pilaster eingefasst und Balkon im 1. Obergeschoss mit durchbrochener Brüstung, darüber liegend französischer Balkon, aufwändige profilierte Fenstergewände mit waagerechter Verdachung bzw. mit Palmetten verziert, profiliertes Kranzgesims, Dachbereich verändert, Ladenfront verändert. | 09230419 |
| Weitere Bilder                          | Bankgebäude mit Einfriedung | Schumannstraße 1; 3 (Karte)                | 1926                                                     | architektonisch anspruchsvoller, aufwändig gestalteter Putzbau des bekannten Architekten Oskar Kramer von 1926, künstlerisch und städtebaulich bedeutend. 1996 umfassende Sanierung durch die Sparkasse Zwickau, Im Inneren: Sitzungsraum und Direktorenzimmer im Original erhalten, Außenbeschreibung: Zweigeschossiger Putzbau mit Edelputz, Sockel: Werkstein – Schichtmauerwerk, sprossengeteilte kleinteilige Fenster – Kreuzstockfenster, Giebelseite mit Arkaden, diese mit Rochlitzer Porphyrtuffplatten verkleidet, Scheitelsteine an Arkaden mit Reliefdarstellungen – ebenfalls Rochlitzer Porphyrtuff, weiter in Rochlitzer Porphyrtuff: Gliederungselemente wie Fenstereinfassungen, Reliefs, Rautenornament am Giebel, profiliertes Kranzgesims, steiles Satteldach, kleiner turmartiger Anbau mit Pyramidenhelm, durch seine dominante Lage und seine hervorspringenden Gebäudeteile straßenbildprägend. | 09230923 |
| Direkt Bild zu diesem Denkmal hochladen | Villa mit Resten der Einfriedung | Schumannstraße 5 (Karte)                   | 1906                                                     | schlichter Putzbau von städtebaulichem Wert. Zweigeschossiger Putzbau, Sockel mit senkrechtem Kammzugputz, reich dekorierter Eingang mit volutenartiger Bekrönung und Putzstuckdekorationen, ansonsten sehr schlicht, Seitenrisalit mit Volutengiebel, Mansarddach, Haustür und Fenster erneuert, Fenster vermutlich altem Vorbild angenähert. | 09230926 |
| Direkt Bild zu diesem Denkmal hochladen | Villa mit Einfriedung | Schumannstraße 7 (Karte)                   | 1899                                                     | original erhaltener Putzbau von baukünstlerischer und bauhistorischer Bedeutung. Zweigeschossiger Putzbau mit Vor- und Rücksprüngen, überdachtem Hauseingang mit originaler Haustür einflügelig mit fest stehenden Seitenteilen, Erker u. a. Fachwerkerker mit Butzenscheiben, Fenstergewände aufwändig, original erhalten, an den Ecken Bossenquaderung, Sockelbereich Klinker, im Inneren originale Wohnungstüren erhalten, die Villa war in zwei Wohnungen unterteilt, die übereinander angeordnet waren, im Treppenhausbereich Bleiglasfenster, am Giebel bezeichnet: „A. 1900. D.“ | 09230928 |
| Direkt Bild zu diesem Denkmal hochladen | Villa mit qualitätvoller Innenausstattung sowie Resten der Einfriedung | Schumannstraße 9 (Karte)                   | 1897                                                     | baukünstlerisch bemerkenswerter Klinkerbau mit Sandsteinverkleidung der Fassade und bauzeitlicher Ausstattung von baukünstlerischer, baugeschichtlicher und städtebaulicher Bedeutung. Villa gelegen an einer wichtigen Straßenkreuzung, zweigeschossiger Klinkerbau mit aufwändigen Sandsteingestaltungselementen, Blendgiebel mit Voluten, Fenstereinfassungen sowie Bekrönungen mit unterschiedlichen floralen und ornamentalen Dekorationen, verschiedene Erker u. a. polygonalem Eckturm mit spitz zulaufender Welscher Haube sowie weitere Bekrönungen der Gauben, in der Vorhalle Fliesen aus der Erbauungszeit, Marmorwandverkleidung, originale Zwischentür sowie Stuckdecke, mittig angeordnete Halle, ursprünglich evtl. mit Oberlicht, ebenfalls mit Stuckdecke, Kamin, originalen Türen mit großzügigen Glaseinsätzen und geschweiften Sprossen, Säulen mit dekorativen Kapitellen, Schiebetüren, in einem Raum Parkett, Wandvertäfelung mit integriertem Glasschrank bzw. Vitrine, zarte mit Hand angetragene Stuckdecken ohne Fertigelemente, das Oberlicht im 1. Obergeschoss als Bleiglasfenster ausgebildet, umrankt von Putzstuck, das Treppenhaus mit mehrfarbiger Wandverkleidung aus Marmor sowie dekoriertem Eisengeländer, Einfriedung: Eisengitterzaun mit Klinkerzaunspfeilern | 09230930 |